# 高崎市
高崎市（たかさきし）は、群馬県中南部にある市。中核市に指定されている。人口は県庁所在地である前橋市を上回り、県内最大都市である。

## 概要
古くから交通の要衝で、中山道（国道17号・国道18号）と三国街道（群馬県道25号高崎渋川線）の分岐点、関越自動車道と北関東自動車道の分岐点、上越新幹線と北陸新幹線の分岐点になるなど、全国有数の交通拠点都市である。一部新幹線の停車する県内一のターミナルである高崎駅は群馬県の県庁所在地前橋市の玄関口ともなっており、群馬県の交通の中心地である。平成の大合併では、倉渕村、箕郷町、群馬町、新町、榛名町、さらには吉井町を編入し、県庁所在地である前橋市を凌いで広大な市域に県内一の人口を擁するようになった。商業・交通の街である高崎市と行政都市である前橋市は双子都市を形成している。かつては前橋市ではなく、高崎市が県庁所在地であった時期もある。
高崎都市圏の人口は約53万人で、都市圏人口としては県内一の規模であった。2010年以降は前橋都市圏に組み込まれており、前橋都市圏は宇都宮都市圏やつくば都市圏を上回り、規模としては北関東最大である。公示地価では、高崎市が商業地・住宅地とも県内最高地点を占めている。中心市街地は旧群馬郡高崎町を中心とする地域である。
江戸時代には高崎藩の城下町として、また中山道の69次中4番目に規模が大きい宿場町である高崎宿として、また物資の集散地・商業のまちとして大いににぎわった。街道筋の田町、本町、新町（現：あら町）などに市が立ち、その様子は「お江戸見たけりゃ高崎田町、紺ののれんがひらひらと」と詠われたほどである。鍛冶町には鍛冶職人が、鞘町には刀の鞘師が、白銀町には金銀細工師らが住み、当時の職人の町は今も町名として留めている。現代でも県内最大の商業都市として盛えている。また、高崎郊外に位置する問屋町は、日本初の郊外型問屋団地である。
日本一のだるまの産地であり、国道18号沿いにはだるまの生産工場が集中している。また、数少ないオーケストラのある地方都市であり、高崎マーチングフェスティバルが開かれるなど、音楽に関する活動が盛んであることから、高崎市は「音楽のある街」と名乗っている。また、高崎フィルム・コミッションにより、ドラマ・映画・プロモーションビデオ等の撮影を誘致しており、しばしば高崎の市街地や学校などが登場する。毎年、高崎映画祭を開催するなど、音楽以外の芸術・文化活動も盛んである。
高崎市の宣言・憲章
- 地球市民宣言
- 生涯学習都市宣言
- いきいき長寿社会憲章
- ゆとり創造都市宣言
- 核兵器廃絶平和都市宣言
- 交通安全都市宣言
- 身体障害者福祉モデル都市宣言

## 地理

高崎市中心部周辺の空中写真。2010年5月8日撮影の40枚を合成作成。。

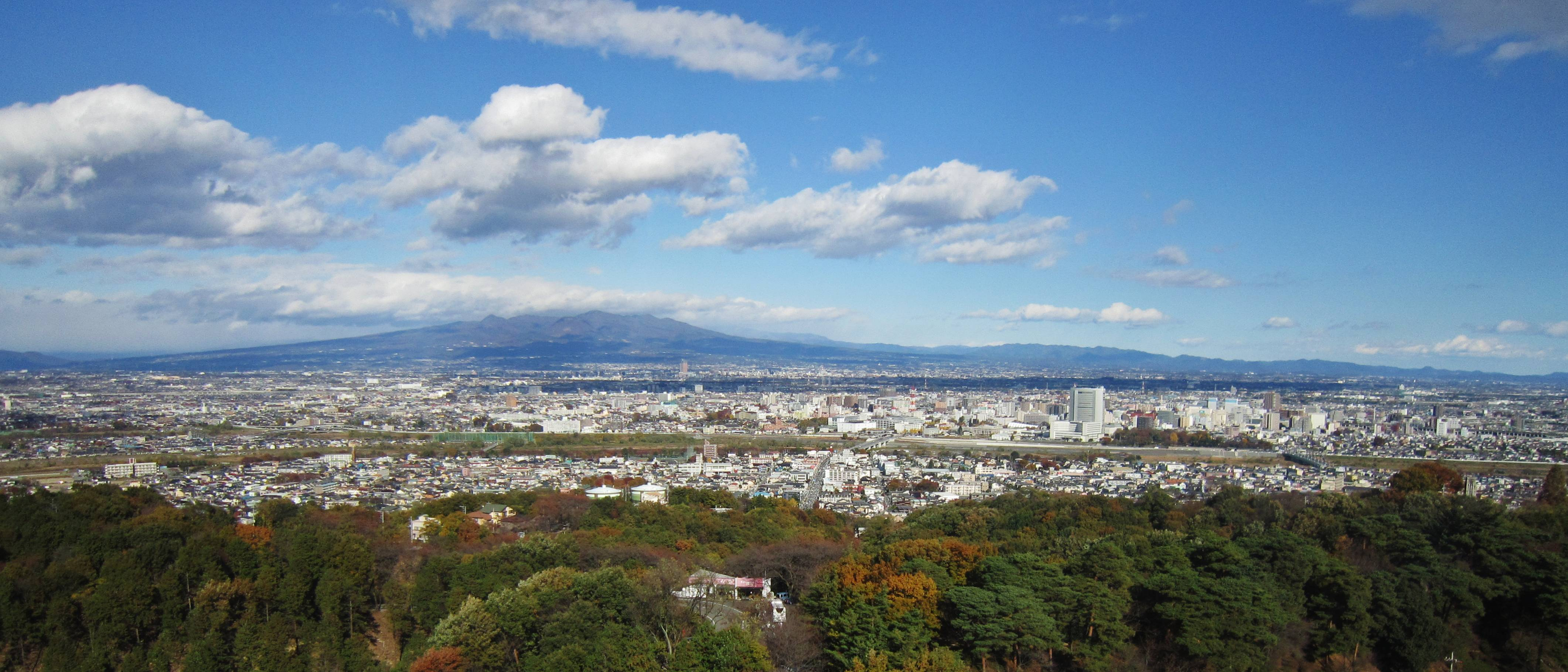
高崎白衣大観音から望む高崎市

関東平野の北西部に位置している。東京都の都心からはおよそ90 km - 100 km程度である。西端は長野県北佐久郡軽井沢町、東端は前橋市に接しており、群馬県南西部をほぼ横断する形になっている（飛地があるため、完全に横断する形ではない）。
市内から赤城山・榛名山・妙義山の上毛三山を望むことができる。特に榛名山の南面は、大部分が市域に含まれる。
また市内には、利根川・烏川・碓氷川など、大きな一級河川が流れている。特に烏川は、流域のほとんどが市域に含まれている。
また、海岸より100 km以上離れた内陸に位置するにもかかわらず、中心市街地の標高は97.1 m（高崎市役所）と低い。また、市の北部及び西部には標高1,000 m以上の地点も存在し、倉渕町川浦の浅間隠山にある東吾妻町及び、長野原町との境界では標高1,690 m、新町の烏川河川敷の標高60 mと標高差が1,630 mもある。

### 市勢

#### 概要
- 面積：459.16 km2

（2014年10月1日現在）
- 総人口：370,176人
  - 男性：181,413人
  - 女性：188,763人
- 人口密度:806人/km2
- 世帯数：153,390世帯

（2017年10月1日現在）

#### 人口
| |                                        |  |
| 高崎市と全国の年齢別人口分布（2005年） | 高崎市の年齢・男女別人口分布（2005年） |  |
| ■紫色 ― 高崎市 ■緑色 ― 日本全国 | ■青色 ― 男性 ■赤色 ― 女性              |  |
| 高崎市（に相当する地域）の人口の推移 \| 1970年（昭和45年） \| 280,625人 \| \| \| 1975年（昭和50年） \| 306,091人 \| \| \| 1980年（昭和55年） \| 323,403人 \| \| \| 1985年（昭和60年） \| 338,297人 \| \| \| 1990年（平成2年） \| 346,933人 \| \| \| 1995年（平成7年） \| 353,879人 \| \| \| 2000年（平成12年） \| 358,465人 \| \| \| 2005年（平成17年） \| 364,919人 \| \| \| 2010年（平成22年） \| 371,302人 \| \| \| 2015年（平成27年） \| 370,884人 \| \| \| 2020年（令和2年） \| 372,973人 \| \| |                                        |  |
| 総務省統計局 国勢調査より |                                        |  |
| 1970年（昭和45年） | 280,625人                              |  |
| 1975年（昭和50年） | 306,091人                              |  |
| 1980年（昭和55年） | 323,403人                              |  |
| 1985年（昭和60年） | 338,297人                              |  |
| 1990年（平成2年） | 346,933人                              |  |
| 1995年（平成7年） | 353,879人                              |  |
| 2000年（平成12年） | 358,465人                              |  |
| 2005年（平成17年） | 364,919人                              |  |
| 2010年（平成22年） | 371,302人                              |  |
| 2015年（平成27年） | 370,884人                              |  |
| 2020年（令和2年） | 372,973人                              |  |

令和2年度国勢調査によると、当市に常住する就業者は180,730人おり、そのうち市内で就業する者が121,594人。他市区町村への15歳以上の就業先は1位前橋市19,446人、2位藤岡市5,872人、3位安中市4,073人、4位富岡市3,707人、5位東京都特別区部2,859人である。都道府県別では群馬県内の他市町村で就業する者が45,325人、他県への通勤者数は1位埼玉県3,851人、2位東京都3,057人、3位栃木県297人、4位長野県271人、5位神奈川県255人である。また、平成1７年度国勢調査によると、合併前の旧市内に常住する就業者が117,683人おり、そのうち市内で就業する者が82,146人。他市区町村への就業先は1位前橋市11,171人、2位藤岡市2,792人、3位東京都特別区部2,346人、4位群馬町2,157人、5位安中市1,988人であった。都道府県別では県内他市町村で就業する者が29,888人。他県への通勤者数は1位東京都2,452人、2位埼玉県2,390人、3位長野県172人、4位栃木県162人、5位神奈川県154人であった。

### 隣接している自治体
- 群馬県
  - 前橋市
  - 安中市
  - 藤岡市
  - 渋川市
  - 富岡市
  - 甘楽郡甘楽町
  - 北群馬郡榛東村
  - 佐波郡玉村町
  - 吾妻郡東吾妻町
  - 吾妻郡長野原町
- 埼玉県
  - 児玉郡上里町
- 長野県
  - 北佐久郡軽井沢町

### 市街中心部

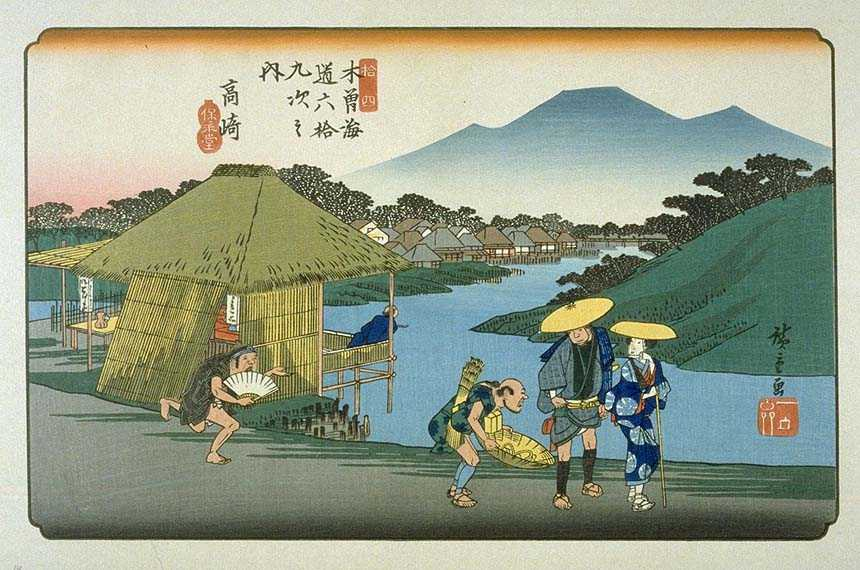
木曾街道六拾九次 高崎（歌川広重画）

高崎市の市街中心部は、およそJR高崎線とJR信越本線、国道17号で囲まれた地域である。この地域は江戸時代以来の城下町であったとともに、中山道の宿場町でもあった。市役所を始めとする主要な行政機関や文化施設、公共施設、また数多くの商店街や金融機関、大型商業施設、宿泊施設などがこの地域に立地している。ただ、近年は高崎駅の東側にも商業施設や文化施設などが進出してきている。

#### 高崎駅西口

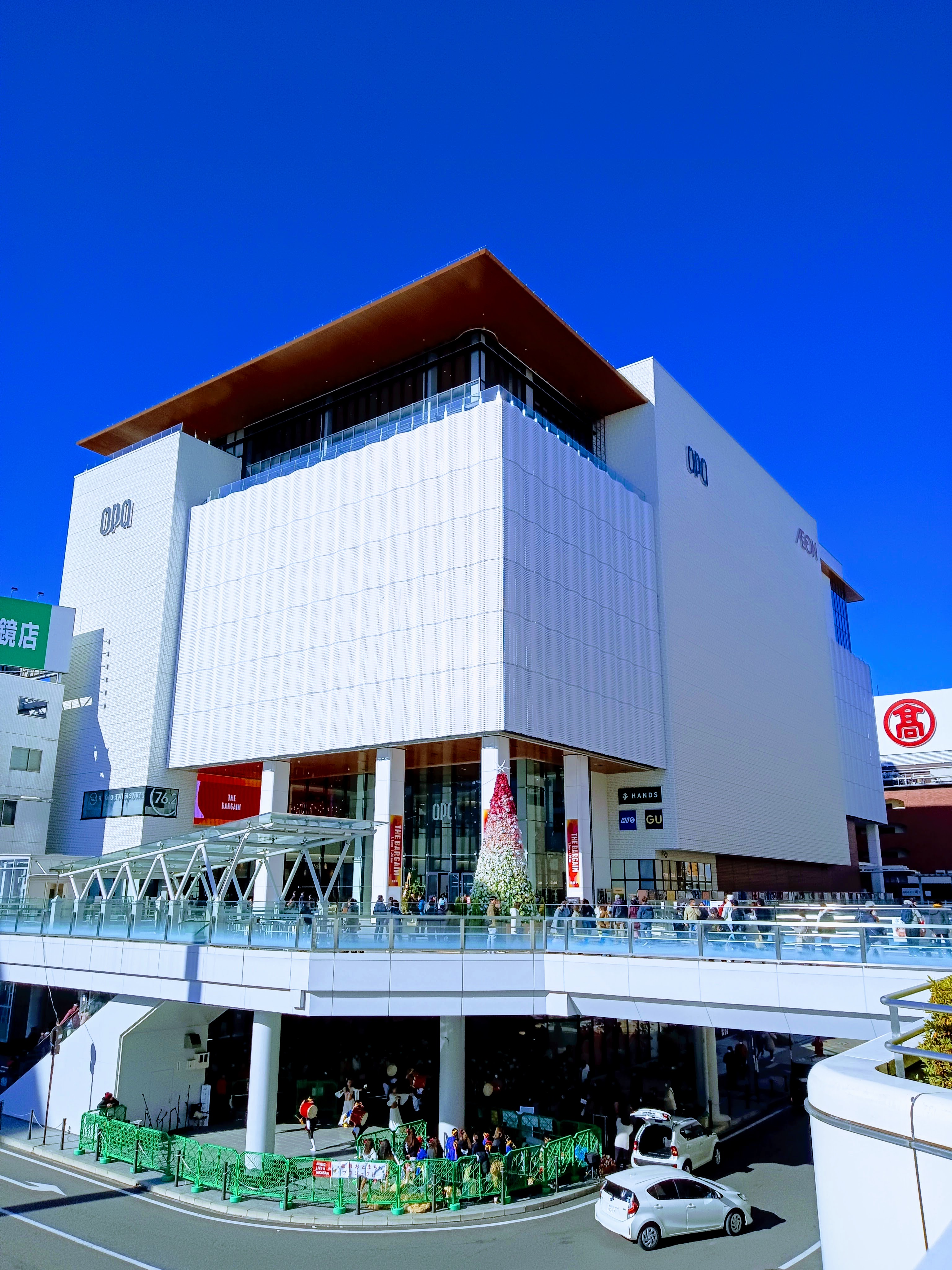
高崎オーパ

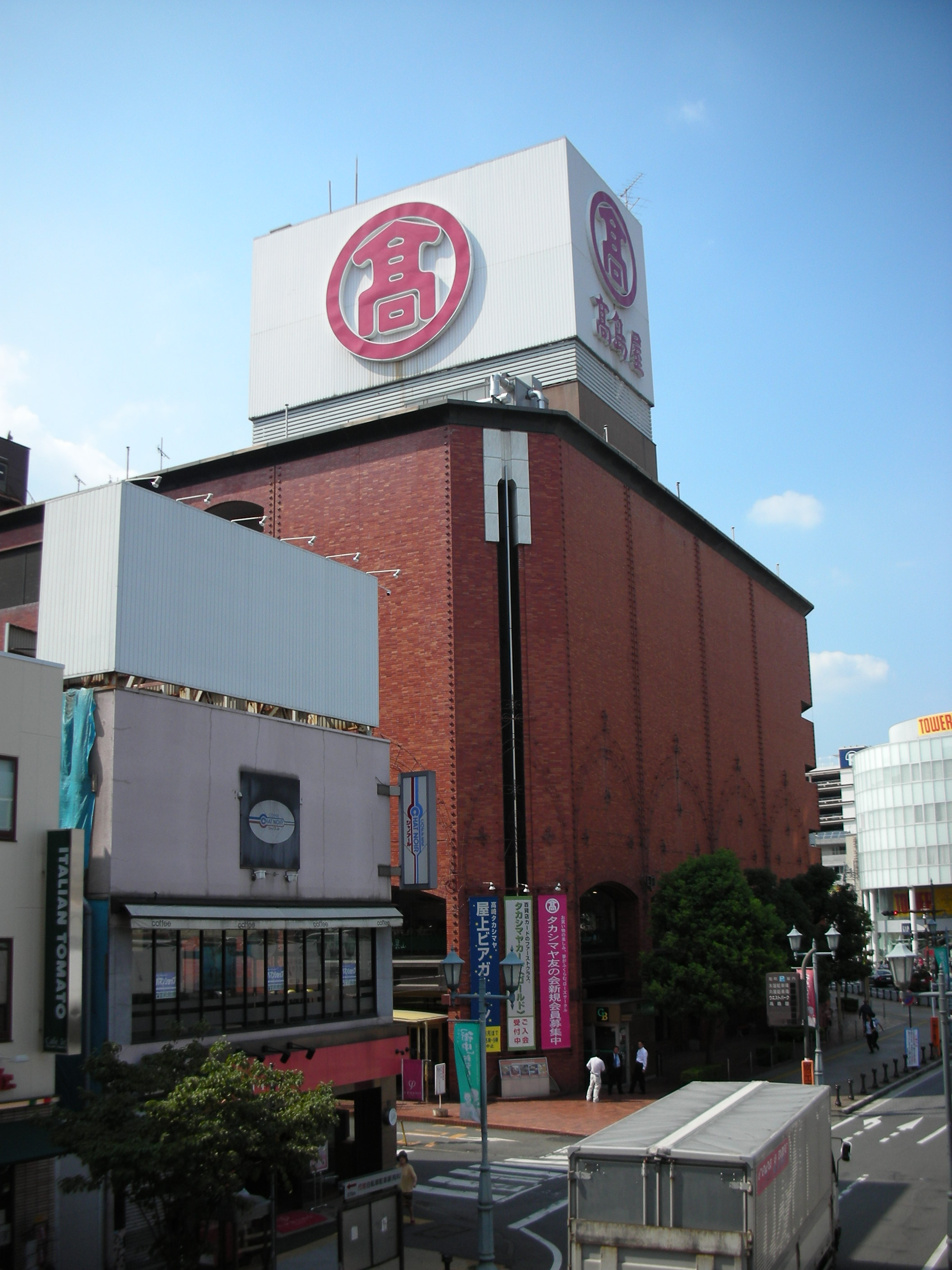
高崎高島屋

西口にはペデストリアンデッキが設置されている。

##### 高崎駅西口北
ペデストリアンデッキ(慈光通り)に沿って大型商業施設や百貨店が並ぶ。
- 高崎オーパ
- 高崎髙島屋
- モントレー
- アニメイト高崎
- ウエストパーク1000
- ホテルメトロポリタン高崎

##### 高崎駅西口南
ペデストリアンデッキは駅前のみである。ホテルが多く並んでいる。
- 高崎ワシントンホテルプラザ
- アパホテル高崎駅前
- 東横イン高崎駅西口
- 駅前駐車場
- 高崎市美術館
- 高崎アリーナ

##### 高崎駅西口西
東二条通り沿いには居酒屋を含め店舗がいたるところに存在している。

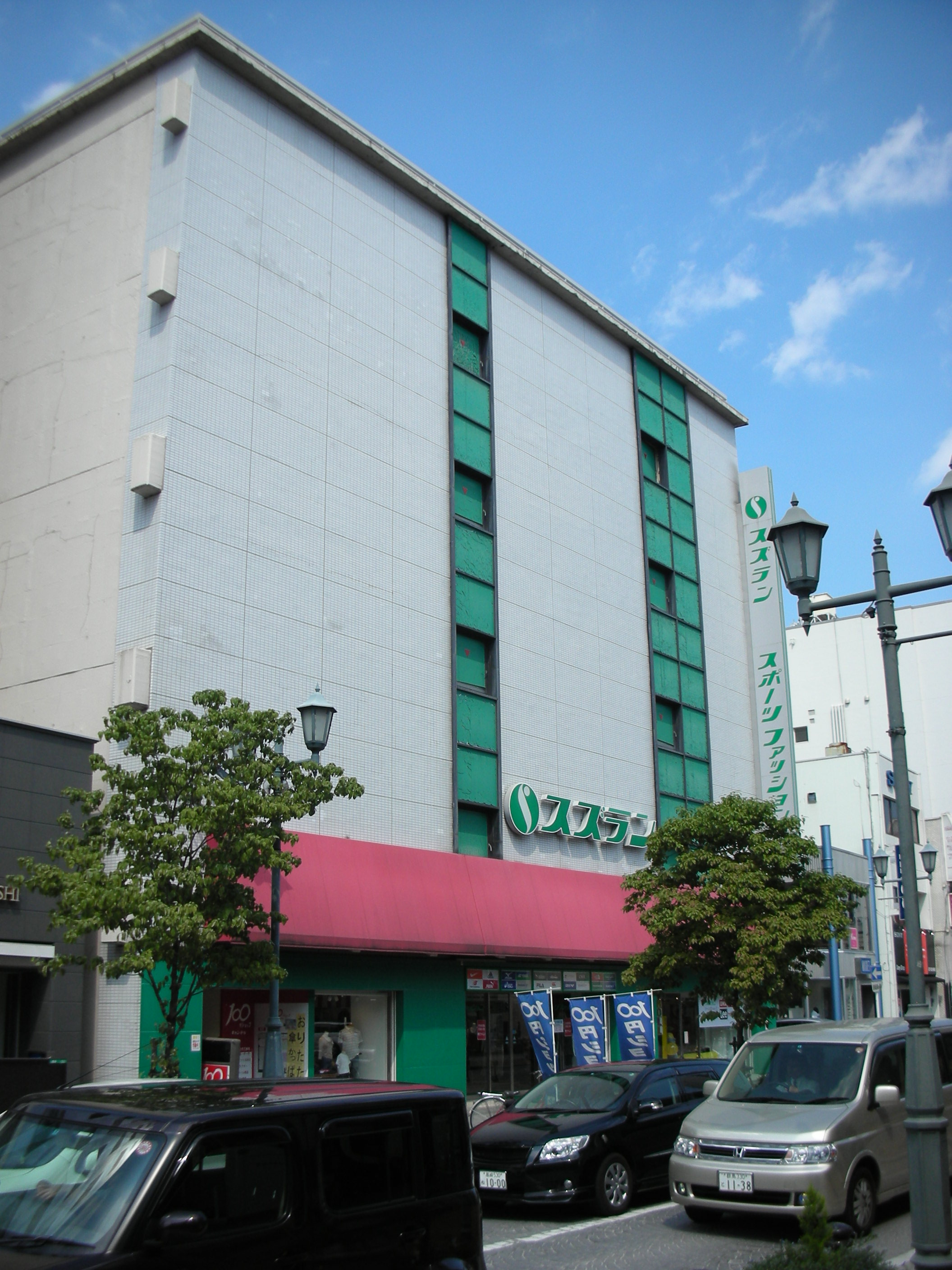
スズラン高崎店（写真は別館で、2018年1月に閉館）

- ラジオ高崎
- 西口名店街(田町通り)

##### 高崎城址地区

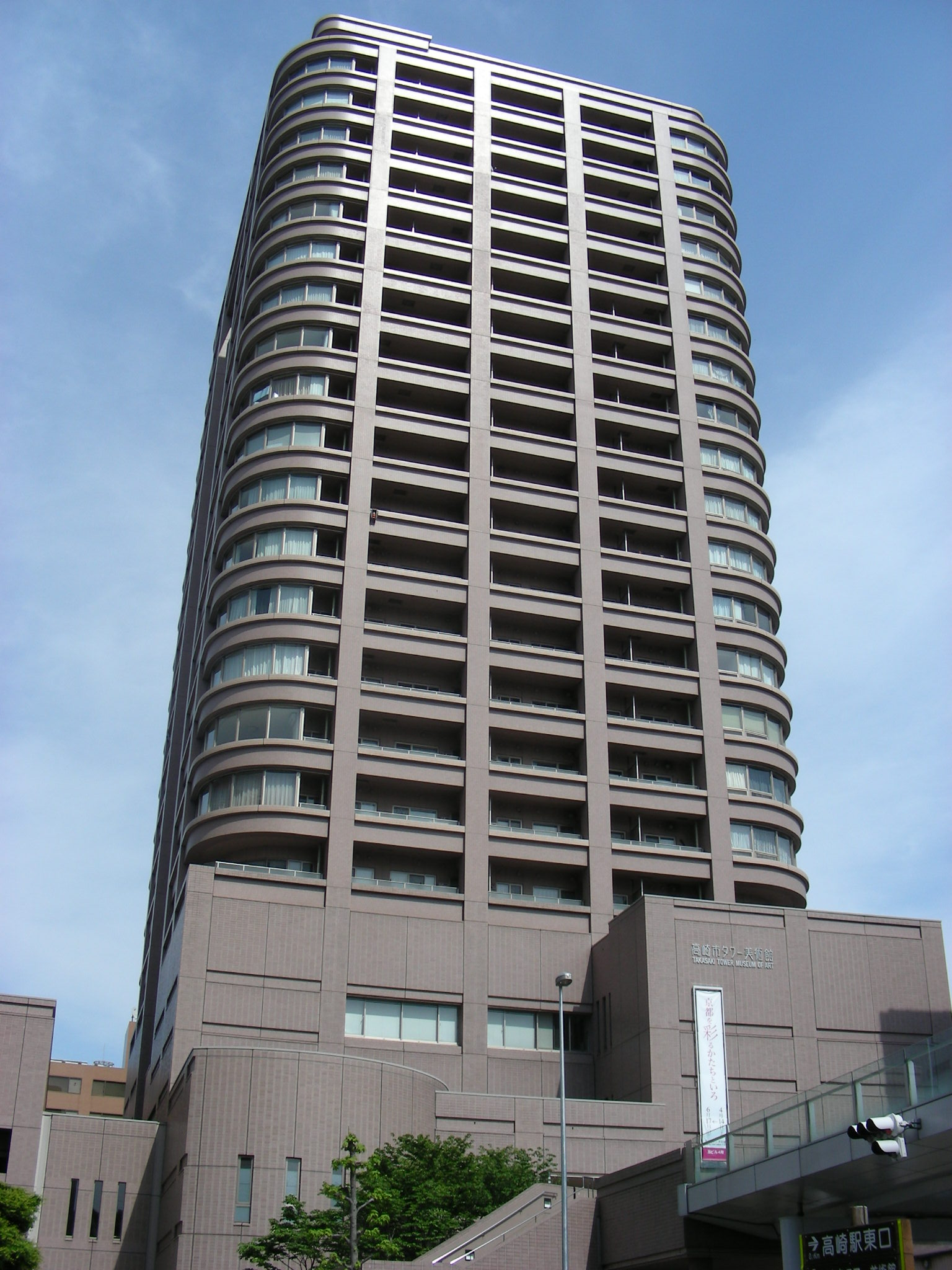
東口前に建つ高崎タワー21

官公庁が多く集まっている。
- 高崎公園
- 高崎市役所
- 高崎中央銀座商店街
- さくら橋通り
- さやもーる
- 南銀座
- スズラン百貨店高崎店
- 高崎市総合保健センター
- 高崎市中央図書館
- NTT東日本群馬支店
- 高崎郵便局
- 高崎総合医療センター
- 群馬音楽センター

#### 高崎駅東口

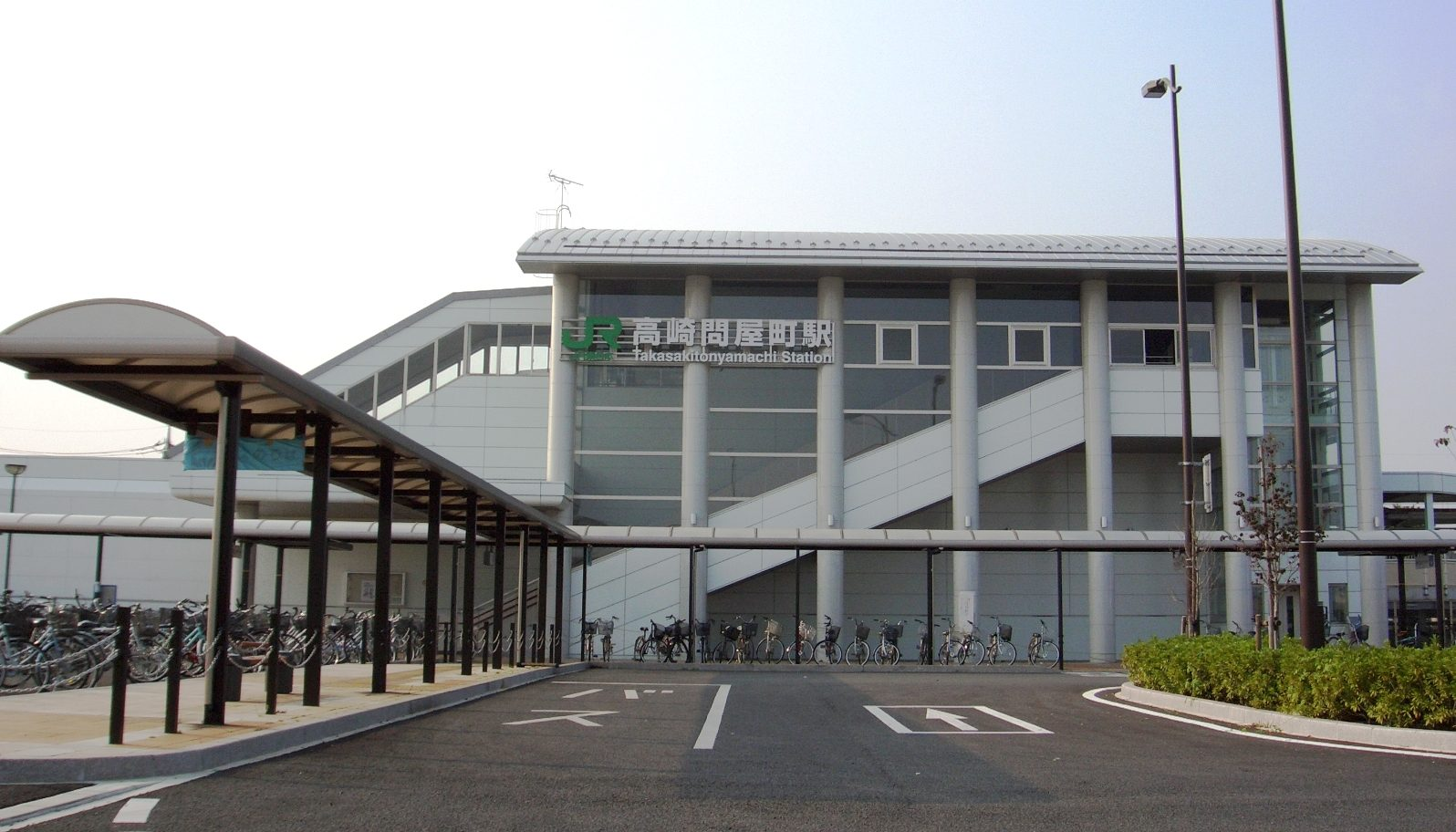
高崎問屋町駅

東口にもペデストリアンデッキが設置されている。またそれに合わせて2010年12月12日に、高崎駅東口に商業施設のE’site高崎がオープンし、駅前広場の再編工事も実施されている。
東毛広域幹線道路の起点である。また、東口駅前から高崎玉村スマートIC（2014年2月供用開始）の区間に、公共車両優先システム（PTPS）を導入し、バスの定時運行を確保するための優先信号制御を行う予定。
2008年（平成20年）7月11日に、ヤマダデンキの都市型店舗LABI1 TAKASAKI（ラビワン・高崎）が日本国内最大級の家電量販店として誕生した。（同時に前橋市より同ビルにヤマダ電機本社屋を移転）
2011年（平成23年）春には、群馬初の大原学園が開校した。
2012年（平成24年）8月、ココパルク800の西側平面駐車場に「高崎駅東口第八地区優良建築物等整備事業」による地上11階建ての再開発ビル（テナント・ホテルの複合ビル）「ココ・グラン高崎」が開業。
高崎競馬場跡地には群馬県によるコンベンション施設整備基本計画があり、2020年6月1日に「群馬コンベンションセンター（通称:Gメッセ群馬）」が開設された。

#### 高崎問屋町駅周辺
高崎駅周辺の副都心的な位置付け。日本初の問屋街団地が造成され、商工会議所や群馬銀行高崎支店、ビエント高崎展示会館などが集まり、近年は、区画整理や新駅設置なども影響して、分譲マンションの建設や近隣でのニュータウン造成が活発化してきている。
2010年、高崎問屋町駅から西に約800mの敷地に、群馬パース大学の「高崎新キャンパス」が開校した。

### 気候
市域内でも地形や標高による差がみられるが、夏と冬、昼と夜の温度差が大きい内陸性気候である。また、冬から春には「からっ風」と呼ばれる北西からの季節風が卓越すること、日照時間が比較的長いことなどが気候の特徴となっている。最高気温記録は1998年7月4日に観測された40.3℃で、全国の観測地点の中では22位タイの高さとなっている。
なお、観測地点は高崎駅から約12km離れた榛名山麓の旧榛名町域に設置されている。
| 上里見（1991年 - 2020年）の気候                               | 上里見（1991年 - 2020年）の気候 | 上里見（1991年 - 2020年）の気候 | 上里見（1991年 - 2020年）の気候 | 上里見（1991年 - 2020年）の気候 | 上里見（1991年 - 2020年）の気候 | 上里見（1991年 - 2020年）の気候 | 上里見（1991年 - 2020年）の気候 | 上里見（1991年 - 2020年）の気候 | 上里見（1991年 - 2020年）の気候 | 上里見（1991年 - 2020年）の気候 | 上里見（1991年 - 2020年）の気候 | 上里見（1991年 - 2020年）の気候 | 上里見（1991年 - 2020年）の気候 |
| 月                                                            | 1月                             | 2月                             | 3月                             | 4月                             | 5月                             | 6月                             | 7月                             | 8月                             | 9月                             | 10月                            | 11月                            | 12月                            | 年                              |
| ------------------------------------------------------------- | ------------------------------- | ------------------------------- | ------------------------------- | ------------------------------- | ------------------------------- | ------------------------------- | ------------------------------- | ------------------------------- | ------------------------------- | ------------------------------- | ------------------------------- | ------------------------------- | ------------------------------- |
| 最高気温記録 °C （°F）                                        | 20.1 (68.2)                     | 25.7 (78.3)                     | 28.0 (82.4)                     | 32.0 (89.6)                     | 35.6 (96.1)                     | 39.0 (102.2)                    | 40.3 (104.5)                    | 38.9 (102)                      | 38.8 (101.8)                    | 32.1 (89.8)                     | 26.4 (79.5)                     | 24.0 (75.2)                     | 40.3 (104.5)                    |
| 平均最高気温 °C （°F）                                        | 9.3 (48.7)                      | 10.2 (50.4)                     | 13.8 (56.8)                     | 19.2 (66.6)                     | 24.0 (75.2)                     | 26.5 (79.7)                     | 30.0 (86)                       | 31.2 (88.2)                     | 27.0 (80.6)                     | 21.7 (71.1)                     | 16.5 (61.7)                     | 11.6 (52.9)                     | 20.1 (68.2)                     |
| 日平均気温 °C （°F）                                          | 2.6 (36.7)                      | 3.5 (38.3)                      | 7.0 (44.6)                      | 12.6 (54.7)                     | 17.6 (63.7)                     | 21.2 (70.2)                     | 24.9 (76.8)                     | 25.8 (78.4)                     | 21.8 (71.2)                     | 16.0 (60.8)                     | 10.0 (50)                       | 4.9 (40.8)                      | 14.0 (57.2)                     |
| 平均最低気温 °C （°F）                                        | −2.8 (27)                       | −2.2 (28)                       | 0.9 (33.6)                      | 6.3 (43.3)                      | 11.8 (53.2)                     | 16.7 (62.1)                     | 20.8 (69.4)                     | 21.7 (71.1)                     | 17.9 (64.2)                     | 11.5 (52.7)                     | 4.9 (40.8)                      | −0.4 (31.3)                     | 8.9 (48)                        |
| 最低気温記録 °C （°F）                                        | −9.0 (15.8)                     | −9.3 (15.3)                     | −7.1 (19.2)                     | −3.4 (25.9)                     | 0.9 (33.6)                      | 6.8 (44.2)                      | 13.8 (56.8)                     | 12.9 (55.2)                     | 7.0 (44.6)                      | 1.0 (33.8)                      | −2.9 (26.8)                     | −7.6 (18.3)                     | −9.3 (15.3)                     |
| 降水量 mm （inch）                                            | 29.1 (1.146)                    | 26.8 (1.055)                    | 61.0 (2.402)                    | 78.9 (3.106)                    | 112.2 (4.417)                   | 173.1 (6.815)                   | 221.4 (8.717)                   | 221.6 (8.724)                   | 214.2 (8.433)                   | 147.7 (5.815)                   | 45.4 (1.787)                    | 23.6 (0.929)                    | 1,354.9 (53.343)                |
| 平均月間日照時間                                              | 208.1                           | 200.3                           | 207.6                           | 206.4                           | 202.7                           | 140.7                           | 154.2                           | 178.3                           | 137.4                           | 154.4                           | 179.4                           | 193.6                           | 2,163.1                         |
| 出典1：理科年表                                               |                                 |                                 |                                 |                                 |                                 |                                 |                                 |                                 |                                 |                                 |                                 |                                 |                                 |
| 出典2：気象庁（平均値：1991年 - 2020年、極値：1977年 - 現在） |                                 |                                 |                                 |                                 |                                 |                                 |                                 |                                 |                                 |                                 |                                 |                                 |                                 |

榛名山では降水量のみが観測されており、此方は夏雨気候に属する。
| 榛名山（1991年 - 2020年）の気候                               | 榛名山（1991年 - 2020年）の気候 | 榛名山（1991年 - 2020年）の気候 | 榛名山（1991年 - 2020年）の気候 | 榛名山（1991年 - 2020年）の気候 | 榛名山（1991年 - 2020年）の気候 | 榛名山（1991年 - 2020年）の気候 | 榛名山（1991年 - 2020年）の気候 | 榛名山（1991年 - 2020年）の気候 | 榛名山（1991年 - 2020年）の気候 | 榛名山（1991年 - 2020年）の気候 | 榛名山（1991年 - 2020年）の気候 | 榛名山（1991年 - 2020年）の気候 | 榛名山（1991年 - 2020年）の気候 |
| 月                                                            | 1月                             | 2月                             | 3月                             | 4月                             | 5月                             | 6月                             | 7月                             | 8月                             | 9月                             | 10月                            | 11月                            | 12月                            | 年                              |
| ------------------------------------------------------------- | ------------------------------- | ------------------------------- | ------------------------------- | ------------------------------- | ------------------------------- | ------------------------------- | ------------------------------- | ------------------------------- | ------------------------------- | ------------------------------- | ------------------------------- | ------------------------------- | ------------------------------- |
| 降水量 mm （inch）                                            | 40.9 (1.61)                     | 39.8 (1.567)                    | 84.0 (3.307)                    | 124.9 (4.917)                   | 172.1 (6.776)                   | 285.4 (11.236)                  | 313.7 (12.35)                   | 381.3 (15.012)                  | 359.5 (14.154)                  | 196.7 (7.744)                   | 66.0 (2.598)                    | 33.5 (1.319)                    | 2,097.6 (82.583)                |
| 平均降水日数 （≥1.0 mm）                                      | 5.3                             | 5.8                             | 9.4                             | 10.5                            | 11.9                            | 16.1                            | 18.3                            | 17.4                            | 16.5                            | 12.1                            | 6.9                             | 5.4                             | 135.5                           |
| 出典1：理科年表                                               |                                 |                                 |                                 |                                 |                                 |                                 |                                 |                                 |                                 |                                 |                                 |                                 |                                 |
| 出典2：気象庁（平均値：1991年 - 2020年、極値：1976年 - 現在） |                                 |                                 |                                 |                                 |                                 |                                 |                                 |                                 |                                 |                                 |                                 |                                 |                                 |

## 歴史

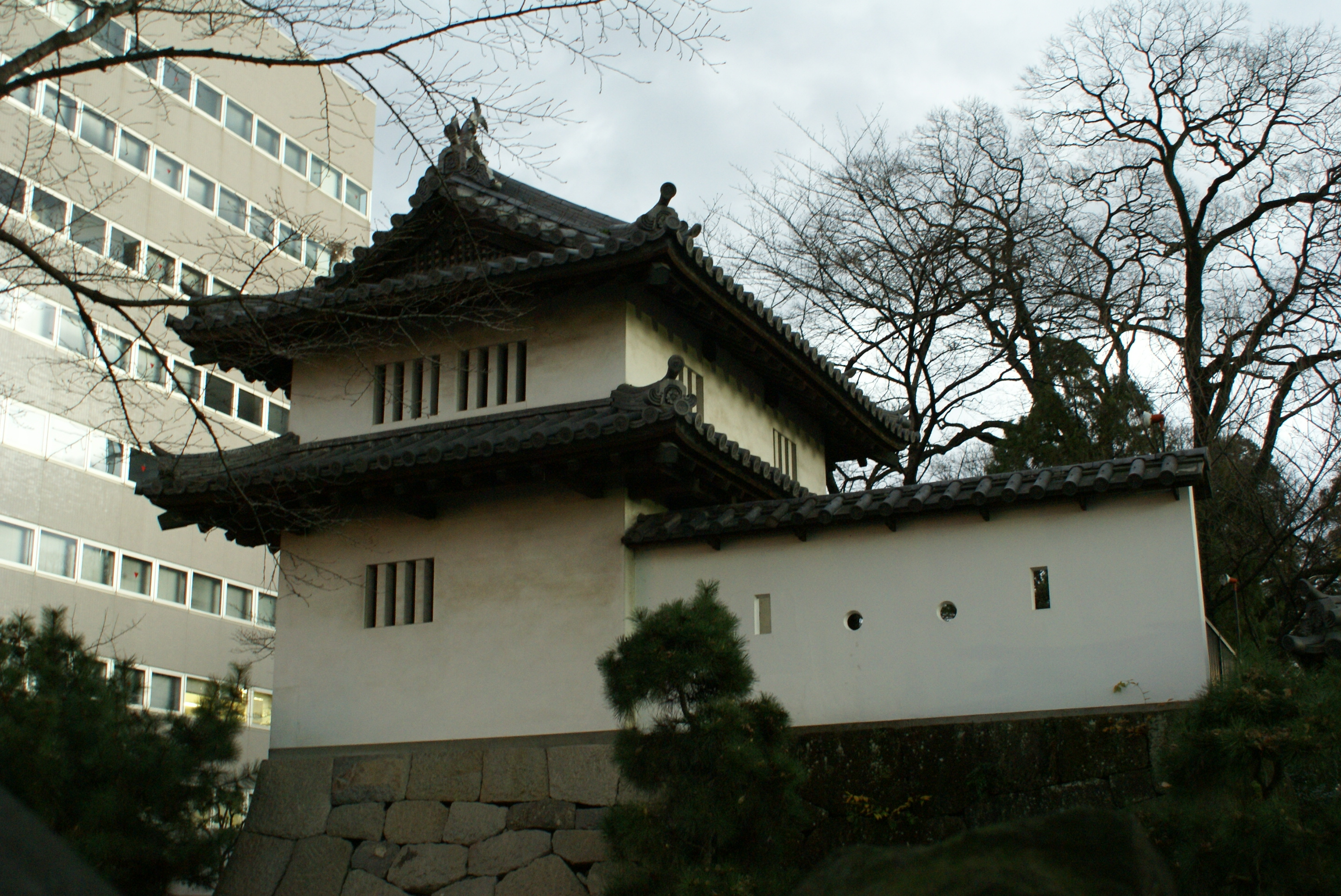
高崎城 乾櫓

### 町村制施行当時の町村
高崎市(平成の大合併前の高崎市)
- 群馬郡
  - 旧西群馬郡
    - 高崎町 ← 高崎宮元町、高崎連雀町、高崎田町、高崎新町、高崎真町、高崎鎌倉町、高崎砂賀町、高崎鞘町、高崎白銀町、高崎元紺屋町、高崎羅漢町、高崎通町、高崎明石町、高崎十人町、高崎職人町、高崎檜物町、高崎鍛冶町、高崎下横町、高崎新田町、高崎南町、高崎新喜町、高崎龍見町、高崎若松町、高崎本町、高崎赤坂町、高崎常盤町、高崎歌川町、高崎四ツ谷町、高崎相生町、高崎住吉町、高崎嘉多町、高崎九蔵町、高崎高砂町、高崎新紺屋町、高崎寄合町、高崎中紺屋町、高崎柳川町、高崎堰代町、高崎山田町、高崎北通町、高崎弓町、高崎椿町、高崎高松町、下和田村、下並榎村、赤坂村および飯塚村の一部
    - 佐野村 ← 上佐野村、下佐野村、佐野窪村、下之城村、下中居村、和田多中村、上中居村、新後閑村
    - 倉賀野町（倉賀野が単独町制、現高崎市）
    - 岩鼻村 ← 岩鼻町、矢中村、栗崎村、東中里村、台新田村、綿貫村
    - 大類村 ← 上大類村、中大類村、下大類村、宿大類村、南大類村、柴崎村
    - 滝川村 ← 上滝村、下滝村、滝村、西横手村、中島村、宿横手村、下斎田村、宇貫村、八幡原村、板井村
    - 京ヶ島村 ← 島野村、京目村、元島名村、矢島村、西島村、大沢村、萩原村
    - 新高尾村 ← 新保田中村、中尾村、新保村、日高村、鳥羽村
    - 中川村 ← 小八木村、大八木村、正観寺村、井野村、浜尻村
    - 塚沢村 ← 貝沢村、岩押村、高関村、江木村および飯塚村の大部分
    - 六郷村 ← 筑縄村、上小鳥村、下小鳥村、上小塙村、下小塙村、上並榎村
    - 長野村 ← 行力村、楽間村、菊地村、吾嶺村、浜川村、北新波村、南新波村、西新波村
- 碓氷郡
  - 八幡村（川間村） ← 八幡村、藤塚村、剣崎村、鼻高村、下大島村、町屋村、金井淵村、若田村
  - 豊岡村　← 上豊岡村、中豊岡村、下豊岡村
- 多野郡
  - 旧緑野郡
    - 八幡村 ← 阿久津村、根小屋村、木部村、山名村

旧群馬町
- 群馬郡
  - 旧西群馬郡
    - 金古町 ← 金古村、足門村
    - 堤ヶ岡村 ← 三ツ寺村、棟高村、中泉村、福島村、菅谷村
    - 国府村 ← 引間村、稲荷台村、後引間村、冷水村、東国分村、西国分村、北原村、塚田村
    - 上郊村 ← 保渡田村、中里村、井出村

旧箕郷町
- 群馬郡
  - 旧西群馬郡
    - 箕輪村 ← 西明屋村、上芝村、矢原村、東明屋村、金敷平村、松之沢村、下芝村
    - 車郷村 ← 富岡村、善地村、和田山村、白川村
    - 相馬村 ← 柏木沢村、広馬場村
    - 上郊村 ← 生原村

旧新町
- 多野郡
  - 旧緑野郡
  - 新町 ← 新町駅

旧倉渕村
- 群馬郡
  - 旧西群馬郡
    - 倉田村 ← 三ノ倉村、権田村
- 碓氷郡
  -     - 烏淵村 ← 川浦村、岩氷村、水沼村

旧榛名町
- 群馬郡
  - 旧西群馬郡
    - 室田村 ← 下室田村、中室田村、上室田村、榛名山村
    - 久留馬村 ← 高浜村、本郷村、白岩村、十文字村、宮沢村、三子沢村、神戸村
- 碓氷郡
  - 里見村 ← 中里見村、下里見村、上里見村、上大島村

旧吉井町
- 多野郡
  - 旧多胡郡
  - 吉井町 ← 吉井町、矢田村、池村、塩川村、長根村、下長根村、片山村、本郷村、小棚村
  - 多胡村 ← 多胡村、塩村、神保村、高村、東谷村、大沢村
  - 入野村 ← 小串村、黒熊村、深沢村、石神村、中島村、小暮村、馬庭村、岩井村、多比良村
- 甘楽郡
  - 旧北甘楽郡
    - 岩平村 ← 上奥平村、下奥平村、岩崎村、坂口村

### 沿革

#### 町村制施行前
- 慶長3年（1598年）：井伊直政により、高崎城が建設される。
- 慶長9年（1604年）：酒井家次高崎藩主となる。
- 元和5年（1619年）：安藤重信高崎藩主となる。
- 寛永10年（1633年）：徳川忠長高崎城内で自刃。
- 宝永7年（1710年）：間部詮房高崎藩主となる。
- 享保2年（1717年）：松平輝貞高崎藩主となる。以後明治維新に到るまで松平家が代々高崎藩主を勤める。
- 享保5年（1720年）：高崎城下の町家数1,358軒・人口5,735人
- 寛政5年（1793年）：農村復興を目的に岩鼻陣屋（代官所）が置かれる。
- 1868年（明治元年）2月15日 - 高崎で1000人規模の蜂起が発生。商家が打ち壊し、放火に遭う[13]。
- 明治4年10月28日（1871年12月10日）：廃藩置県で群馬県の県庁所在地となる。
- 明治5年6月15日（1872年7月20日）：群馬県庁が高崎から前橋に移転する。
- 1873年（明治6年）6月15日：入間県と群馬県が合併し、熊谷県に置き換わる。県庁は熊谷に置かれた。
- 1876年（明治9年）：再び群馬県に置き換わり、県庁も高崎に再設置される。
- 1881年（明治14年）：県庁が前橋に移転する。
- 1884年（明治17年）5月1日：高崎線高崎駅開業。

#### 高崎町
- 1889年（明治25年）4月1日 - 町村制施行により、西群馬郡 高崎宮元町、高崎連雀町、高崎田町、高崎新町、高崎真町、高崎鎌倉町、高崎砂賀町、高崎鞘町、高崎白銀町、高崎元紺屋町、高崎羅漢町、高崎通町、高崎明石町、高崎十人町、高崎職人町、高崎檜物町、高崎鍛冶町、高崎下横町、高崎新田町、高崎南町、高崎新喜町、高崎龍見町、高崎若松町、高崎本町、高崎赤坂町、高崎常盤町、高崎歌川町、高崎四ツ谷町、高崎相生町、高崎住吉町、高崎嘉多町、高崎九蔵町、高崎高砂町、高崎新紺屋町、高崎寄合町、高崎中紺屋町、高崎柳川町、高崎堰代町、高崎山田町、高崎北通町、高崎弓町、高崎椿町、高崎高松町、下和田村、下並榎村、赤坂村および飯塚村の一部の区域をもって西群馬郡高崎町が成立。
- 1897年（明治30年）9月10日：上信電鉄上信線開業。

#### 高崎市
- 1900年（明治33年）4月1日：市制施行で高崎市となる。
- 1927年（昭和2年） 4月1日：群馬郡塚沢村・片岡村を編入。
- 1939年（昭和14年）10月1日：群馬郡佐野村を編入。
- 1934年（昭和9年）11月13日：市内で陸軍特別大演習。山名町に山名野外統監部が設けられて昭和天皇が行幸[14]。
- 1935年（昭和10年）9月26日：集中豪雨に見舞われ、石原町などで家屋28戸流失。浸水家屋二千余戸。救助中の歩兵第15連隊7人が死亡・行方不明[15]。
- 1945年（昭和20年）：群馬交響楽団発足。
- 1946年（昭和21年）3月25日：昭和天皇が堤ケ丘開墾地に行幸（昭和天皇の戦後巡幸）[16]。
- 1951年（昭和26年）4月1日：群馬郡六郷村を編入。
- 1955年（昭和30年）1月20日：群馬郡新高尾村の大部分（一部は前橋市へ編入）・中川村・碓氷郡八幡村・豊岡村を編入。
- 1955年（昭和30年）8月1日：群馬郡長野村を編入。
- 1956年（昭和31年）9月30日：群馬郡大類村・多野郡八幡村を編入。
- 1957年（昭和32年）8月1日：群馬郡岩鼻村の一部（大字矢中・岩鼻・東中里・台新田）を編入。（大字綿貫・栗崎は群馬郡群南村へ編入した分村合併）
- 1957年（昭和32年）9月1日：下大類町（旧大類村の一部）を群馬郡群南村へ境界変更により編入。
- 1958年（昭和33年）：開府360周年。
- 1961年（昭和36年）7月18日：市制60周年を記念し「高崎市歌」を制定。
- 1963年（昭和38年）3月31日：群馬郡倉賀野町を編入。
- 1965年（昭和40年）9月1日：群馬郡群南村を編入。
- 1980年（昭和55年）7月17日：関越自動車道高崎ICが開通。
- 1982年（昭和57年）11月15日：上越新幹線高崎駅開業。
- 1989年（平成元年）10月1日：群馬郡箕郷町と境界変更。
- 1990年（平成2年）：市制90周年。
- 1997年（平成9年）10月1日：北陸新幹線高崎 - 長野間部分開業。
- 2000年（平成12年）：市制100周年記念式典挙行。記念キャラクターは「だるまる君」。
- 2001年（平成13年）3月31日：北関東自動車道が高崎JCT - 伊勢崎IC間で開通。
- 2001年（平成13年）4月1日：特例市に移行。
- 2004年（平成16年）10月23日：新潟県中越地震で、市役所所在地の高崎市高松町では震度5弱の地震を観測した。
- 2006年（平成18年）1月23日：群馬郡倉渕村・箕郷町・群馬町・多野郡新町を編入。
- 2006年（平成18年）10月1日：群馬郡榛名町を編入。これにより、群馬郡が消滅。
- 2006年（平成18年）10月10日：当市と安中市にご当地ナンバーとして「高崎ナンバー」が導入される。
- 2009年（平成21年）6月1日：多野郡吉井町を編入。
- 2010年（平成22年）：市制110周年を迎える。
- 2011年（平成23年）3月11日：三陸沖で発生した東北地方太平洋沖地震で、市役所所在地の高崎市高松町では震度5強の地震を観測した。
- 2011年（平成23年）4月1日：群馬県では2番目となる中核市に移行。

### 都市名の由来
当初、高崎の地は「和田」と呼ばれていた。「高崎」という都市名の由来については、以下の伝承がある。
高崎城が和田城の跡に完成した際に、城主である井伊直政は、当地を「松ヶ崎」という名前に改めようと思った。そこで、その件を常日頃から信頼を寄せている箕輪の龍門寺の住職である白庵に話した。白庵は「もっともなことではありますが、諸木には栄枯あり、物には盛衰があるのは珍しいことではありません。殿様が、家康様の命を受けて和田の地に城を築いたのは権力の頂点に立った大名に出世されたからであります。そうであれば『成功高大』の意味を採って『高崎』と名付けた方がよいのではないでしょうか?」と言った。
白庵の含蓄ある言葉を聞いて喜んだ直政は、直ちに「和田」を「高崎」と改めた。そして白庵が箕輪から転住した龍広寺の山号に、「高崎」の2字を与え感謝の意を表した。

### 高崎市と群馬県庁
廃藩置県により明治4年10月（1871年12月）に誕生した群馬県の県庁は当初、高崎に置かれていた。しかし、県庁の建物は高崎城内にあり、軍事上の要地であったことから、翌年1月に政府の兵部省（陸軍に相当）に接収されてしまった。当時の高崎には他に県庁舎として代用できる建物がなく、やむを得ず太政官に許可をもらい、県庁を前橋城内に移転した。この時は、高崎の住民も事情を察してか、大きな混乱が起こることはなかった。
だが、1873年（明治6年）に群馬県令（現在の群馬県知事）に就任した河瀬秀治は入間県（現在の埼玉県）の県令も兼任していたため、県庁のある前橋と川越のあいだ（距離にしておよそ100km弱）を頻繁に行き来しなければならず、業務に支障を来たした。政府はこの事情を考慮して、同年6月、群馬・入間両県を合併して熊谷県とした。熊谷県の県庁は熊谷に置かれたため、前橋は県庁所在地ではなくなった。
ところが、政府が全国的に実施した府県の大規模統合により、3年後の1876年（明治9年）熊谷県がふたつに分割された。熊谷県の旧武蔵国の範囲が埼玉県に併合され、残りの範囲に栃木県からもらい受けた館林県をあわせて、再び群馬県が誕生し、県庁は高崎に戻った。しかし、以前県庁として使用していた高崎城は陸軍省（旧兵部省）に陣取られていたため、県庁舎に代用できる建物がなかった。とりあえず高崎にある安国寺を県庁舎としたが、手狭のために各課を分散配置して県政運営をしなければならず、業務は混乱を来たし、県令の責任問題にも発展しかねない状況に追い込まれた。
そのため、新たに群馬県令に就任した楫取素彦（吉田松陰の義弟にあたる）が、明治政府に前橋城内の建物を仮庁舎として使用させてもらえるよう交渉し、大久保利通内務卿の許可を取り付けた。高崎の住民に対しては、「県庁移転はあくまで一時的なものであり、地租改正の業務が終了すれば県庁を高崎に戻す」と約束して納得させた。
それから4年余りの歳月が経過し、前橋は政治の中心地としての機能が整いつつあり、経済力も備えていた。いまさら高崎に県庁を戻すメリットはないと判断した楫取県令は1880年（明治13年）11月に、住民にはあくまで内密にして松方正義内務卿に県庁舎を前橋に置きたいという旨の伺い書を提出した。そして翌年の1月、県庁を前橋に置くことが、太政官布告により正式に決定した。
高崎市民は突然の知らせに騒然となり、楫取県令の裏切り行為に激怒した数千人が県庁に押しかけ、あわや軍隊が出動する事態にまで発展したため、県庁移転問題は裁判にゆだねられることになった。
1882年（明治15年）3月に判決が下され、高崎住民の訴えは退けられた。これにより、県庁を前橋に置くことが確定したが、高崎の住民は納得したわけではなく、大正時代にも県庁移転運動が再燃した。しかしながら実現することはなく、ついに県庁が高崎に戻ることはなかった。

### 「平成の大合併」について （2000年代）
第一次合併（群馬町・箕郷町・新町・倉渕村）
1997年（平成9年）以来、当時の中核市への移行を目指して周辺市町村との合併を模索してきたが、2003年（平成15年）12月に倉渕村・群馬町・新町・吉井町と任意合併協議会を設置し、合併協議が本格化した。その後、吉井町は法定合併協議会設置案を否決して協議から離脱した。
箕郷町では住民投票の結果賛成多数となった事を受けて、群馬町・新町・倉渕村とは別に、高崎市との法定合併協議会を設置した。
その後、5市町村は同時合併を目指して合同で協議会を開き、2005年（平成17年）2月8日に合併協定の調印に至った。
2006年（平成18年）1月23日、倉渕村・箕郷町・群馬町・新町の4町村を高崎市に編入し、法定人口（合併市町村の2005年国勢調査人口の合算値）が318,097人となり、当時の中核市への指定要件を満たすことになった。
この時点では榛名町が合併慎重派の町長と推進派が多い町議会の対立などで合併協議に加わらなかったため、旧倉渕村は飛地となった。また、旧新町も藤岡市などとの合併協議から離脱し、隣接していないが繋がりの深い高崎市との合併を選択したため、飛地となった。
なお、この合併によって住所表記が以下のように変更された。
- 2006年（平成18年）1月22日以前の高崎市の区域はほぼ変更はないが、高崎市新町の名称があら町に変更する。（新町と重複するため）。
- 旧群馬町は合併前の大字の名称の後に「町 」が付いた。
  - 例：群馬郡群馬町大字金古→高崎市金古町
- 旧箕郷町は「箕郷町」、旧倉渕村は「倉渕町」と高崎市の後に付き、その後に合併前の大字の名称が付いた。
  - 例） 群馬郡箕郷町大字柏木沢→高崎市箕郷町柏木沢
  - 例） 群馬郡倉渕村大字三ノ倉→高崎市倉渕町三ノ倉
- 旧新町の区域にあらたに新町を設定する。
  - 例） 多野郡新町→高崎市新町

第二次合併（榛名町）
榛名町では、2005年（平成17年）11月に合併推進派の住民が約7900名の署名を集めて慎重派の町長の辞職を請求し、町長はリコール投票前に辞職、これを受けた町長選挙の結果、2005年（平成17年）12月に合併推進派の町長が就任した。一方、慎重派の住民が起こした町議会リコールの住民投票でも「解散反対」が多数を占め、その後2006年（平成18年）2月に高崎市と榛名町は合併協議会を設置した。
高崎市と群馬町・新町・箕郷町・倉渕村との合併協定項目を榛名町が追認する形を取ったため、5月8日には合併協定調印にこぎつけ、両市町議会、群馬県議会の議決を経て、7月13日には総務大臣が官報に告示し、2006年（平成18年）10月1日に合併が行われた。
この合併により旧倉渕村の区域の飛地状態が解消され、高崎市の人口は約34万人と史上初めて前橋市の人口を上回り、県内で最も人口を抱える都市となった。同時に広大な区域を抱え、特に面積127.26k㎡、人口密度約35人の倉渕村を編入したことで人口密度は大きく低下し、約800人で前橋市に次いで県内第5位である。また可住地人口密度は約1500人で伊勢崎市に次いで県内第2位である。合併前の旧市の人口は約24万人で前橋市に次いで県内第2位、人口密度は約2200人で県内第1位であった。
なお、この合併によって旧榛名町の住所表記が、合併前の大字の名称の後に「町（まち）」が付く形に変更された。
- 例） 群馬郡榛名町大字下室田→高崎市下室田町

ただし、大字榛名山の区域は、地区住民の総意としての次の区域が高崎市榛名湖町に変更する。
- 字滝ノ平、氷室嶽、天神嶺、相馬嶽、沼ノ原、富士山及び榛名湖の区域

第三次合併（吉井町）
2003年（平成15年）に任意協議会が設置されたが、合併賛成と反対で町は二分し、合併の賛否を問う3度の住民投票が行われ、合併反対が多数を占めた町議会が合併に同意。2008年（平成20年）7月、高崎市と吉井町による合併協議会が設置され、2008年（平成20年）10月16日に高崎市長・吉井町長による合併協議項目の調印を完了させ、2009年（平成21年）1月8日高崎市が、1月13日吉井町がそれぞれ関連議案を可決し、2009年（平成21年）6月1日に合併が実現した。新市の人口は36万6966人、面積は459.36m2（2008年6月1日現在）に及ぶ。しかし、一部の合併反対派住民は合併関連祭典等への参加を拒んでおり、今後はこのしこりを取り除くことが課題となっている。
なお、この合併によって旧吉井町の住所表記が以下のように変更された。
- 高崎市の後に「吉井町」と付き、その後に合併前の大字の名称が付いた。
  - 例） 多野郡吉井町大字吉井川→高崎市吉井町吉井川

### 再開発
昭和40年代の上越新幹線ルート発表を契機に市が主導となっておこなった再開発事業などは30にもおよぶ。

## 行政
- 市長：富岡賢治（とみおか けんじ）

### 歴代市長
| 代    | 氏名         | 就任年月日                | 退任年月日                 |
| ----- | ------------ | ------------------------- | -------------------------- |
| 初代  | 矢島八郎     | 1900年（明治33年）7月18日 | 1909年（明治39年）7月16日  |
| 2     | 生沢一太郎   | 1909年（明治39年）7月20日 | 1911年（明治41年）10月7日  |
| 3-4   | 内田信保     | 1911年（明治41年）11月5日 | 1918年（大正7年）11月4日   |
| 5     | 古木秀太郎   | 1919年（大正8年）2月3日   | 1921年（大正10年）7月22日  |
| 6     | 土谷全次     | 1921年（大正10年）9月1日  | 1925年（大正14年）8月31日  |
| 7     | 青木道       | 1926年（大正15年）1月9日  | 1930年（昭和5年）1月8日    |
| 8     | 金山鉄吉郎   | 1930年（昭和5年）3月3日   | 1930年（昭和5年）4月26日   |
| 9     | 関根作三郎   | 1930年（昭和5年）5月10日  | 1932年（昭和7年）8月21日   |
| 10    | 山浦市三     | 1932年（昭和7年）8月29日  | 1936年（昭和11年）8月28日  |
| 11-13 | 久保田宗太郎 | 1936年（昭和11年）9月11日 | 1946年（昭和21年）11月15日 |
| 14-15 | 小島弘一     | 1947年（昭和22年）4月10日 | 1955年（昭和30年）5月1日   |
| 16-19 | 住谷啓三郎   | 1955年（昭和30年）5月2日  | 1971年（昭和46年）5月1日   |
| 20-23 | 沼賀健次     | 1971年（昭和46年）5月2日  | 1987年（昭和62年）5月1日   |
| 24-29 | 松浦幸雄     | 1987年（昭和62年）5月2日  | 2011年（平成23年）5月1日   |
| 30    | 富岡賢治     | 2011年（平成23年）5月2日  | 現職                       |

### 市役所

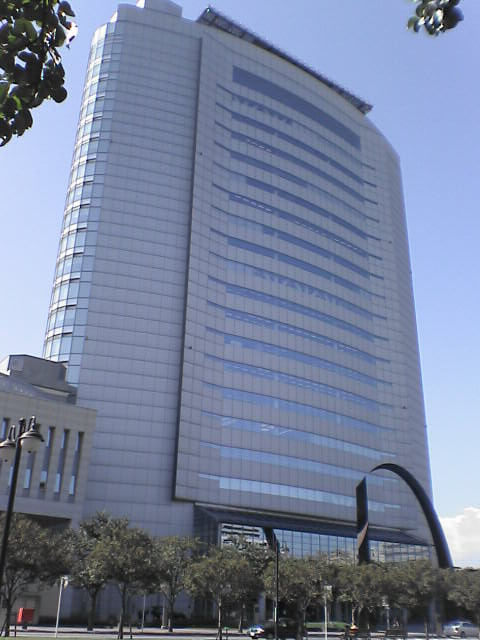
高崎市役所本庁舎

本庁舎（群馬県高崎市高松町35-1）
現在の高崎市役所本庁舎は、1998年（平成10年）に建設されたものであり、地上21階、地下2階、高さ102.5mである。群馬県内では二番目となる高さで、前橋市にある群馬県庁舎（高さ153m）に次ぐ規模である。庁舎21階には無料展望ホールが併設されており、平日には来庁者が憩いの場として、週末には家族連れや観光客などで賑わう。また、展望ホールからは、東に高崎駅や周辺市街地、北には赤城山や浅間山、西には高崎白衣大観音や市内を流れる烏川、南には城南大橋などが見わたせる。以前の旧庁舎は、同じ高崎城址内のもてなし広場の位置にあった。また高崎市庁舎の周辺には、桜の名所である高崎城址公園を始め、高崎城の外堀や群馬音楽センター、群馬シンフォニーホール、シティーギャラリー、高崎総合医療センターなどの公的施設が集中しており、近年では年末になると一帯で大規模なイルミネーション（高崎光のページェント）が行われる。元日に行われる全日本実業団対抗駅伝大会では、高崎市役所が1区と2区の中継地点となっている。
支所
2006年（平成18年）以降に編入合併した町村については、総合支所方式で旧町村の区域に支所を設けている。それぞれの支所は、旧町村の事務所の建物が流用されている。
- 倉渕支所（高崎市倉渕町三ノ倉303、旧・群馬郡倉渕村）
- 箕郷支所（高崎市箕郷町西明屋702-4、旧・群馬郡箕郷町）
- 群馬支所（高崎市足門町1658、旧・群馬郡群馬町）
- 新町支所（高崎市新町3152-1、旧・多野郡新町）
- 榛名支所（高崎市下室田町900-1、旧・群馬郡榛名町）
- 吉井支所（高崎市吉井町吉井川371、旧・多野郡吉井町）

市民サービスセンター
2006年（平成18年）の合併以前の区域には、届出や証明書の発行を受けることができる市民サービスセンターが9箇所ある。
- 倉賀野市民サービスセンター（倉賀野町1900-12）
- 六郷市民サービスセンター（下小鳥町76-5）
- 片岡市民サービスセンター（石原町3892-7）
- 京ヶ島市民サービスセンター（矢島町229）
- 中川市民サービスセンター（井野町1060-1）
- 八幡市民サービスセンター（藤塚町187-1）
- 中居市民サービスセンター（中居町3丁目28-2）
- 南八幡市民サービスセンター（山名町155）
- 高崎駅市民サービスセンター（八島町222）

### 裁判所
- 前橋地方裁判所 高崎支部
- 前橋家庭裁判所 高崎支部
- 高崎簡易裁判所

### 警察
- 群馬県警察

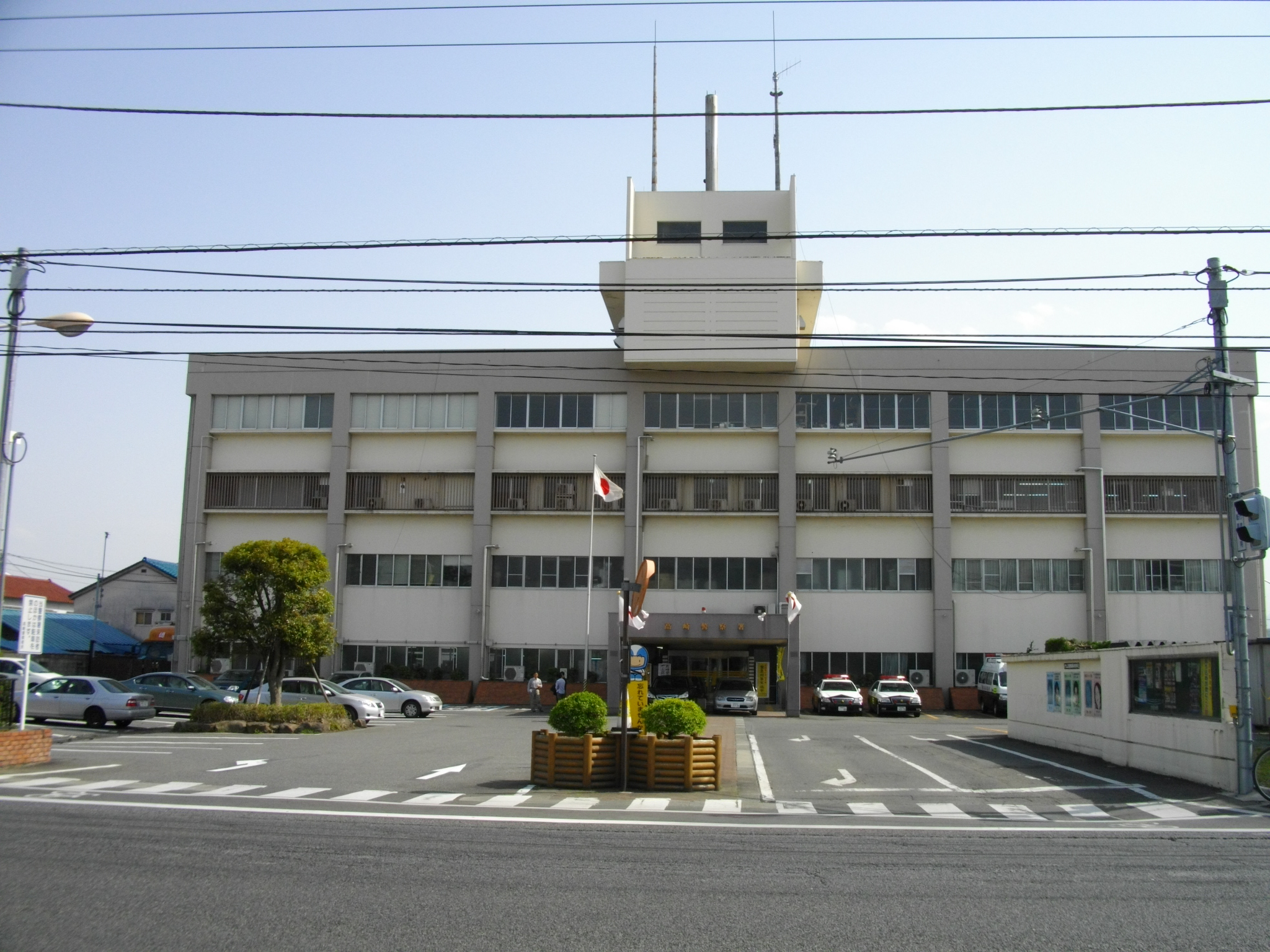
高崎警察署

  - 高崎警察署（高崎市台町4-3）：市内南部を管轄
  - 高崎北警察署（高崎市箕郷町上芝349）：市内北部を管轄（2022年4月1日新設）

### 消防

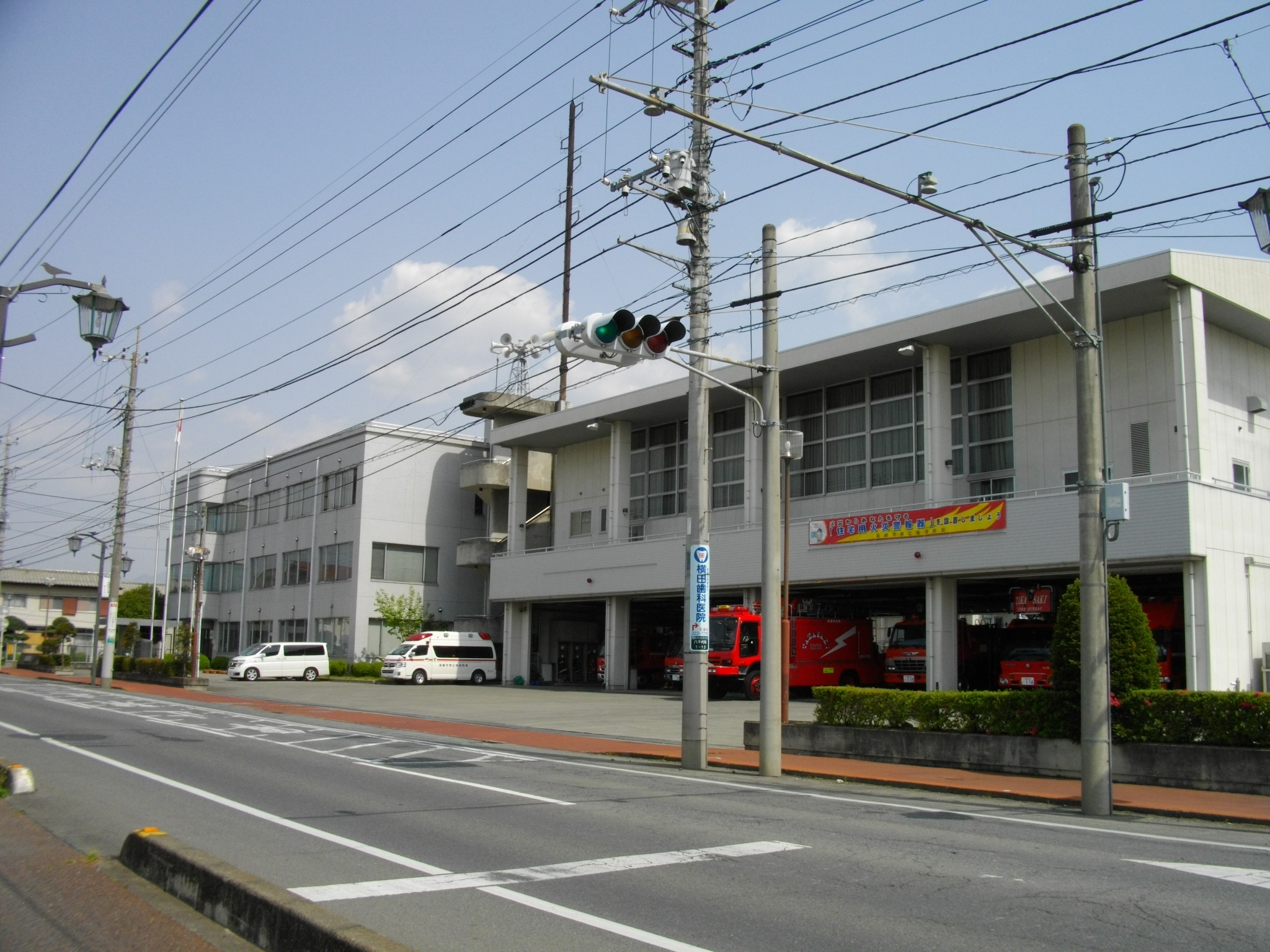
高崎市等広域消防局

- 高崎市・安中市消防組合「高崎市等広域消防局」（高崎市八千代町1丁目13-10）[19]
  - 高崎中央消防署
    - 西分署

  - 高崎東消防署
    - 群南分署
    - 新町分署
    - 南分署

  - 高崎北消防署
    - 倉渕分署
    - 箕郷分署
    - 群馬分署
    - 榛名分署
- 多野藤岡消防本部（藤岡市藤岡982）
  - 吉井消防署
- 消防団[20]
  - 10方面隊、58分団、定数1,520人

### 主な国の出先機関
- 法務省
  - 前橋地方法務局高崎支局
  - 前橋刑務所高崎拘置支所
- 出入国在留管理庁
  - 東京出入国在留管理局高崎出張所
- 検察庁
  - 前橋地方検察庁高崎支部
  - 高崎区検察庁
- 国税庁
  - 関東信越国税局高崎税務署
- 厚生労働省
  - 群馬労働局高崎労働基準監督署
  - 群馬労働局高崎公共職業安定所
- 国土交通省
  - 関東地方整備局高崎河川国道事務所
  - 関東地方整備局利根川水系土地改良調査管理事務所利根川上流支所
- 防衛省
  - 自衛隊群馬地方協力本部高崎地域事務所
  - 陸上自衛隊新町駐屯地（第12後方支援隊他）
    - 吉井分屯地（関東補給処吉井弾薬支処他）

### 特殊法人
- 日本年金機構高崎年金事務所

### 独立行政法人
- 国立研究開発法人量子科学技術研究開発機構高崎量子応用研究所
- 独立行政法人国立重度知的障害者総合施設のぞみの園
- 国立病院機構高崎総合医療センター（高崎病院）

- 独立行政法人高齢・障害・求職者雇用支援機構群馬支部群馬職業能力開発促進センター
- 独立行政法人自動車事故対策機構群馬支所

### 主な県の出先機関
- 群馬県西部県民局
  - 高崎行政事務所
  - 高崎県税事務所
  - 高崎環境森林事務所
  - 西部農業事務所
  - 高崎保健福祉事務所

## 立法

### 高崎市議会
- 議員定数：38人
- 任期満了日：令和9年4月26日

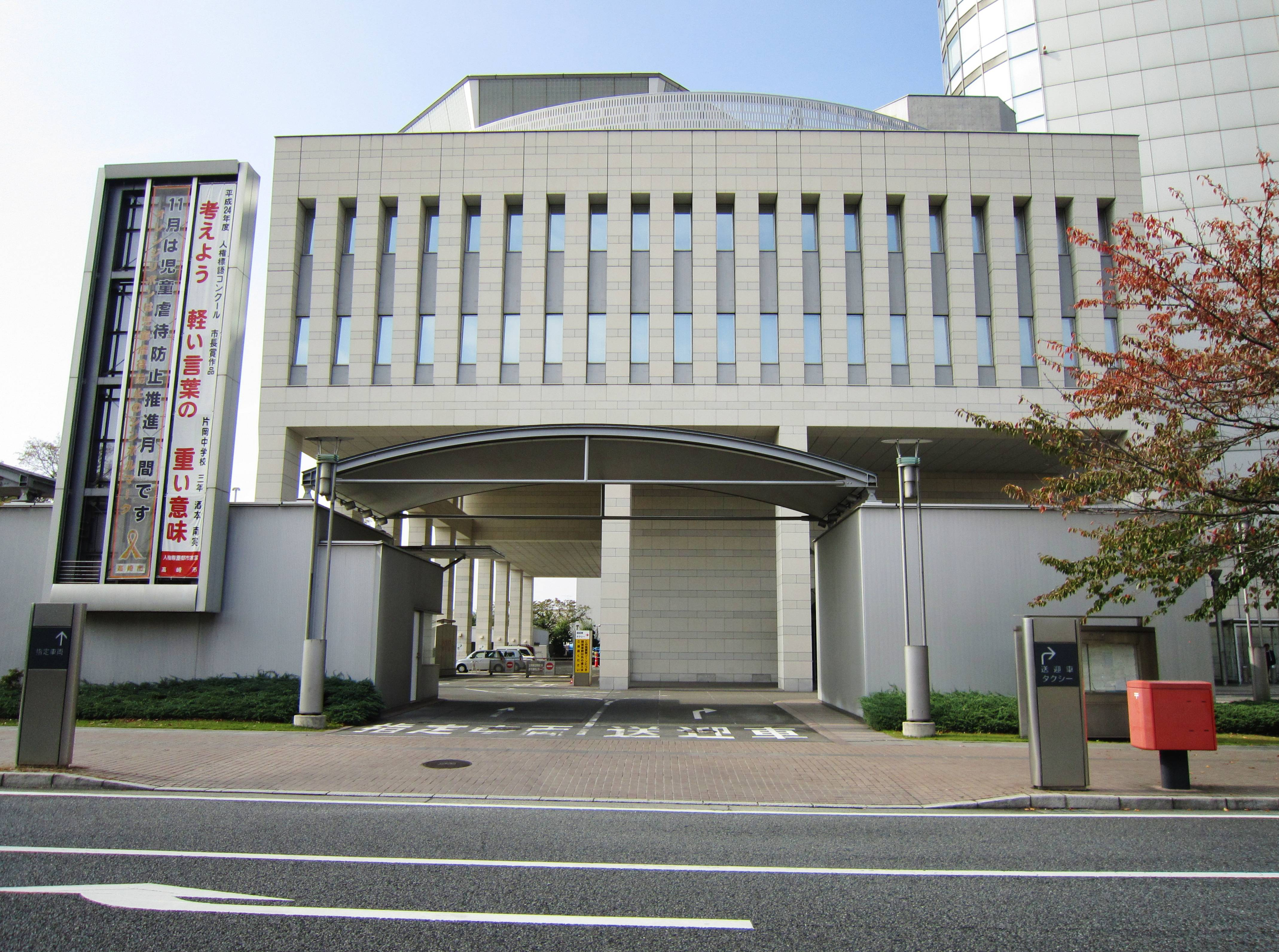
高崎市議会

- 議員報酬：月額57万円。合併後最初の改選までは旧市町村での報酬額を踏襲し、1市6制度となっていた。

### 県議会
- 選挙区：高崎市選挙区
- 定数：9名
- 任期：2023年（令和5年）4月30日 - 2027年（令和9年）4月29日[21]

| 議員名     | 会派名       | 備考             |
| ---------- | ------------ | ---------------- |
| 橋爪洋介   | 自由民主党   |                  |
| 後藤克己   | リベラル群馬 | 党籍は立憲民主党 |
| 松本基志   | 自由民主党   |                  |
| 高井俊一郎 | 自由民主党   |                  |
| 追川徳信   | 自由民主党   |                  |
| 鈴木敦子   | リベラル群馬 | 党籍は立憲民主党 |
| 大沢綾子   | 日本共産党   |                  |
| 清水大樹   | 公明党       |                  |
| 中島豪     | 自由民主党   |                  |

### 衆議院
- 任期 ： 2024年（令和6年）10月27日 - 2028年（令和10年）10月26日（「第50回衆議院議員総選挙」参照）

| 選挙区 | 議員名   | 党派名     | 当選回数 | 備考   |
| --- | -------- | ---------- | -------- | ------ |
| 群馬県第4区（高崎市〈旧高崎市・新町・吉井町〉、藤岡市、多野郡）                                             | 福田達夫 | 自由民主党 | 5        | 選挙区 |
| 群馬県第5区（高崎市〈旧群馬町・箕郷町・榛名町・倉渕村〉、渋川市、安中市、富岡市、吾妻郡、北群馬郡、甘楽郡） | 小渕優子 | 自由民主党 | 9        | 選挙区 |

## 姉妹都市・友好都市
高崎市では友好交流都市として国内1都市・海外5都市を挙げている

### 国内
- 金沢市（石川県）
  - 2008年（平成20年）2月6日 - 友好交流都市提携[22]

将来、北陸新幹線の金沢延伸までを見据えて、両市で相互に観光協力などを行うことなどを目的として締結。（2015年に長野 - 金沢間が開業）

### 海外
- バトルクリーク市（アメリカ合衆国ミシガン州）
  - 1981年（昭和56年）7月1日 - 姉妹都市提携[23][24]

両都市のロータリークラブの交流や、バトルクリーク市に本社を置くケロッグ社の子会社工場が高崎にあることなど から交流が活発化。
- サントアンドレ市（ブラジル連邦共和国サンパウロ州）
  - 1981年（昭和56年）10月2日 - 姉妹都市提携[23][25]

群馬県とサンパウロ州が姉妹州県となったことから、双方の州県における第2の都市どうしの姉妹都市提携が提起。在ブラジル群馬県人会長、日本ブラジル議員連盟会長が高崎市の関係者であったことも追い風となった。
- 承徳市（中華人民共和国河北省）
  - 1987年（昭和62年）10月6日 - 友好都市提携[23][26]

1980年、高崎市日中友好協会訪中団による承徳訪問から交流が始まる。1986年に経済文化協定を締結。1987年には承徳からの農業実習生を受け入れた。
- プルゼニ市（チェコ共和国）
  - 1990年（平成2年）8月1日 - 姉妹都市提携[23][27]

プルゼニ市のピルスナーウルケル社 (Pilsner Urquell Brewery) とキリンビールが技術相互協力協定を結んでおり、キリンビール高崎工場と姉妹工場の関係があった縁。日本の都市とチェコの都市との最初の姉妹都市提携である。
- モンティンルパ市（フィリピン共和国）
  - 1994年（平成6年）2月28日 - 旧群馬町と姉妹都市提携[23][28]
  - 2006年（平成18年）10月28日 - 高崎市と姉妹都市提携[28]

群馬町出身の実業家（モンテンルパ名誉市民）の呼びかけにより、1993年より群馬町商工会とモンテンルパ市の間で研修生の派遣・受け入れ事業が行われたことから。

### その他の地域間交流
2010年発行の『高崎市観光振興計画』では、以下4自治体がパートナー都市として挙げられている。
- 東久留米市（東京都）[29]
  - 1986年(昭和61年)10月1日 - 旧：榛名町が姉妹都市提携[30]。

2006年（平成18年）10月1日、榛名町の高崎市への合併に伴い、姉妹都市としての提携は解消。現在も東久留米市と高崎市榛名地区との交流自体は存続している。また、高崎市は東久留米市と災害時応援協定を結んでいる。
- 板橋区（東京都）[29]

板橋区立榛名林間学園が設置されている。
- 横須賀市（神奈川県）[29]
  - 1981年（昭和56年）12月14日 - 旧：倉渕村が友好都市提携[32]

横須賀製鉄所をつくるにあたり尽力した小栗上野介の縁。倉渕村の一部となった権田は小栗の領地であり、終焉の地でもある。倉渕村は2006年1月23日付で高崎市に編入されたが、横須賀市と倉渕地域との交流は継続されることとなった。
- 浦安市（千葉県）[29]

江戸川で結ばれた縁。2006年、旧：倉渕村に「浦安市民の森」が設置された。

## 産業
年間商品販売額（万円）（2007年）
174,700,069 （群馬県全体の25.6%=県内第2位）
小売業売場面積（m2）（2007年）
495,090 （群馬県全体の17.6%=県内第1位）
製造品出荷額（万円）（2007年）
84,026,217 （群馬県全体の10.3%=県内第3位）
農業産出額（千万円）（2006年）
495,090
農家数（戸）（2005年）
7,542
耕地面積（ha）（2007年）
6,090
データ出典：群馬県統計情報提供システム

### 工業
高崎市は北関東工業地域の一角であり、市内各地に工業団地が造成されている。
市内の工業団地（計28か所）
- 八幡工業団地
- 大八木工業団地
- 倉賀野工業団地
- 倉賀野大道南工業団地
- 群南工業団地
- 将軍塚工業団地
- 岩鼻西工業団地

- 八幡第二工業団地
- 倉賀野東工業団地
- 八幡原工業団地
- 将軍塚第二工業団地
- 宿大類工業団地
- 綿貫工業団地
- 阿久津工業団地

- 群馬保渡田工業団地
- 高崎東部工業団地
- 群馬足門工業団地
- 行力工業団地
- 八幡原第二工業団地
- 高崎複合産業団地
- 浜川工業団地

- 箕郷工業団地
- 下大島・町屋工業団地
- 柳沢工業団地
- 吉井工業団地
- 吉井本郷工業団地
- 吉井多比良工業団地
- 吉井岩井工業団地

事業所を置く主な企業
- 第一屋製パン
- 高梨乳業（北関東工場、群馬工場）
  - ハーゲンダッツジャパン群馬工場 - 高梨乳業の敷地内に所在。世界に3か国・4か所のみ所在するハーゲンダッツの工場の一つ[36][37]。
- クラシエフーズ（旧カネボウフーズ、官営新町紡績所跡）
- 大塚製薬
- P&G
- 日本ケロッグ
- 沖電気工業高崎事業所
- ルネサス エレクトロニクス（旧日立製作所汎用半導体事業部）
- 太陽誘電
- マックス
  - 創業地は高崎市。本社は東京都へ移転したが、現在でも高崎事業所（2002年（平成14年）に、高崎工場は生産部門を他工場へ移管された）が存在し、開発などが行われている。
- 古河機械金属（旧古河鉱業高崎工場）
  - 足尾機械工場の分工場として発足。さく岩機などの製造の他、1960年代 - 80年代にかけてボウリング設備であるピンセッターの製造も手がけた。
- 日本精工高崎工場・榛名工場
- 日本化薬高崎工場
- 森永製菓高崎工場

かつて事業所を置いていた主な企業
- 日清製粉 1988年閉鎖
  - 現在、跡地は高層住宅の再開発計画が進行中である。
- 日本製粉 1994年製粉部門廃止、冷凍食品部門を分社化 →ニップン冷食高崎工場も閉鎖し高崎から完全撤退。
- 三国コカ・コーラボトリング 2002年12月閉鎖、物流センターは存続
- 日本たばこ産業（JT） 2005年閉鎖
  - 現在、跡地の一部には関東いすゞ自動車の本社兼工場ビルが建設され、キンセイ産業の本社工場が計画中である。
- 麒麟麦酒
  - 2000年にビール工場を閉鎖し、その後しばらくは医薬部門（現：協和キリン）のみ操業していたが、こちらも2013年に閉鎖された。

高崎市では、麒麟麦酒工場跡地に公共施設を建設するなどの有効活用を検討中であったが、2007年（平成19年）9月に森永製菓が「2010年（平成22年）1月の生産開始を目指して新工場を建設する」と発表した。森永製菓の既存工場の大部分を集約し、生産額500億円を目指す国内最大級の規模になる。しかし、2008年（平成20年）6月には新工場建設を無期限停止すると発表、原因は当時進行していた、原油高に伴う原料高騰による収益減だと思われる。その後2009年（平成21年）10月には無期限停止を解く形で、2010年（平成22年）4月に第1工場の建設を開始すると発表され、新工場建設の起工式が行われた。2011年（平成23年）夏には第一工場が完成し、早くも営業を開始した。また、2012年には第二工場の完成も予定されており、周辺地域の更なる発展が見込まれている。ちなみに麒麟麦酒工場跡地では2006年（平成18年）に公開された映画『日本沈没』のロケが行われた。

### 商業・娯楽施設

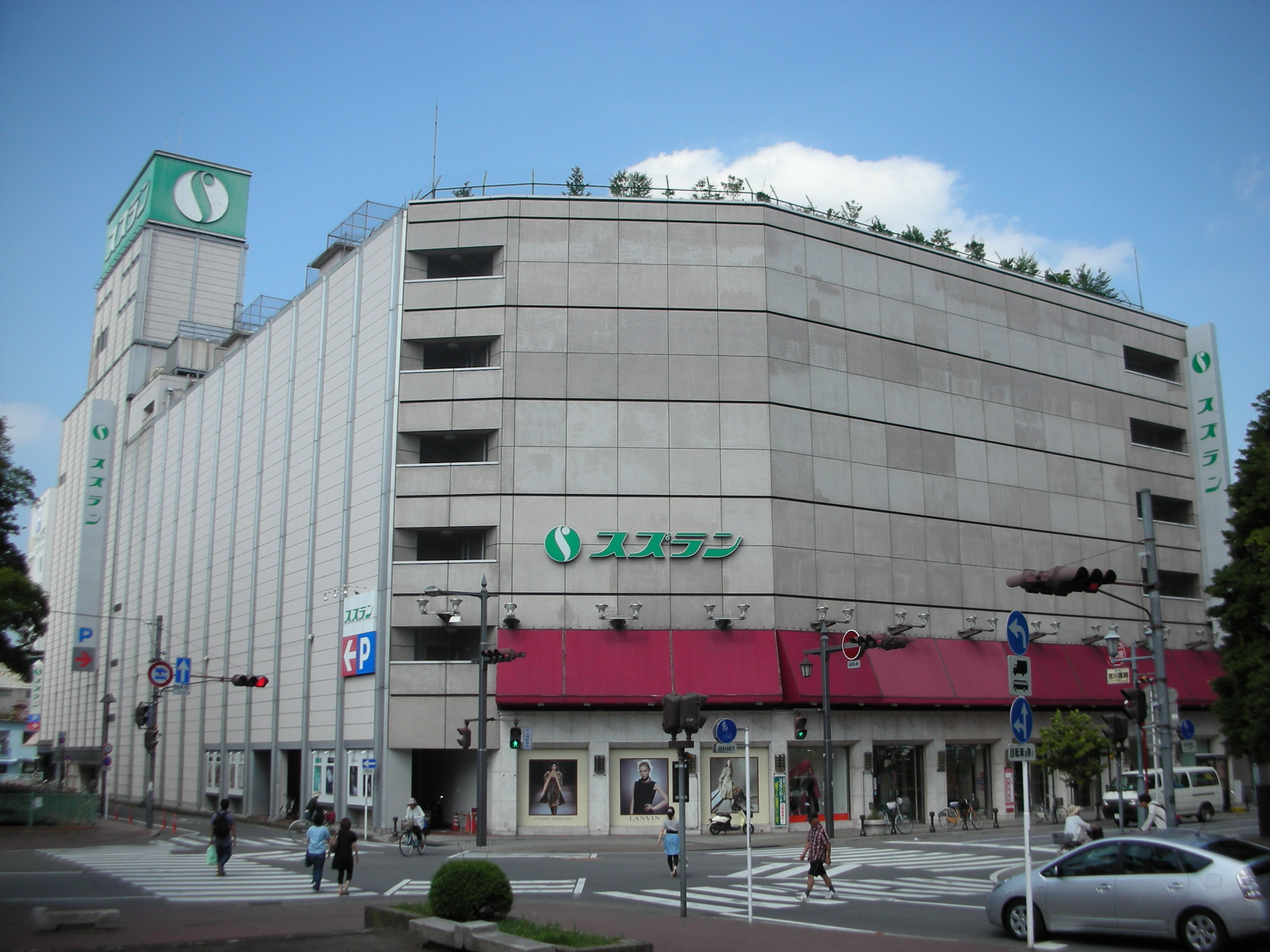
スズランデパート高崎店

高崎駅西口側の中心市街地には、髙島屋やスズランなどの大型店舗や専門店（ファッション関係の店が多い）、飲食店などが立ち並んでいる。中央銀座商店街などの昔からある商店街はシャッターを下ろしている店が幾つかあるが、駅前の中心街についてはそこそこの賑わいを見せている。
高崎駅東口側には、ヤマダデンキの本社併設店舗であるLABI1高崎やビックカメラなどの大型家電量販店があり、西口側ほどではないが専門店や飲食店も立地している。また、東口側には大型の娯楽施設がいくつか立地している。
高崎問屋町駅周辺は日本初の郊外型問屋団地として知られるが、近年は中規模・大規模の小売店の進出も目立っている。
それ以外にも、国道17号高崎前橋バイパスや高崎環状線などの幹線道路沿いに大型のロードサイドショップが多数立ち列び、「ロードサイド銀座」となっている。特に、国道17号高崎前橋バイパス沿いには、国内・海外の主要自動車メーカー系列の自動車販売店が集まっている。高崎市の小売業販売面積および年間商品販売額（何れも2004年）は、いずれも前橋市に次いで県内第2位の座を占めている。
市内に立地する主な商業施設を業態別に見ると、以下のようになる。
百貨店は、中心市街地に地元資本の百貨店であるスズラン高崎店と、高崎髙島屋が立地している。スズランは、隣接する平面駐車場に地上8階/地下2階の新館の建設を予定している。
ショッピングセンターは、大型の郊外型ショッピングセンターとして、高渋バイパス沿いにイオンモール高崎が、国道17号高崎前橋バイパスの前橋インターチェンジ付近にアカマル（旧赤まる市場）が立地している。
また、国道17号倉賀野駅付近のミスターマックス倉賀野ショッピングセンター、国道406号沿いのはるなショッピングタウンパワーセンター、北高崎駅付近にあった高崎木材市場跡地のウニクス高崎（核店舗はヤオコー）など、中小規模のショッピングセンターもいくつか立地している。

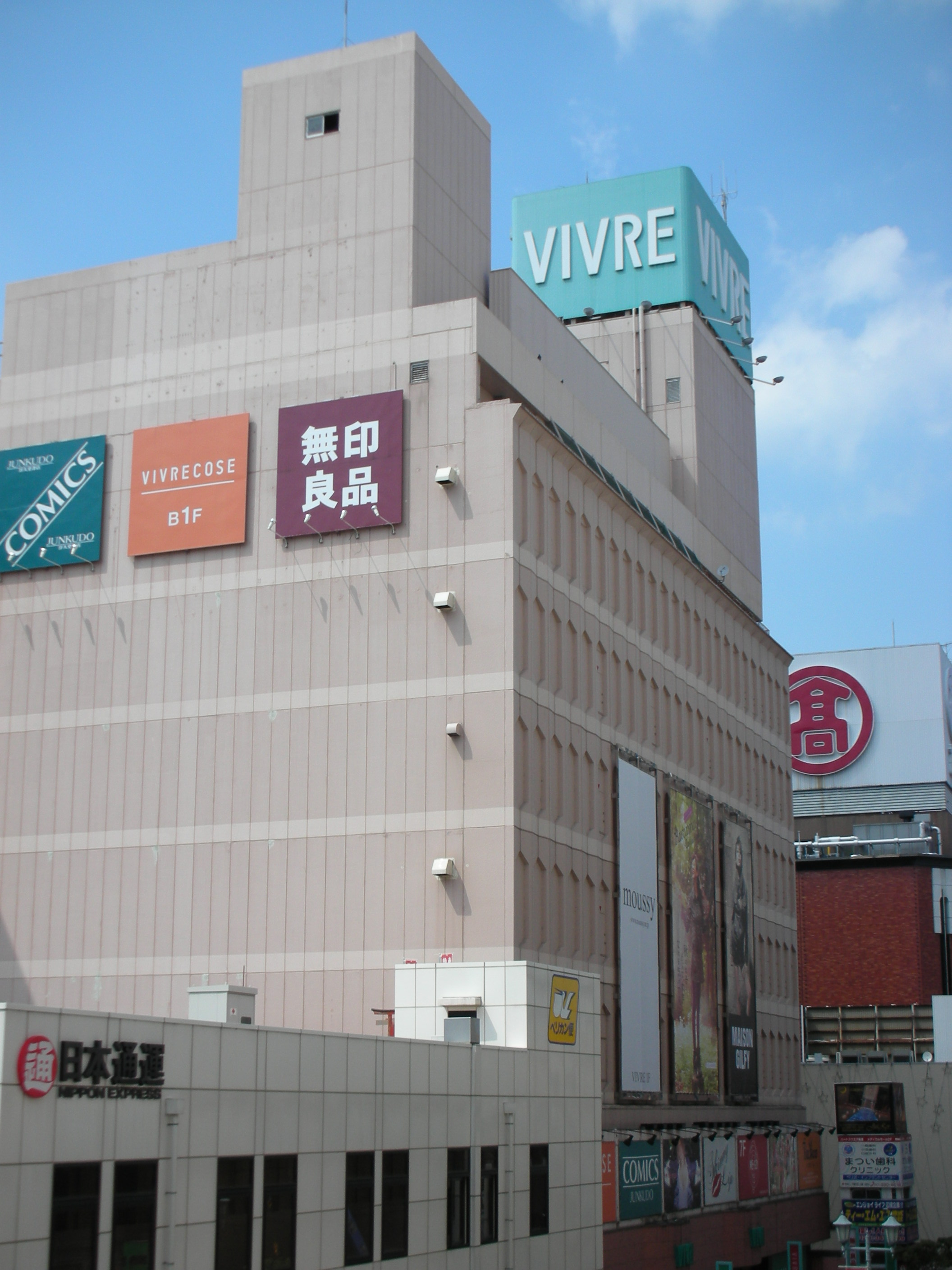
高崎ビブレ(前)と髙島屋(奥)

ショッピングビルとしては、高崎駅西口に高崎駅ビル高崎モントレー、高崎オーパ、ラ・メルセなどがある。以前は現在の高崎オーパがある場所に高崎ビブレがあったが、2014年3月31日に閉店した。
スーパーマーケットは、以下のような店舗が進出している。
- イオンスタイル高崎店（旧高崎サティ）（イオンモール高崎内）・イオンスタイル高崎駅前店（高崎オーパ内）
- アピタ高崎店
- 成城石井1店舗
- フレッセイ7店舗
- とりせん4店舗
- ベイシア4店舗
- ベルク4店舗
- コープ1店舗
- ヤオコー3店舗
飯塚店はウニクス高崎内に出店。

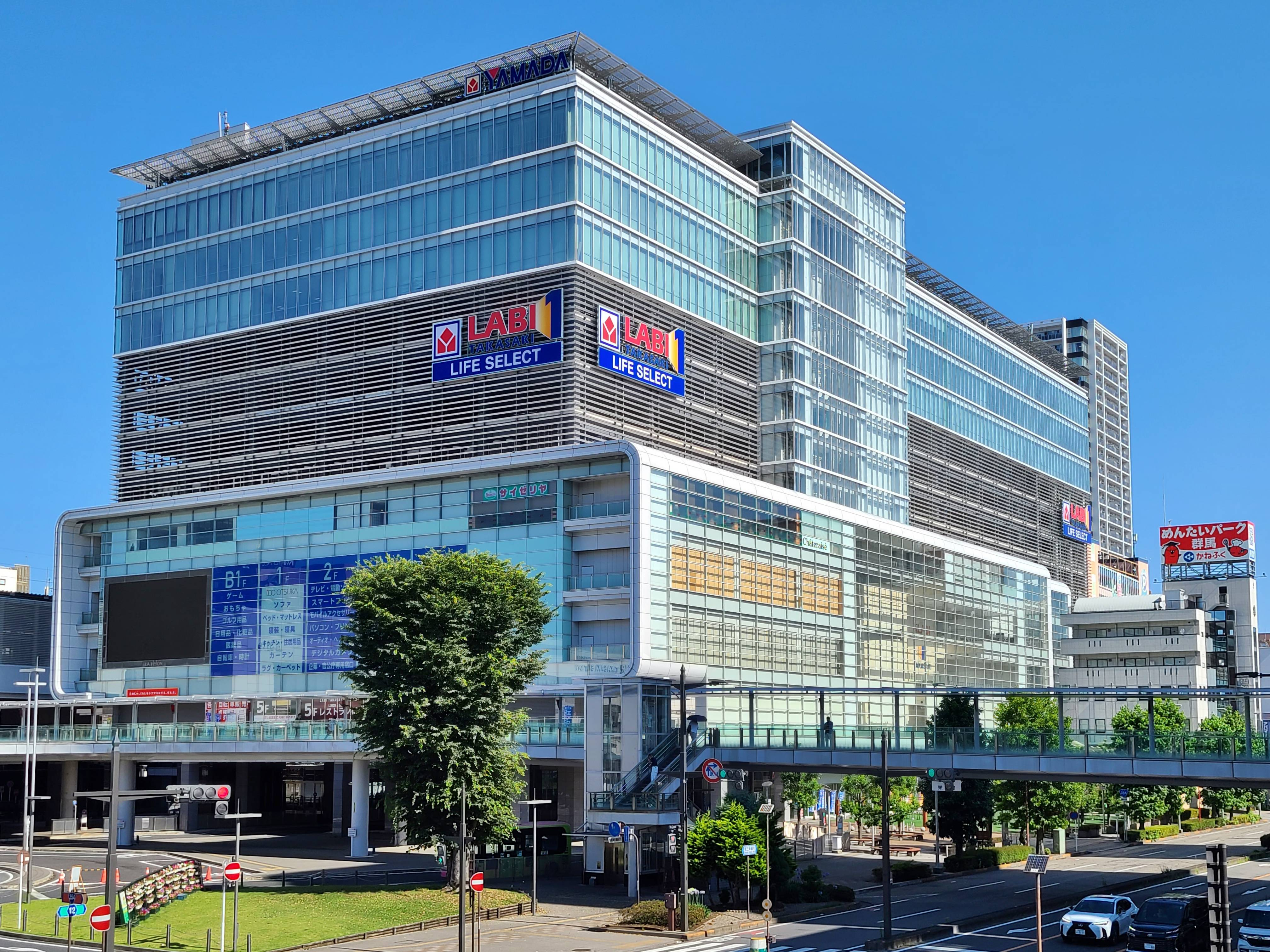
LABI1高崎（ヤマダ電機本社）

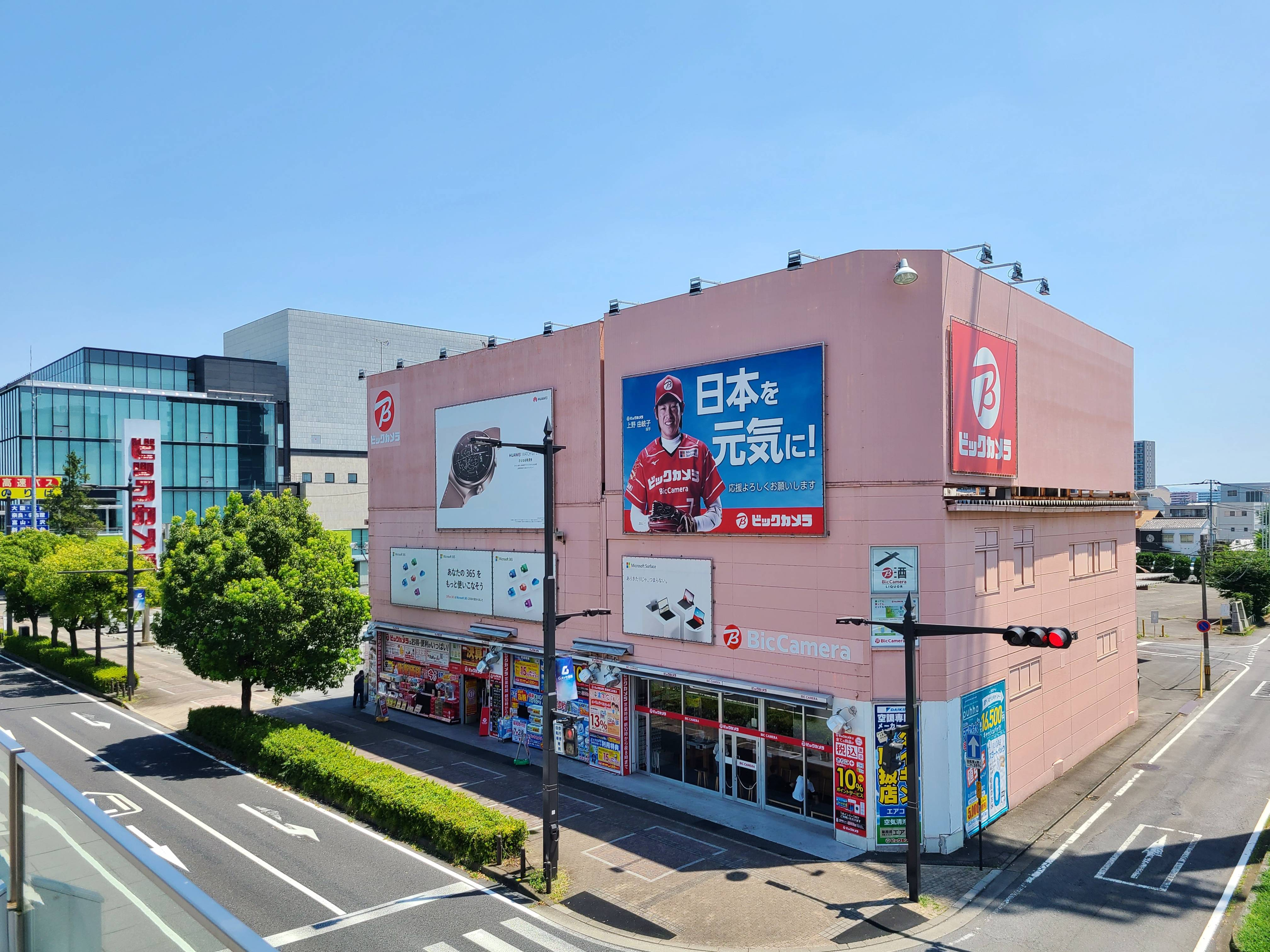
ビックカメラ・高崎東口店

家電量販店は国内最大手のヤマダデンキが、高崎駅東口に同社最大級の店舗LABI1 LIFE SELECT 高崎を構え、本社を前橋市から同店舗の建物内に移している。また、菅谷町の高崎渋川線バイパス沿いにテックランド高崎北菅谷店、緑町にweb.com高崎問屋町店、高崎環状線沿いにアウトレット高崎店を構えている。家電量販店大手のビックカメラは、高崎市が創業の地であり、現在でも高崎駅東口店を構えている。そのほか、高崎環状線沿いにコジマ×ビックカメラ高崎店、イオンモール高崎内にコジマ×ビックカメライオンモール高崎店、国道17号倉賀野バイパス沿いにケーズデンキ高崎店がある。以前は国道17号沿いにデオデオ（現・エディオン）高崎店もあったが、2008年（平成20年）10月26日に閉店した。
ホームセンターは最大手のカインズが市内に本社を設置していた。ただし、高崎市内の店舗は箕郷店と吉井店を除き、いずれもフランチャイズ店舗（FC高崎東部店、FC高崎豊岡店、FC高崎小鳥店）である。現在は、本社を埼玉県北部の本庄市にある上越新幹線本庄早稲田駅付近に移転している。また、東関東を除いた関東地方を中心に発展するホームセンターのセキチューも市内に本社を設置しており、店舗としては高崎店、高崎矢中店を構えている。その他、大八木町の群栄化学工業工場跡地に、スーパービバホームが2010年3月にオープンした。
映画館は、シネマコンプレックスが高崎駅東口に109シネマズ高崎、郊外のイオンモール高崎にイオンシネマ高崎がある。また、高崎駅西口にはNPOの運営によるシネマテークたかさきがある。

### 金融

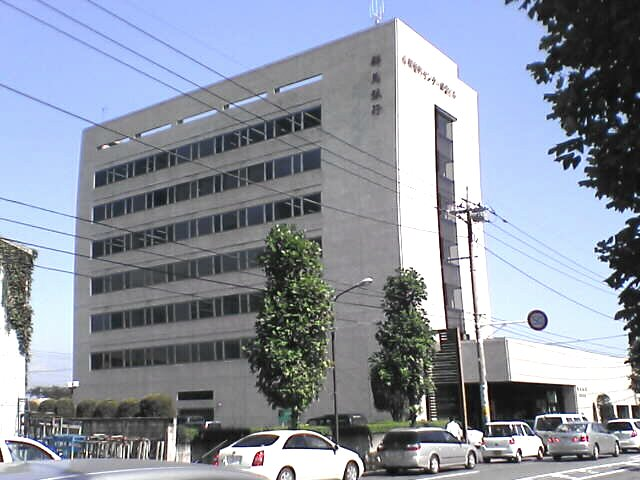
群馬銀行高崎支店

群馬県内の金融は、県庁所在地であり日本銀行前橋支店もある前橋市が中心であり、当市には本店を設置する銀行はない。支店のある都市銀行もみずほ銀行のみである。一方、当市は証券会社の支店の立地が多く、県内で大手三社の支店が揃っているのは当市のみである。
市内に本店または支店を置く銀行、信託銀行、信用金庫、信用協同組合、労働金庫、農業協同組合、証券会社は以下のとおりである（※印は市内に本店があるもの）。
- 群馬銀行
- 東和銀行
- みずほ銀行
- ゆうちょ銀行
- 横浜銀行
- 八十二銀行
- 第四北越銀行
- 足利銀行

- 高崎信用金庫※
- しののめ信用金庫
- ぐんまみらい信用組合※
- 群馬県信用組合
- 中央労働金庫
- 高崎市農業協同組合（JAたかさき）※
- はぐくみ農業協同組合（JAはぐくみ）※
- 多野藤岡農業協同組合（JAたのふじ）

- 野村證券
- SMBC日興証券
- 大和証券
- みずほ証券
- 水戸証券

市内に一般営業窓口を置かず、ATMのみを設置する金融機関
- 三井住友銀行 （日本相互銀行時代から高崎支店があったが、住友銀行と合併後の2002年12月に前橋支店に統合）
- セブン銀行
- イオン銀行（ただし、インストアブランチがイオンモール高崎内に設置されている。）
- ローソン銀行
- 群馬県信用農業協同組合連合会（JAバンク群馬）

かつて市内に店舗を展開したが、撤退した主な金融機関（合併による商号変更等は除く）
- あさひ銀行（当初は埼玉銀行、1997年に当時のさくら銀行高崎支店に営業譲渡して撤退）
- 日本信託銀行（2000年に本店に統合、三菱信託銀行を経て現在は三菱UFJ信託銀行だが、現高崎支店（旧UFJ店）とは直接の関係は無い）
- 第四銀行（1999年に東京支店に統合）
- 新潟中央銀行（旧新潟相互銀行、2001年に経営破綻により東和銀行に営業譲渡）
- 大光銀行（旧大光相互銀行、2003年に前橋支店に統合）
- 群馬県庶民信用組合（1989年に新町信用組合に営業譲渡）
- 朝銀群馬信用組合（1986年に本店に統合）
- 日本振興銀行（2011年に大宮支店に統合）
- 三菱UFJ信託銀行（2016年に大宮支店に統合）

### 企業

#### 高崎市内に本社を置く主な企業
- アペックス（小売業）
- 有賀園ゴルフ（小売業）
- ガトーフェスタ・ハラダ（小売業）
- カルチヤー（小売業）
- 関東いすゞ自動車（輸送用機器）
- キャロッセ(自動車部品)
- 求人ジャーナル（情報・通信業）
- 群栄化学工業（化学）
- 群馬トヨタ自動車（小売業）
- 群馬バス（陸運業）
- 小島鐵工所（機械）
- デンカエラストリューション（ゴム）
- 上信電鉄（陸運業）
- セキチュー（小売業）
- 大和ホーム
- 高崎ターミナルビル（サービス業）
- 高崎弁当（製造業）
- 高崎森永（製造業）
- 富田屋商店（小売業）
- バリーカレボージャパン
- 藤田エンジニアリング（設備工事）
- 文真堂書店（小売業）
- まるおか（小売業）
- 三益半導体工業（金属製品）
- ヤマダデンキ（小売業）
- 吉井電気（電気機器）
- 両毛水産（小売業）
- JA高崎ハム
- NEXUS（サービス業）
- ORIHIRO（機械）
- Project White（小売業）

#### 北関東信越地区全域を統括する営業所を置く主な企業
県内およびそのほか
- JR東日本高崎支社（旧日本国有鉄道高崎鉄道管理局）
- NTT東日本群馬支店（旧日本電信電話公社高崎電報電話局）
- かんぽ生命保険群馬支店（所在地は倉賀野郵便局と同じ）
- 東京電力HD・東京電力PG・東京電力EP高崎支社
- 東京ガス群馬支社
- 東日本高速道路関東支社高崎管理事務所
- 東洋熱工業群馬営業所
- ヤフーカスタマーリレーションズ北関東営業所

上信越を統括する事業所
- 日本たばこ産業（JT）高崎支店（旧日本専売公社高崎地方局）

#### 関東を統括する営業所を置く主な企業
- ベネッセコーポレーション関東事業所（高崎タワー21内）

### 特産品

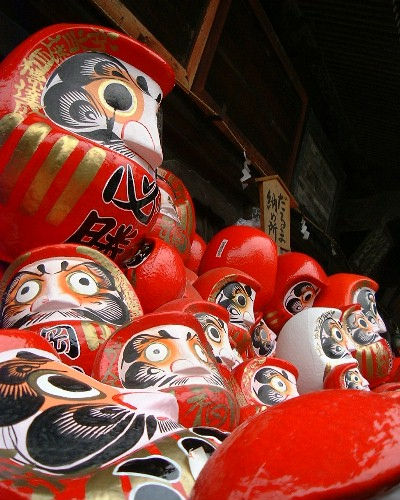
高崎だるま

- だるま

全国シェア80%。高崎駅の駅弁にも「だるま弁当」がある。
- 梅

生産高が全国で2位、東日本では1位。
- 梨
- プラム
- 椎茸
- 公魚(榛名湖)
- JA高崎ハム
- ミョウガ（倉渕地区が栽培発祥の地）

## 地域

### 町丁・行政区

#### 旧市内

##### 中央地区
- 赤坂町 - 明治元年（1868年）五軒町、赤坂村の一部、明治3年（1870年）熊野町、下ノ町を編入。
  - 赤坂町第一
  - 赤坂町第二
- 歌川町 - 明治4年（1871年）赤坂村の一部から成立。
  - 歌川町第一
  - 歌川町第二
- 鍛冶町
- 嘉多町
- 上和田町 - 明治39年（1906年）大字赤坂字上和田の一部から成立。
  - 上和田町第一
  - 上和田町第二
- 鞘町
- 下横町 - 明治10年（1877年）前栽町を編入。
- 白銀町 - 大正4年（1915年）東小学校区となり、昭和14年（1939年）中央小学校区に戻される。
- 新紺屋町 - 大正10年（1922年）東小学校区となり、同12年（1924年）中央小学校区に戻される。
- 住吉町 - 明治3年（1870年）旧赤坂村字大橋から成立。
- 堰代町 - 明治6年（1873年）旧武家地の一部から成立。
- 田町 - 明治7年（1874年）八軒町、明治35年（1902年）古着町、柳町の各一部、木町の全域を編入。
  - 田町第一 - 大正10年（1922年）東小学校区となり、同12年（1924年）中央小学校区に戻される。
  - 田町第二 - 大正10年（1922年）東小学校区となり、同12年（1924年）中央小学校区に戻される。
  - 田町第三 - 大正10年（1922年）東小学校区となり、同12年（1924年）中央小学校区に戻される。
- 高松町 - 明治4年（1871年）旧高崎城丸ノ内から成立。
- 並榎町 - 明治31年（1898年）大字下並榎から改称。
  - 並榎町坂下
- 檜物町 - 明治35年（1902年）十人町の飛地を編入。
- 宮元町 - 明治4年（1871年）旧高崎城内の広小路、旧武家地の米見町、代官町、南郭の各全域から成立。
  - 宮元町第一
  - 宮元町第二
  - 宮本町第三
- 本町
  - 本町第一
- 元紺屋町 -  - 明治33年（1900年）中央小学校区から北小学校区に変更される。 大正4年（1915年）東小学校区となり、昭和14年（1939年）中央小学校区に戻される。
- 柳川町 - 明治6年（1873年）旧火除地の一部から成立。
  - 柳川町東部
  - 柳川町中部
  - 柳川町西部
- 四ツ屋町
- 寄合町 - 明治35年（1902年）柳町の一部を編入。大正10年（1922年）東小学校区となり、同12年（1924年）中央小学校区に戻される。
- 連雀町

##### 北地区
- 相生町 - 明治元年（1868年）赤坂村字上和田の一部を編入。明治33年（1900年）中央小学校区から北小学校区に変更される。
  - 相生町第一
  - 相生町第二
  - 相生町第三
- 請地町 - 明治35年（1902年）大字赤坂字請地から成立。
  - 請地町第一
  - 請地町第二
  - 請地町第三
  - 請地町第四
- 昭和町 - 昭和10年（1935年）大字飯塚、大字赤坂の各一部から成立。
  - 昭和町第一
  - 昭和町第二
  - 昭和町第三
- 末広町 - 明治35年（1902年）大字赤坂の一部から成立。
  - 末広町第一
  - 末広町第二
  - 末広町第三
- 台町 - 明治35年（1902年）大字赤坂の一部から成立。
  - 台町第一
  - 台町第二
- 成田町 - 明治35年（1902年）大字赤坂の一部から成立。
  - 成田町第一
  - 成田町第二
  - 成田町第三
  - 成田町第四
- 本町
  - 本町第二 - 明治33年（1900年）中央小学校区から北小学校区に変更される。
  - 本町第三 - 明治33年（1900年）中央小学校区から北小学校区に変更される。

##### 南地区
- あら町 - 明治35年（1902年）職人町を編入。平成18年（2006年）新町から改称。
  - あら町第一
  - あら町第二
  - あら町第三
  - あら町第四
- 下和田町一丁目 - 昭和48年（1973年）下和田町、竜見町の一部から成立。
- 下和田町二丁目 - 昭和48年（1973年）下和田町、竜見町の一部から成立。
- 下和田町三丁目 - 昭和48年（1973年）下和田町、新後閑町の一部から成立。
- 下和田町四丁目 - 昭和48年（1973年）下和田町、新後閑町の一部から成立。
- 下和田町五丁目 - 昭和48年（1973年）下和田町の一部から成立。
- 新田町
- 砂賀町 - 明治35年（1902年）十人町の一部を編入。
- 竜見町 - 明治4年（1871年）和田郭から改称。大正14年（1915年）明治6年（1873年）に赤坂村の一部から成立した鎌倉町のうち北部を編入。昭和27年（1952年）南小学校区から城南小学校区に学区変更。
  - 竜見町第一
  - 竜見町第二
  - 竜見町第三
  - 竜見町第四
  - 竜見町第五
  - 竜見町第六
- 鶴見町 - 明治35年（1902年）大字下和田、大字赤坂の各一部から成立。
- 通町 - 昭和28年（1953年）東小学校区から南小学校区に学区変更。
  - 通町第一
  - 通町第二
  - 常盤町第一
  - 常盤町第二
- 中紺屋町
- 南町
- 八島町 - 明治35年（1902年）十人町、大字下和田の各一部から成立。
  - 八島町第一
  - 八島町第二
  - 八島町第三

##### 東地区
- 旭町 - 明治35年（1902年）大字赤坂の一部から成立。大正4年（1915年）南小学校区から東小学校区に学区変更。
- 東町  - 昭和10年（1930年）大字赤坂字中沖から成立。昭和29年（1954年）城東小学校に学区変更。
  - 東町第一
  - 東町第二
  - 東町第三
- 北通町 - 明治4年（1871年）旧武家地の一部から成立。大正4年（1915年）南小学校区から東小学校区に学区変更。
  - 北通町第一
  - 北通町第二
- 九蔵町 - 明治4年（1871年）磬打町を編入。大正4年（1915年）南小学校区から東小学校区に学区変更。
- 真町 - 新町（しんちょう、現在のあら町とは異なる）から改称。大正4年（1915年）南小学校区から東小学校区に学区変更。
- 田町
  - 田町第四 - 大正4年（1915年）南小学校区から東小学校区に学区変更。
- 高砂町 - 明治5年（1872年）赤坂村、江木村の各一部から成立。大正4年（1915年）南小学校区から東小学校区に学区変更。
- 椿町 - 大正4年（1915年）南小学校区から東小学校区に学区変更。
- 山田町 - 明治6年（1873年）旧赤坂郭から改称。大正4年（1915年）南小学校区から東小学校区に学区変更。
- 弓町 - 明治35年（1902年）大字赤坂の一部を編入。大正4年（1915年）南小学校区から東小学校区に学区変更。
- 羅漢町 - 大正4年（1915年）南小学校区から東小学校区に学区変更。
- 若松町 - 明治4年（1871年）赤坂村の一部から成立。明治35年（1902年）旧武家地の馬上石から明治4年（1871年）に成立した明石町、明治35年（1902年）鎌倉町の一部、大正14年（1915年）、明治6年（1873年）に赤坂村の一部から成立した鎌倉町のうち北部を編入。大正4年（1915年）南小学校区から東小学校区に学区変更。
  - 若松町第一
  - 若松町第二
  - 若松町第三
  - 若松町第四
  - 若松町坂下
- 和田町 - 昭和48年（1973年）新喜町の全域、下和田町の一部から成立。
  - 和田町第一
  - 和田町第二
  - 和田町第三

##### 西地区
- 大橋町 - 明治35年（1902年）大字赤坂、大字飯塚の各一部から成立。
  - 大橋町第一 - 昭和25年（1950年）北小学校区から西小学校区へ学区変更。
  - 大橋町第二 - 昭和25年（1950年）北小学校区から西小学校区へ学区変更。
  - 大橋町第三 - 昭和25年（1950年）北小学校区から西小学校区へ学区変更。
  - 大橋町第四 - 昭和25年（1950年）北小学校区から西小学校区へ学区変更。
  - 大橋町第五 - 昭和25年（1950年）北小学校区から西小学校区へ学区変更。
- 並榎町
  - 並榎町第一 - 昭和25年（1950年）中央小学校区から西小学校区へ学区変更。
  - 並榎町第二 - 昭和25年（1950年）中央小学校区から西小学校区へ学区変更。
  - 並榎町第三 - 昭和25年（1950年）中央小学校区から西小学校区へ学区変更。
  - 並榎町第四 - 昭和25年（1950年）中央小学校区から西小学校区へ学区変更。
  - 並榎町第五 - 昭和25年（1950年）中央小学校区から西小学校区へ学区変更。
  - 並榎町北部 - 昭和25年（1950年）中央小学校区から西小学校区へ学区変更。

#### 塚沢地区
- 飯玉町 - 昭和35年（1960年）江木町、飯塚町の各一部から成立。
  - 飯玉町第一
  - 飯玉町第二
  - 飯玉町第三
  - 飯玉町第四
  - 飯玉町第五
- 飯塚町 - 昭和26年（1951年）大字飯塚から改称。
  - 飯塚町第一
  - 飯塚町第二
  - 飯塚町第三
  - 飯塚本町第一 - 昭和2年（1927年）塚沢小学校区から北小学校区へ学区変更。昭和25年（1950年）中央小学校区から西小学校区へ再度学区変更。
  - 飯塚本町第二 - 昭和2年（1927年）塚沢小学校区から北小学校区へ学区変更。昭和25年（1950年）中央小学校区から西小学校区へ再度学区変更。
  - 飯塚本町第三 - 昭和2年（1927年）塚沢小学校区から北小学校区へ学区変更。昭和25年（1950年）中央小学校区から西小学校区へ再度学区変更。
  - 飯塚本町第四 - 昭和2年（1927年）塚沢小学校区から北小学校区へ学区変更。昭和25年（1950年）中央小学校区から西小学校区へ再度学区変更。
- 稲荷町 - 昭和35年（1960年）飯塚町、江木町の各一部から成立。
  - 稲荷町第一
  - 稲荷町第二
- 岩押町 - 昭和2年（1927年）塚沢小学校区から東小学校区に学区変更。昭和14年（1939年）塚沢小学校区に再度学区変更。昭和26年（1951年）大字岩押から改称。昭和29年（1954年）城東小学校区に三度目の学区変更。
  - 岩押町第一
  - 岩押町第二
- 江木町 - 昭和26年（1951年）大字江木から改称。
  - 江木町第一 - 昭和2年（1927年）塚沢小学校区から東小学校区に学区変更。昭和29年（1954年）城東小学校に再度学区変更。
  - 江木町第二 - 昭和2年（1927年）塚沢小学校区から東小学校区に学区変更。昭和29年（1954年）城東小学校に再度学区変更。
  - 江木町第三 - 昭和2年（1927年）塚沢小学校区から東小学校区に学区変更。昭和29年（1954年）城東小学校に再度学区変更。
  - 江木町第四 - 昭和2年（1927年）塚沢小学校区から東小学校区に学区変更。昭和29年（1954年）城東小学校に再度学区変更。
  - 江木町第五 - 昭和2年（1927年）塚沢小学校区から東小学校区に学区変更。昭和29年（1954年）城東小学校に再度学区変更。
  - 江木町北部
  - 江木町中部 - 昭和2年（1927年）塚沢小学校区から東小学校区に学区変更。昭和29年（1954年）城東小学校に再度学区変更。
  - 江木町南部 - 昭和2年（1927年）塚沢小学校区から東小学校区に学区変更。昭和29年（1954年）城東小学校に再度学区変更。
  - 江木町西部 - 昭和2年（1927年）塚沢小学校区から東小学校区に学区変更。昭和29年（1954年）城東小学校に再度学区変更。
- 貝沢町 - 昭和26年（1951年）大字貝沢から改称。
  - 貝沢町第一
  - 貝沢町第二
  - 貝沢町第三
  - 貝沢町第四
  - 貝沢町第五
  - 貝沢町通
- 芝塚町 - 昭和62年（1987年）江木町、飯塚町、高砂町の各一部から成立。
  - 芝塚町第一
  - 芝塚町第二
  - 芝塚町第三
- 高関町 - 昭和26年（1951年）大字高関から改称。
  - 高関町第一 - 昭和29年（1954年）塚沢小学校区から東小学校区に学区変更。
  - 高関町第二 - 昭和29年（1954年）塚沢小学校区から東小学校区に学区変更。
  - 高関町第三 - 昭和29年（1954年）塚沢小学校区から東小学校区に学区変更。
  - 高関町第四 - 昭和29年（1954年）塚沢小学校区から東小学校区に学区変更。
- 天神町 - 昭和35年（1960年）江木町、貝沢町の各一部から成立。
- 日光町 - 昭和35年（1960年）江木町、貝沢町の各一部から成立。
  - 日光町第一
  - 日光町第二
- 東貝沢町一丁目
- 東貝沢町二丁目
- 東貝沢町三丁目
- 東貝沢町四丁目

#### 片岡地区
- 石原町 - 昭和26年（1951年）大字石原から改称。
  - 石原町東部第四
  - 石原町東部第五
  - 石原町西部第一
  - 石原町西部第二
  - 石原町下第一
  - 石原町下第二
  - 石原町下第三
  - 石原町下第四
  - 鶴辺団地
- 片岡町一丁目 - 昭和50年（1975年）石原町、乗附町の各一部から成立。
- 片岡町二丁目 - 昭和50年（1975年）石原町、乗附町の各一部から成立。
  - 片岡町二丁目第一
  - 片岡町二丁目第二
- 片岡町三丁目 - 昭和50年（1975年）乗附町の一部から成立。
- 寺尾町 - 昭和26年（1951年）大字寺尾から改称。
  - 寺尾町第一
  - 寺尾町第二
  - 寺尾町第三
  - 寺尾町第四
  - 見晴台
- 乗附町 - 昭和26年（1951年）大字乗附から改称。
  - 乗附町第一
  - 乗附町第二
  - 乗附町第三
- 聖石町 - 昭和50年（1975年）石原町の一部から成立。
- 八千代町一丁目 - 昭和50年（1975年）石原町、乗附町の各一部から成立。
- 八千代町二丁目 - 昭和50年（1975年）石原町、乗附町の各一部から成立。
- 八千代町三丁目 - 昭和50年（1975年）石原町、乗附町の各一部から成立。
- 八千代町四丁目 - 昭和50年（1975年）石原町、乗附町の各一部から成立。

#### 佐野地区
- 上佐野町 - 昭和26年（1951年）大字上佐野から改称。
  - 上佐野町第一
  - 上佐野町第二
  - 上佐野町第三
- 佐野窪町 - 昭和26年（1951年）大字佐野窪から改称。
- 上中居町 - 昭和26年（1951年）大字上中居から改称。
  - 上中居町第一
  - 上中居町第二
  - 上中居町第三
  - 上中居町第四
- 北双葉町 - 昭和35年（1960年）新後閑町、和田多中町の各一部から成立。昭和48年（1973年）和田多中町、岩押町の各一部を編入。
- 栄町 - 昭和35年（1960年）新後閑町、和田多中町、下和田町、岩押町の各一部から成立。昭和48年（1973年）北双葉町、新後閑町、岩押町、八島町、下和田町の各一部を編入。
- 下佐野町 - 昭和26年（1951年）大字下佐野から改称。
  - 下佐野町第一
  - 下佐野町第二
- 下之城町 - 昭和26年（1951年）大字下之城から改称。
  - 下之城町第一
  - 下之城町第二
- 下中居町 - 昭和26年（1951年）大字下中居から改称。
- 新後閑町 - 昭和26年（1951年）大字新後閑から改称。昭和48年（1973年）下和田町の一部を編入。
  - 新後閑町 - 昭和28年（1953年）佐野小学校区から城南小学校区に学区変更。
  - 琴平参道 - 昭和28年（1953年）佐野小学校区から城南小学校区に学区変更。
- 中居町一丁目 - 昭和52年（1977年）上中居町の一部から成立。
- 中居町二丁目 - 昭和52年（1977年）矢中町、柴崎町の各一部から成立。
  - 中居町二丁目第一
  - 中居町二丁目第二
- 中居町三丁目 - 昭和52年（1977年）下中居町の一部から成立。
- 中居町四丁目 - 昭和52年（1977年）下中居町、矢中町の各一部から成立。
  - 中居町四丁目第一
  - 中居町四丁目第二
- 双葉町 - 昭和48年（1973年）栄町、和田多中町、上佐野町、下和田町の各一部から成立。
- 和田多中町 - 昭和26年（1951年）大字和田多中から改称、昭和48年（1973年）新後閑町の一部を編入。

#### 六郷地区
- 上小鳥町
  - 上小鳥町第一
  - 上小鳥町第二
- 上小塙町
- 上並榎町
  - 上並榎町第一
  - 上並榎町第二
  - 上並榎町第三
  - 上並榎町第四
- 下小鳥町
  - 下小鳥町第一
  - 下小鳥町第二
  - 下小鳥町第三
  - 下小鳥町第四
- 下小塙町
  - 下小塙町第一
  - 下小塙町第二
- 筑縄町
  - 筑縄町第一
  - 筑縄町第二
  - 筑縄町第三
- 緑町一丁目 - 昭和55年（1980年）下小鳥町の一部から成立。
  - 緑町
- 緑町二丁目 - 昭和55年（1980年）大八木町の一部から成立。
  - 緑町
- 緑町三丁目 - 昭和55年（1980年）大八木町、下小鳥町の各一部から成立。
  - 緑町
- 緑町四丁目 - 昭和55年（1980年）浜尻町、大八木町、下小鳥町の各一部から成立。
  - 緑町

#### 新高尾地区
- 新保町
  - 新保町第一
  - 新保町第二
- 新保田中町
- 中尾町
  - 中尾町第一
  - 中尾町第二
  - 中尾団地
  - 中尾町第三
- 日高町
  - 日高町第一
  - 日高町第二

#### 旧町丁・大字
- 赤坂 - 昭和10年（1935年）消滅。概ね現在の上和田町、請地町、末広町、台町、成田町、旭町、東町の各全域、昭和町、鶴見町、弓町、大橋町の各一部にあたる。
- 下和田 - 明治35年（1902年）消滅。概ね現在の鶴見町、八島町、栄町、新後閑町、双葉町の各一部にあたる。
- 飯塚 - 明治35年（1902年）消滅。概ね現在の大橋町の一部にあたる。なお、現存する飯塚町とは別の字である。
- 鎌倉町 - 大正14年（1925年）消滅。概ね現在の若松町、竜見町の各一部にあたる。
- 明石町 - 明治35年（1902年）消滅。概ね現在の若松町の一部にあたる。
- 十人町 - 明治35年（1902年）消滅。概ね現在の檜物町、砂賀町、八島町の各一部にあたる。
- 職人町 - 明治35年（1902年）消滅。概ね現在のあら町の一部にあたる。
- 新喜町 - 昭和48年（1973年）消滅。概ね現在の和田町の一部にあたる。
- 古着町 - 明治35年（1902年）消滅。概ね現在の田町、中紺屋町の各一部にあたる。
- 柳町 - 明治35年（1902年）消滅。概ね現在の田町、寄合町の各一部にあたる。
- 木町 - 明治35年（1902年）消滅。概ね現在の田町の一部に当たる。

## 教育・文化・医療

### 音楽のある街
高崎市は古くから音楽に関する活動が盛んであることから、高崎市は「音楽のある街、高崎」と銘打っている。
日本の地方オーケストラの先駆けであり、二十数団体に及ぶ日本のプロオーケストラとしても三番目の長い歴史を誇る群馬交響楽団を生んだ土地である。現在でも群馬交響楽団が本拠地を置いており、三大都市圏でも県庁所在地でもない都市がオーケストラを持つのは日本唯一である。また、市の自己予算と市民の寄付によって1961年に建設された群馬音楽センターは、その象徴的な存在である。
毎年10月中旬には、高崎マーチングフェスティバルが開催され、毎年世界的なマーチングバンドを招いたり、市内各小学校や企業団体のバンドが一堂に集まり、市街地のメーンロードを行進したりする。
高崎市には、市の歌である「高崎市歌」（作詞：黒崎親厚、作曲：塚田佳男）があり、詩と曲を公募して作られた。

### 教育機関

#### 小学校
- 高崎市立岩鼻小学校
- 高崎市立大類小学校
- 高崎市立片岡小学校
- 高崎市立北小学校
- 高崎市立京ヶ島小学校
- 高崎市立倉賀野小学校
- 高崎市立佐野小学校
- 高崎市立城東小学校
- 高崎市立城南小学校
- 高崎市立城山小学校
- 高崎市立新高尾小学校
- 高崎市立西部小学校
- 高崎市立滝川小学校
- 高崎市立中央小学校
- 高崎市立塚沢小学校

- 高崎市立寺尾小学校
- 高崎市立東部小学校
- 高崎市立豊岡小学校
- 高崎市立中居小学校
- 高崎市立中川小学校
- 高崎市立長野小学校
- 高崎市立西小学校
- 高崎市立乗附小学校
- 高崎市立鼻高小学校
- 高崎市立浜尻小学校
- 高崎市立東小学校
- 高崎市立北部小学校
- 高崎市立南小学校
- 高崎市立南八幡小学校
- 高崎市立矢中小学校

- 高崎市立八幡小学校
- 高崎市立六郷小学校
- 高崎市立倉渕東小学校
- 高崎市立倉渕中央小学校
- 高崎市立倉渕川浦小学校
- 高崎市立箕輪小学校
- 高崎市立車郷小学校
- 高崎市立箕郷東小学校
- 高崎市立金古小学校
- 高崎市立国府小学校
- 高崎市立堤ヶ岡小学校
- 高崎市立上郊小学校
- 高崎市立金古南小学校
- 高崎市立新町第一小学校
- 高崎市立新町第二小学校

- 高崎市立下室田小学校
- 高崎市立中室田小学校
- 高崎市立上室田小学校
- 高崎市立里見小学校
- 高崎市立久留馬小学校
- 高崎市立下里見小学校
- 高崎市立宮沢小学校
- 高崎市立桜山小学校
- 高崎市立吉井小学校
- 高崎市立吉井西小学校
- 高崎市立多胡小学校
- 高崎市立入野小学校
- 高崎市立馬庭小学校
- 高崎市立南陽台小学校
- 高崎市立岩平小学校

#### 中学校
- 市立
  - 高崎市立大類中学校
  - 高崎市立片岡中学校
  - 高崎市立倉賀野中学校
  - 高崎市立高南中学校
  - 高崎市立佐野中学校
  - 高崎市立第一中学校
  - 高崎市立高松中学校
  - 高崎市立塚沢中学校
  - 高崎市立寺尾中学校
  - 高崎市立豊岡中学校
  - 高崎市立中尾中学校
  - 高崎市立長野郷中学校
  - 高崎市立並榎中学校
  - 高崎市立南八幡中学校
  - 高崎市立矢中中学校
  - 高崎市立八幡中学校
  - 高崎市立倉渕中学校
  - 高崎市立箕郷中学校
  - 高崎市立群馬中央中学校
  - 高崎市立群馬南中学校
  - 高崎市立新町中学校
  - 高崎市立榛名中学校
  - 高崎市立吉井中央中学校
  - 高崎市立吉井西中学校
  - 高崎市立入野中学校
- 私立
  - 東京農業大学第二高等学校中等部

##### 廃校
- 高崎市立中川中学校（1961年、高崎市立新高尾中学校と統合し、高崎市立第六中学校（現・高崎市立中尾中学校）へ）
- 高崎市立新高尾中学校（1961年、高崎市立中川中学校と統合し、高崎市立第六中学校（現・高崎市立中尾中学校）へ）
- 高崎市立長野中学校（1981年、高崎市立第四中学校（現・高崎市立並榎中学校）の一部と統合し、高崎市立第七中学校（現・高崎市立長野郷中学校）へ）

#### 中等教育学校
- 群馬県立中央中等教育学校

#### 高等学校
- 県立
  - 群馬県立高崎高等学校
  - 群馬県立高崎女子高等学校
  - 群馬県立高崎商業高等学校
  - 群馬県立高崎工業高等学校
  - 群馬県立高崎北高等学校
  - 群馬県立高崎東高等学校
  - 群馬県立榛名高等学校
  - 群馬県立吉井高等学校
- 市立
  - 高崎市立高崎経済大学附属高等学校
- 私立
  - 東京農業大学第二高等学校 ※中高併設
  - 高崎健康福祉大学高崎高等学校
  - 高崎商科大学附属高等学校
  - 明和県央高等学校

##### 廃校
- 県立
  - 群馬県立中央高等学校（2009年閉校し、群馬県立中央中等教育学校へ移行）
- 私立
  - 学芸館女子商業高等学校→新町高等学校→上武大学付属第一高等学校（1979年廃校）
  - 学芸館高等学校（2019年閉校）

#### 大学・短期大学

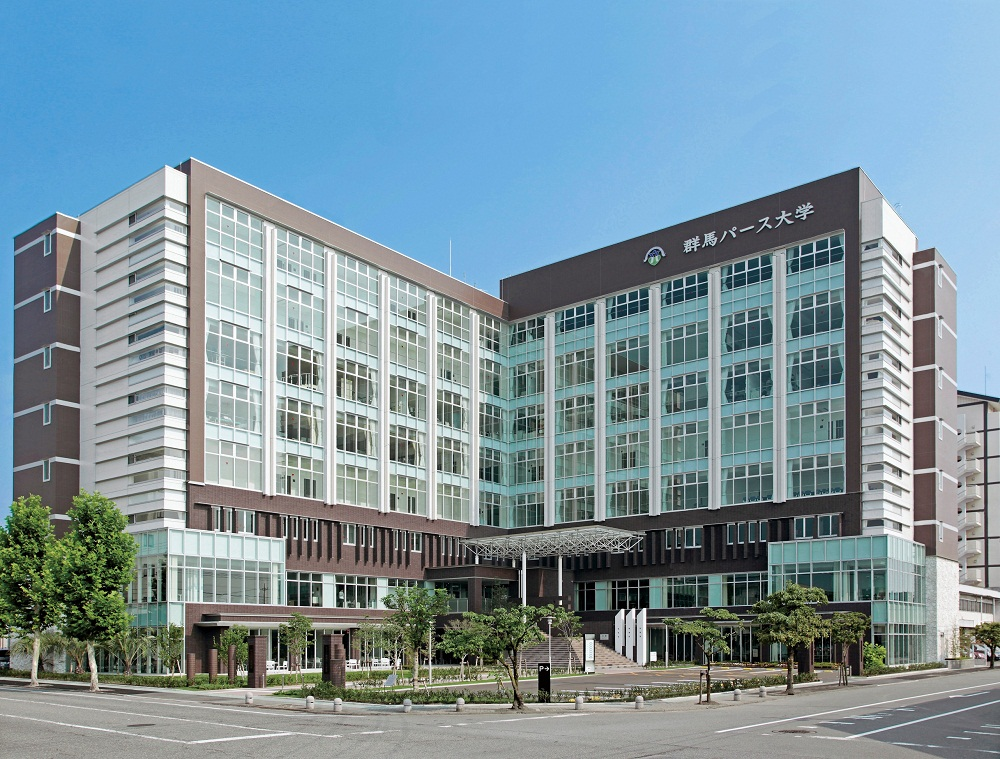
群馬パース大学

- 高崎経済大学
- 高崎商科大学
- 高崎健康福祉大学
- 群馬パース大学
- 育英大学
- 上武大学（高崎キャンパス）
- 育英短期大学
- 高崎商科大学短期大学部
- 新島学園短期大学

##### 廃校
- 公立
  - 高崎市立短期大学（1958年、廃止）
- 私立
  - 高崎芸術短期大学（2008年、廃止）
  - 創造学園大学（2013年、廃止）
  - 高崎健康福祉大学短期大学部（2013年、廃止）

#### 専修学校
- 群馬県立農林大学校（専修学校専門課程）
- 専門学校高崎福祉医療カレッジ
- 中央カレッジグループ
  - 中央情報経理専門学校高崎校
  - 高崎ビューティモード専門学校
  - 高崎ペットワールド専門学校
- 山崎学園
  - 東日本調理師専門学校
- 大原学園
  - 大原簿記情報ビジネス医療福祉保育専門学校
  - 大原スポーツ公務員専門学校高崎校
- 高崎市医師会看護専門学校

##### 特別支援学校
- 群馬県立二葉特別支援学校
- 群馬県立高崎特別支援学校
- 群馬県立二葉高等特別支援学校
- 群馬県立高崎高等特別支援学校
- 高崎市立高崎特別支援学校

#### 学校教育以外の施設
- 高崎自動車整備学校
- 第一高等学院高崎校
- エレガンスアカデミー職業訓練校

### 医療機関
現在、高崎安中医療圏に200床を超える中核病院が高崎総合医療センターのみであるため、市は県に「西毛中核病院（仮称）」の建設を新市建設計画にも盛り込むなど、継続的に求め続けているが、現在県内に4つある県立病院（高崎市にはない）が大赤字状態なので難しい。

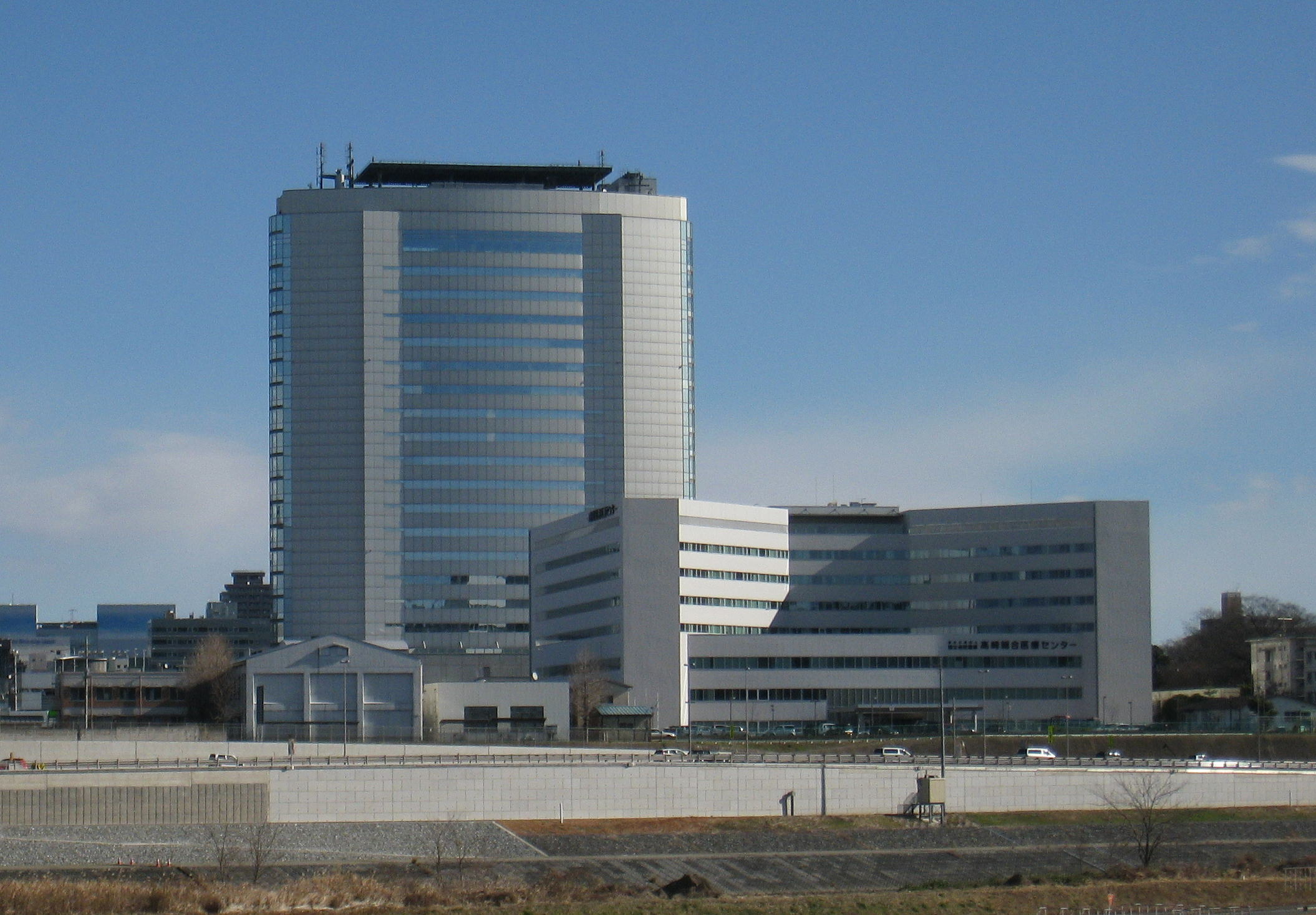
高崎総合医療センター

- 国立病院機構高崎総合医療センター
- 高崎中央病院
- 井上病院
- 希望館病院
- 第一病院
- 群馬循環器病院
- 真木病院
- サンピエール病院
- 昭和病院
- 日高病院
- 中央群馬脳神経外科病院
- 産科婦人科舘出張佐藤病院
- 黒沢病院
- 駒井病院
- 野口病院
- 綿貫病院
- 県央病院
- 大原病院
- 榛名荘病院

### その他の市有施設
- 高崎市産業創造館
- 高崎市総合福祉センター
- 高崎市総合保健センター

### 図書館
- 高崎市立図書館
  - 中央図書館[注 2]
  - 箕郷図書館
  - 群馬図書館
  - 新町図書館
  - 榛名図書館
  - 山種記念吉井図書館

### 文化施設

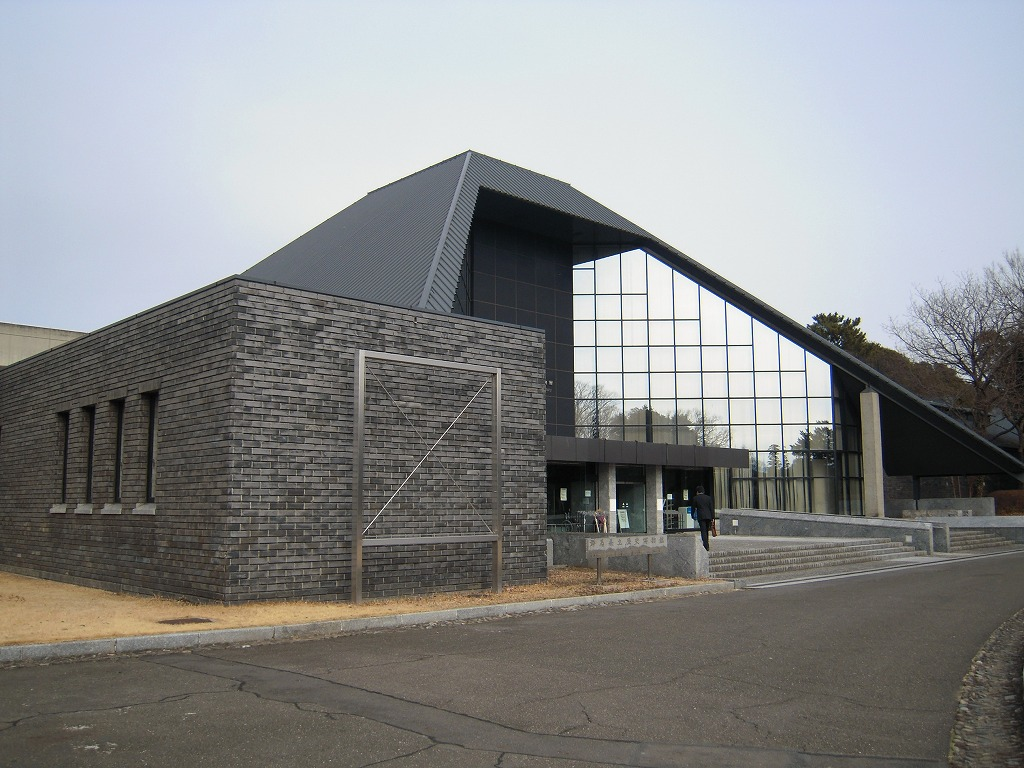
群馬県立歴史博物館

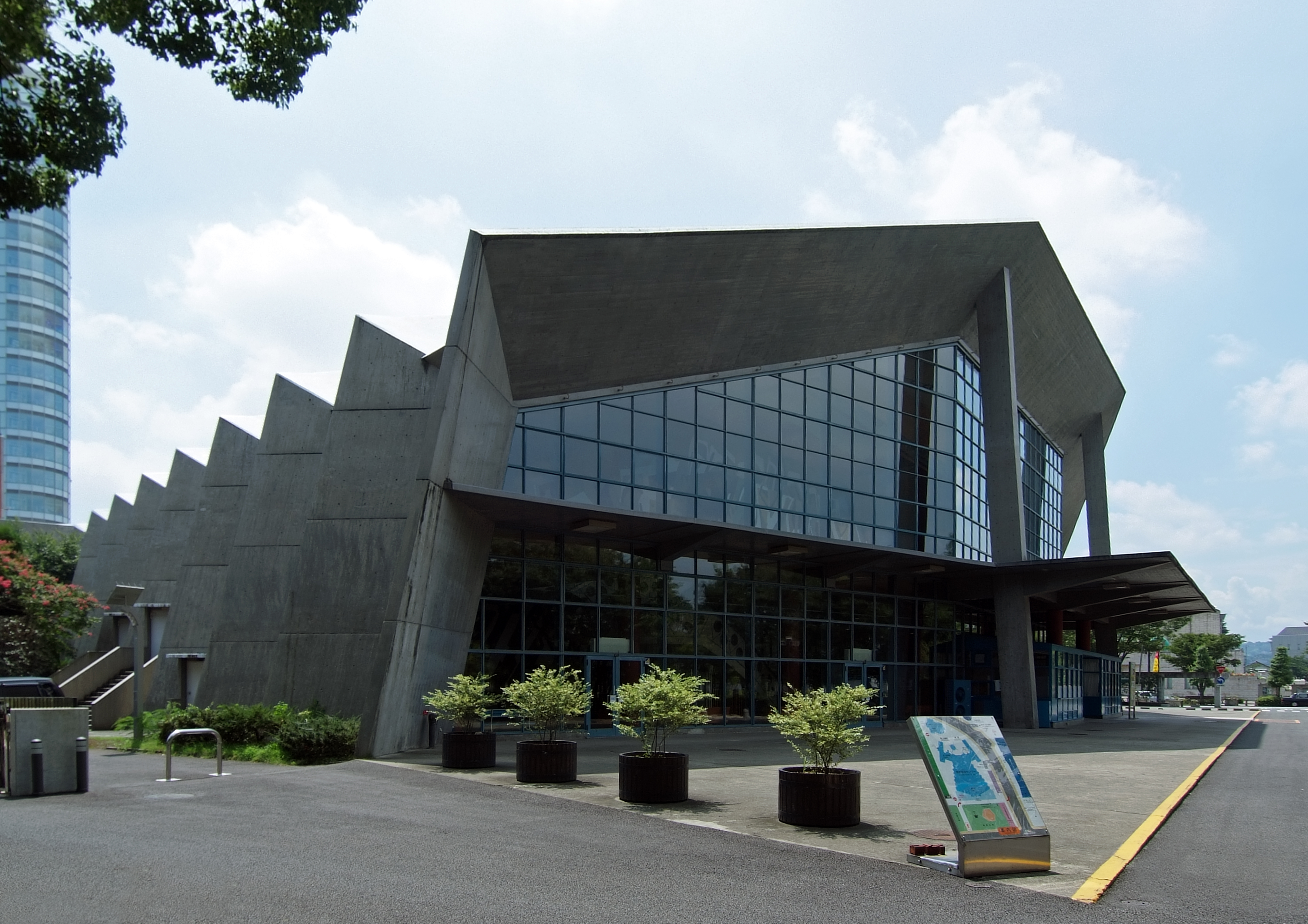
群馬音楽センター

美術館
- 群馬県立近代美術館 - 西洋美術、近代日本美術
- 高崎市美術館 - 日本近代美術
- 高崎市タワー美術館 - 旧・高崎タワー美術館。日本画
- 高崎市山田かまち美術館 - 旧・山田かまち水彩デッサン美術館

高崎市タワー美術館と高崎市山田かまち美術館は私営美術館を譲り受けたもので、発足時より市営だった高崎市美術館と合わせて3館の市営美術館が存在することとなった。
博物館
- かみつけの里博物館
- 高崎市歴史民俗資料館
- 高崎市観音塚考古資料館
- 高崎市榛名歴史民俗資料館
- 群馬県立歴史博物館
- 群馬県立土屋文明記念文学館
- 群馬県立日本絹の里
- 高崎市少年科学館
- 吉井郷土資料館
- 多胡碑記念館

植物園
- 高崎市染料植物園・染色工芸館

劇場・ホール・展示施設
- 群馬音楽センター
- 高崎芸術劇場
- 高崎シティギャラリー
- 群馬シンフォニーホール
- 高崎市文化会館
- 箕郷文化会館
- 新町文化会館
- 榛名文化会館（エコール）
- 吉井文化会館

### その他
- 高崎哲学堂（旧井上邸）

## 交通
上毛かるたで「関東と信越つなぐ高崎市」と詠まれるなど、交通の要衝として知られる。そのため現在も新幹線で埼玉・東京・新潟・長野・富山・石川・福井と結ばれている。

### 鉄道

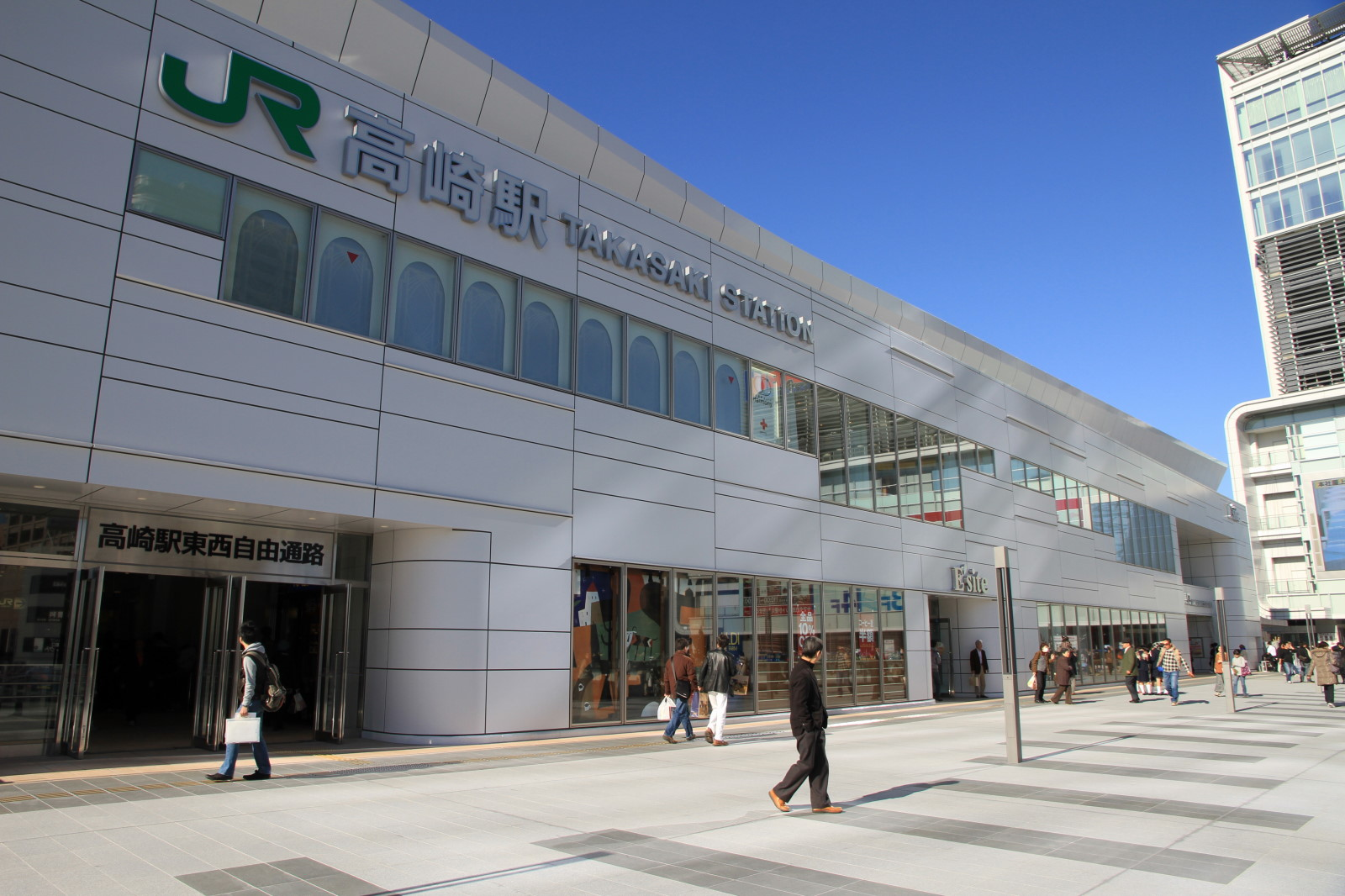
高崎駅東口（E’site）

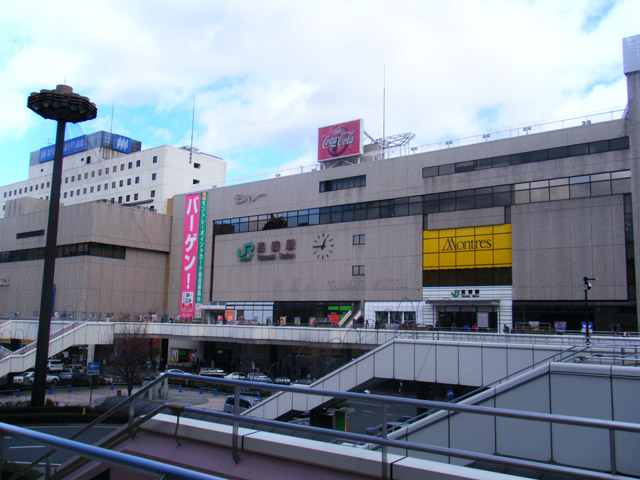
高崎駅西口（モントレー）

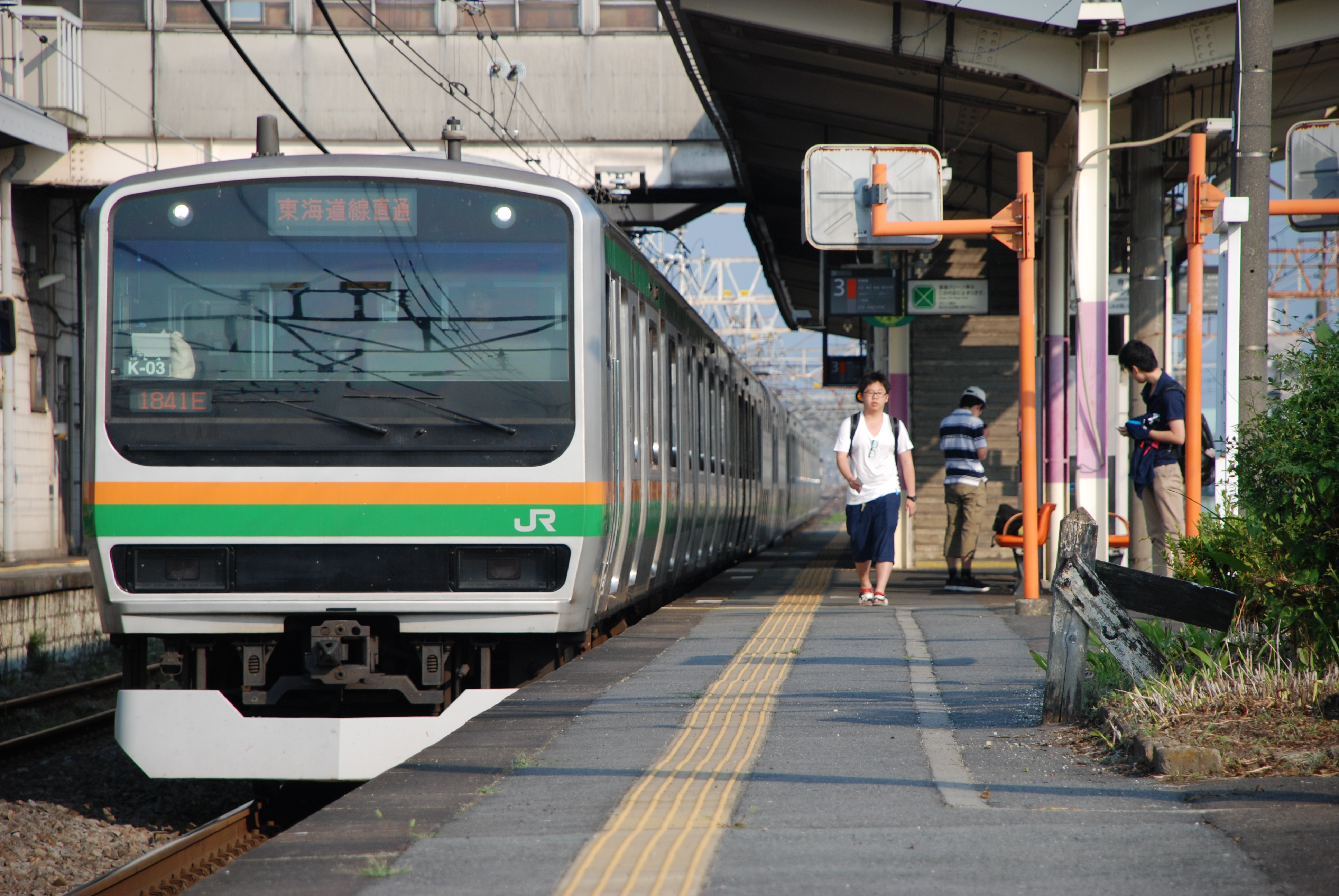
高崎線（E231系電車）

- 中心駅：高崎駅（前述したとおり、高崎駅は高崎市の中央駅であるとともに、隣の県庁所在地前橋市をはじめとした群馬県の表玄関口でもある）

東日本旅客鉄道（JR東日本）
 上越新幹線・北陸新幹線
- 高崎駅

 高崎線・■上野東京ライン・ 湘南新宿ライン
- 高崎駅 - 倉賀野駅 - 新町駅

■上越線・■吾妻線・■両毛線
- 高崎駅 - 高崎問屋町駅 - 井野駅 -

■信越本線
- 高崎駅- 北高崎駅 - 豊岡だるま駅(事業中) - 群馬八幡駅

■八高線
- 高崎駅  - 倉賀野駅

上信電鉄
■上信線
- 高崎駅 - 南高崎駅 - 佐野のわたし駅 - 根小屋駅 - 高崎商科大学前駅 - 山名駅 - 西山名駅 - 馬庭駅 - 吉井駅 - 西吉井駅

■谷川岳ロープウェイ
榛名山ロープウェイ
- 榛名高原駅 - 榛名富士山頂駅

### バス

#### 民間路線バス

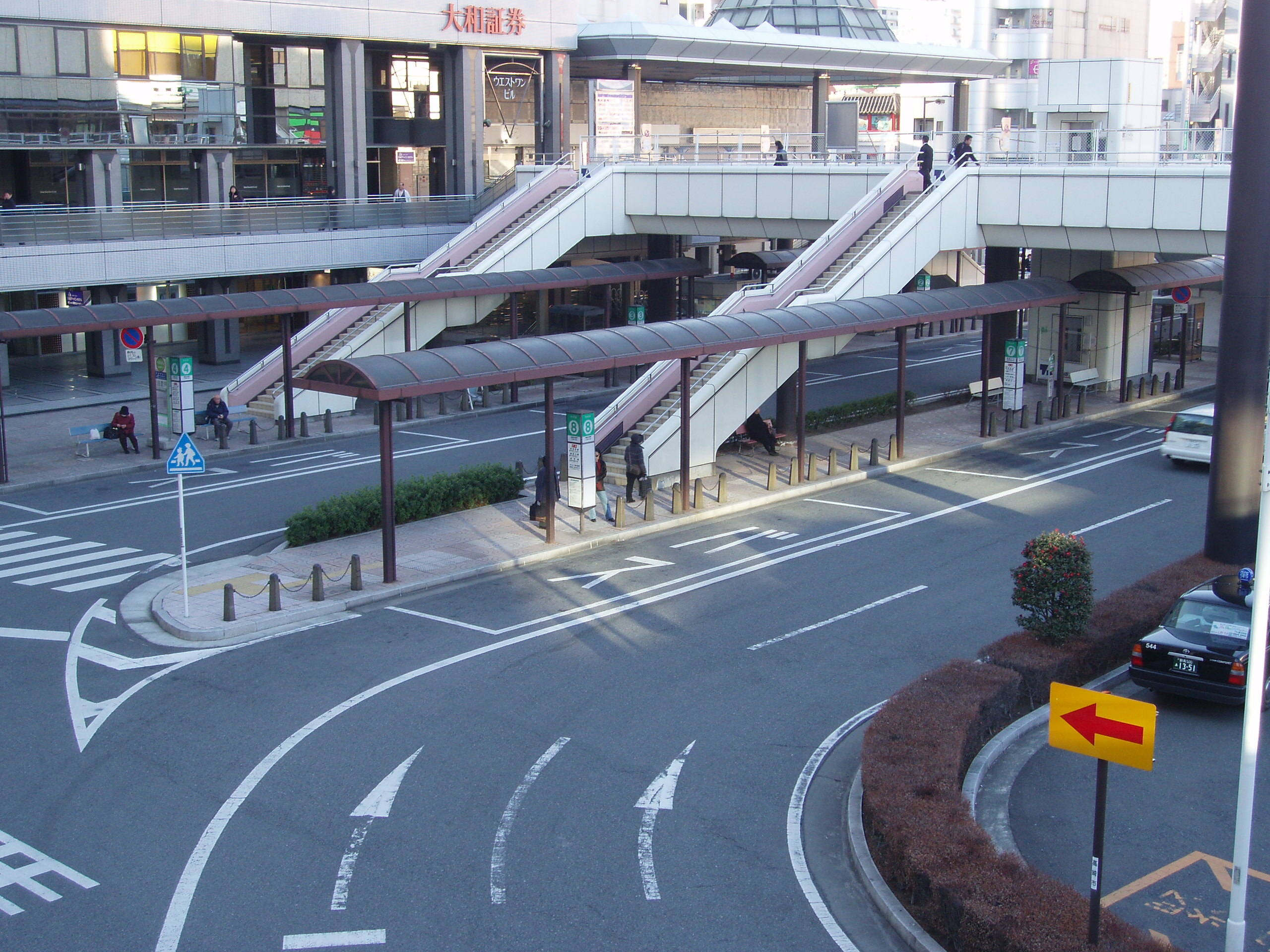
高崎駅西口バスのりば

群馬バスが、高崎駅を中心に市内のほぼ全域に路線バス網を持つ。上信観光バスは市の東部・南部の一部に路線を運行している。群馬中央バスは本拠地である前橋市から乗り入れてくるバス路線の他、高崎駅と玉村町を結ぶ路線を運行している。関越交通は同様に渋川市からの乗り入れバス路線や、倉渕地域（権田）と東吾妻町を結ぶ路線バスも運行している。
新町駅には、日本中央バスと永井バスが乗り入れている。日本中央バスは藤岡市や多野郡と新町駅を、永井バスは玉村町と新町駅を結ぶバスという性格が強く、どちらも市内を走る区間はわずかである。
その他、箕郷地域の榛名山麓や榛名山頂と伊香保温泉の間に群馬バスがバス路線を営業している。

#### 市が関与する路線バス

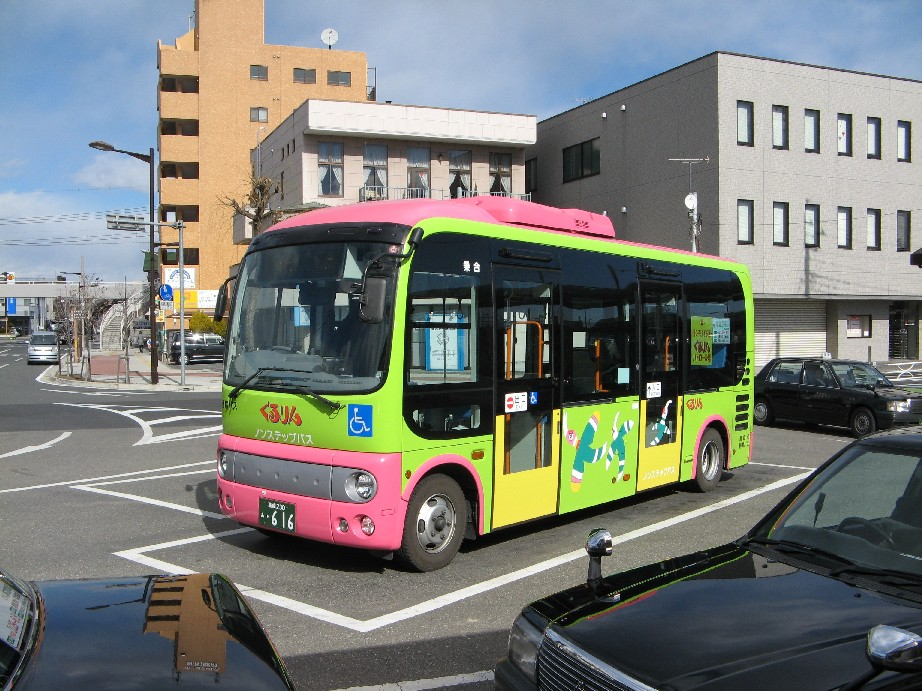
ぐるりん

高崎市は、「高崎市内循環バスぐるりん」、「榛名循環バスはるバス」、「よしいバス」、「代替バス」の4種類の路線バスを走らせている。このうち「ぐるりん」は市営ではなくコミュニティバスであり、市内に路線を持つバス事業者が運行し、市が欠損補助を行う形で運営されている。
ぐるりんは都心循環線、少林山線、高経大線、大八木線、京ヶ島線、群馬の森線、倉賀野線、観音山線、岩鼻線、こうづけ国分寺線、かみつけの里線、榛名線、倉渕線、白川線、生原線、松原線、柏木沢線、新町線の18路線が運行されており、都心循環線以外は両方向の路線が運行されている。はるバスは2路線、よしいバスは5路線、代替バスは2路線が運行されている。
ぐるりん、はるバス、よしいバスの運賃は、都心循環線と、それに重なる少林山線、高経大線、観音山線の区間は1回100円で、それ以外は距離にかかわらず1回200円（子供半額）となっている。代替バスは距離制の運賃である。
なお、ぐるりんにはバスナビゲーションシステムが導入されており、パソコンや携帯電話から運行状況や時刻表などが分かるようになっている。
なお、旧榛名町・吉井町と合併した時には、高崎市役所と各支所（旧役場）間に運賃無料の交流バスを走らせていたが、2010年9月2日に運行終了した。

#### 高速バス
- 日本中央バス
- 関越交通
- 千葉交通（関越交通と東京ディズニーランド・成田空港線（アザレア号）を共同運行）
- 富士急バス（関越交通と富士急ハイランド線を季節限定で共同運行）
- 東京空港交通（日本中央バスと羽田空港線を共同運行）
- 西東京バス（関越交通と高崎・伊香保・四万温泉号八王子線を共同運行）

### 道路

#### 高速道路
- 関越自動車道 : （佐波郡玉村町） - (9-1)高崎玉村スマートIC（高崎市と玉村町の両方に跨っている） - (9-2)高崎JCT - (10)高崎IC - (11)前橋IC（高崎市と前橋市の両方に跨っている） - （前橋市）
- 北関東自動車道 : (9-2)高崎JCT - （前橋市）
- 上信越自動車道 : （藤岡市） - (2)吉井IC - （甘楽郡甘楽町）

#### 国道
- 国道17号（中山道、新町バイパス・倉賀野バイパス・高崎バイパス・高崎前橋バイパス）
- 国道18号（中山道）
- 国道254号
- 国道354号（2011年6月12日に東毛広域幹線道路の一部、高崎玉村バイパスが開通）
- 国道406号

#### 県道（主要地方道）
- 群馬県道6号前橋箕郷線
- 群馬県道10号前橋安中富岡線
- 群馬県道12号前橋高崎線
- 群馬県道・埼玉県道13号前橋長瀞線
- 群馬県道24号高崎伊勢崎線
- 群馬県道25号高崎渋川線（三国街道）
- 群馬県道26号高崎安中渋川線
- 群馬県道27号高崎駒形線
- 群馬県道28号高崎東吾妻線

- 群馬県道29号あら町下室田線
  - 中心市街地では、シンフォニーロードと称されている
- 群馬県道31号高崎停車場線
- 群馬県道33号渋川松井田線
- 群馬県道40号藤岡大胡線
- 群馬県道48号下仁田安中倉渕線
- 群馬県道49号藤木高崎線
- 群馬県道54号長野原倉渕線
- 群馬県道71号高崎神流秩父線

#### 主な市道
- 高崎市道高崎環状線

#### サイクリングロード
- 高崎伊勢崎自転車道線
- 井野川（ホタルの里）サイクリングロード
- 烏川・榛名白川サイクリングロード
- 早瀬川サイクリングロード
- 烏川・碓氷川サイクリングロード
- 烏川・神流川サイクリングロード

### 空港
- 高崎ヘリポート

## 通信

### 電話
- 市外局番は、市内の大半が「027」だが、新町地域は「0274」である。

### 郵便
- 郵便番号は、市内全域で「370」から始まる7桁の番号が割り当てられ、以下の郵便局が収集・配達を担当している。
  - 高崎郵便局（高崎地域・吉井地域の集配）
  - 新町郵便局（新町地域の集配）
  - 群馬郵便局（群馬地域・箕郷地域の集配）
  - 室田郵便局（榛名地域の集配）
  - 倉渕郵便局（倉渕地域の集配）
  - ※2006年の合併当初は、倉賀野郵便局（高崎地域の倉賀野・岩鼻・南八幡地区）・箕輪郵便局（箕郷地域）も担当していたが、日本郵政公社（当時）の拠点再編の結果、2006年（平成18年）10月16日より担当業務がそれぞれ、高崎郵便局・群馬郵便局に集約された。

## 観光・レジャー
- 高崎市観光協会

### 名所・旧跡
- 高崎城（県指定史跡）
  - 桜の名所として知られる。
- 鷹留城（高崎市指定史跡）
- 少林山達磨寺

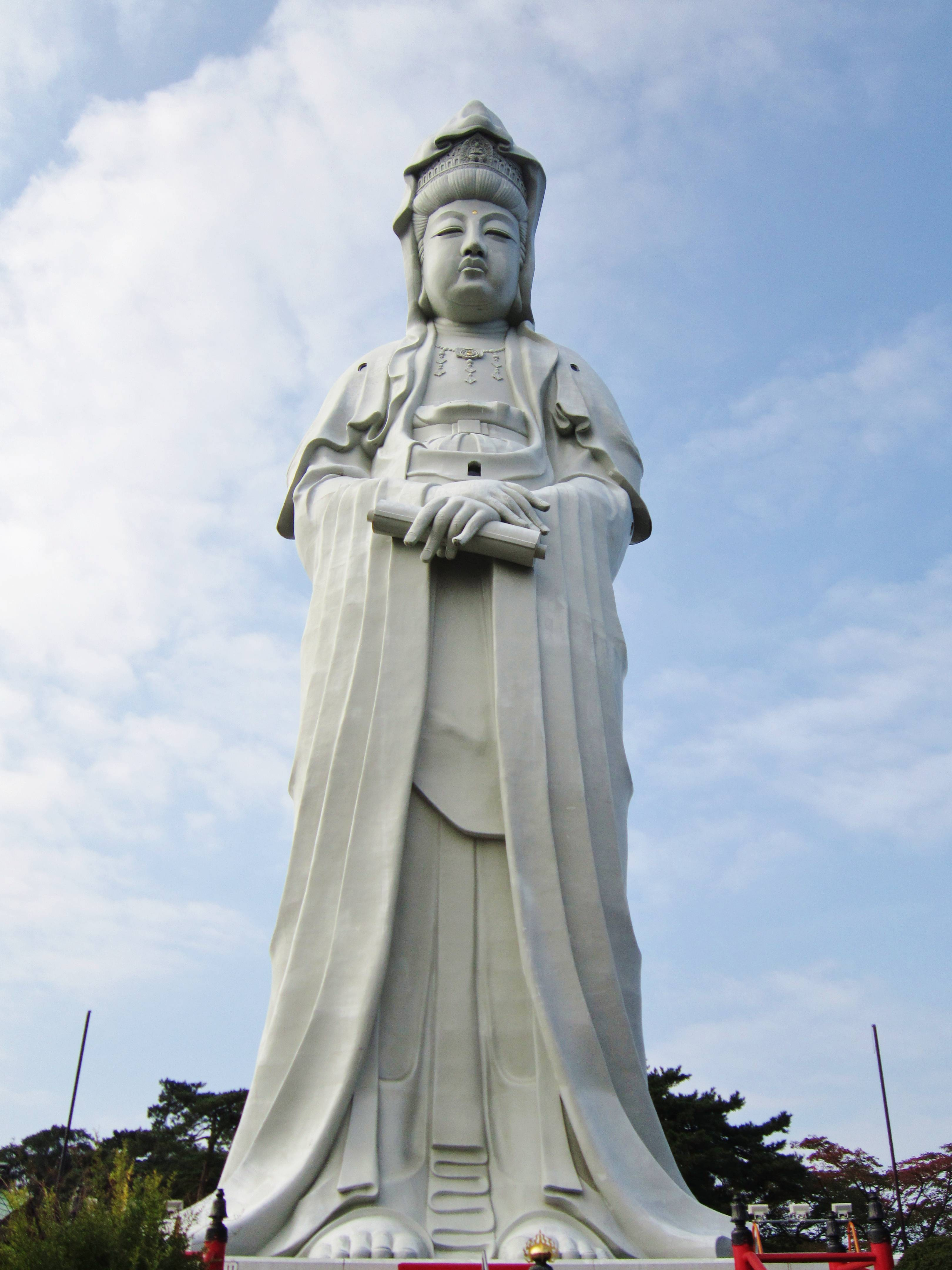
高崎白衣大観音

  - 市の西部、鼻高町にある黄檗宗の寺で、毎年1月6日から7日にかけて開かれる「だるま市」で知られる。江戸時代は前橋藩の裏鬼門を守護する寺であった。
- 高崎観音（高崎白衣大観音）
  - 群馬県を代表をする桜の名所で、観音山にある。群馬の桜の開花宣言がされると、しばしば報道番組などで取り上げられる。
- 長谷寺
  - 金峰山修験本宗の寺院で、本尊は十一面観音。坂東三十三箇所第15番札所である。
- 慈眼寺
  - 市の東部、下滝町にある真言宗の寺院。空海が使ったと伝えられている岩や松尾芭蕉の句碑が境内に残されている。桜の名所で、樹齢240年を超える少将桜などの約50本のしだれ桜が、境内に植えられている。
- 高崎市染料植物園
- ひびき橋
- 箕輪城跡：国の史跡
- 旧下田邸
- 鳴沢湖
- 山ノ上碑：国の特別史跡、ユネスコ「世界の記憶」
- 金井沢碑：国の特別史跡、ユネスコ「世界の記憶」
- 多胡碑：国の特別史跡、ユネスコ「世界の記憶」
- 観音山古墳：国の史跡
- 浅間山古墳：国の史跡
- 元島名将軍塚古墳
- 保渡田古墳群
- 上野国分寺跡
- 榛名湖冬の榛名山と榛名湖
- 榛名神社
- 榛名山
- 洞窟観音
- 観音鉱泉
- 観音塚古墳
- 道祖神

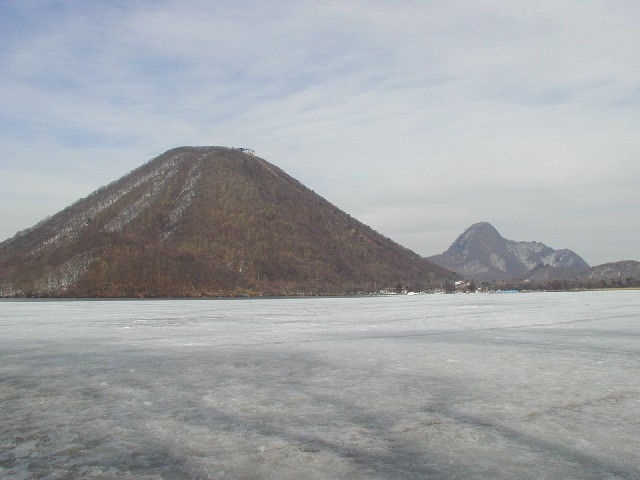
冬の榛名山と榛名湖

  - 榛名山よりも西の地域には道祖神が数多く残っている。
- 東善寺

### 祭事・催事
- 七草大祭だるま市（毎年1月6日 - 7日）
  - 少林山達磨寺で開催される。前橋市や伊勢崎市でも同様の祭りが行われるが、本来は少林山だるま市が基本形である。少林山だるま市は群馬県を代表する伝統的祭りである。
- 高崎だるま市（毎年1月1日 - 2日）
  - 高崎駅西口駅前通りで開催される。2017年より高崎市の主催で開催されており「日本で一番早いだるま市」として謳っている[45][46]。
- 高崎映画祭（毎年3月下旬から）
- 高崎音楽祭
- たかさき春まつり（毎年4月第1土曜）
- 高崎商都フェスティバル（毎年3月下旬 - 4月上旬の土曜日曜）
- 森とオーケストラ（毎年4月29日【昭和の日】）[47]
- たかさきスプリングフェスタ
- 高崎まつり（毎年8月下旬）[48]
  - 技能祭
  - 山車まつり
- ろうそく祭り 高崎観音山 万灯会（毎年8月下旬）[49][50]
- 高崎観音だるまマーチ（毎年10月ごろ）
- たかさき雷舞（らいぶ）フェスティバル（毎年10月中旬）[51]
- 高崎マーチングフェスティバル（毎年10月中旬）[52]
- 高崎えびす講市（毎年11月下旬）[53]
- たかさき光のページェント（毎年12月 - 1月上旬）[54]
- ようこそ高崎人情市（毎月第4日曜日）[55]
- ロックの祭典！高崎野外音楽フェスティバル（2005年を最後に休止中）

### 温泉
- 三福温泉
- 相間川温泉（倉渕町水沼）
- 湯端温泉
- 吉井温泉

### グルメ
- スパゲティ - 高崎市では、「パスタの街高崎」と全国に名を掲げており、高崎市内のパスタ店が自慢の味を競い合う「キングオブパスタ」を2009年より毎年（2019年現在）開催している[56]。また、優勝したメニューはセーブオンから期間限定で販売されていた。
- 焼きまんじゅう - 本場は群馬県中毛・東毛地区とされる。
- だるま弁当
- ラスク - 地元資本のガトーフェスタ・ハラダの名産物として全国で知られる。
- 高崎オランダコロッケ - 2000年以降に名物となったチーズ入りのコロッケ。

### 遊園地
- カッパピア：2003年（平成15年）閉園
  - 高崎市が土地を取得し、再整備後に観音山公園として2016年3月に部分開園。2017年7月に全面開園した[57]。

### 公園
- 榛名公園
  - 1924年（大正13年）4月28日昭和天皇・皇后の成婚を記念し、御料地の払い下げを受けて設置された群馬県立公園。榛名山頂の榛名湖を含む395ヘクタールで、おおむね榛名山外輪山の内側となっている。「榛名ビジターセンター」、「榛名湖畔テニスコート」、「松之沢グラウンド（サッカーグラウンド）」、「榛名湖オートキャンプ場」、「国民宿舎榛名吾妻荘」、「榛名湖温泉ゆうすげ」、「榛名山ロープウェー」等の施設があり、ハイキングや釣りが楽しめる[58]。毎年「榛名の祭り」、「榛名湖イルミネーションフェスタ」が行われる。

- 観音山ファミリーパーク
  - 2003年（平成15年）に開園した群馬県立公園。「森の芝生公園」、「森のスポーツ・レクリエーション広場」、「バーベキュー広場」、「水と花の広場」、「クラフト工房」、「里山をめぐる遊歩道」、「遊びの原っぱ」、「多目的フリースペース」で構成され、大人から子どもまで楽しませてくれる場所となっている。現在、第2期開園エリアまでが利用可能。平成19年には約60haの全エリアが開園する。[59]

- 群馬の森
  - 群馬県立公園。所在地は高崎市綿貫町992-1。敷地内に群馬県立近代美術館、群馬県立歴史博物館がある。広大な敷地に白樫・椚・コナラや紅葉等の落葉樹・広葉樹が多数植えられており、地元では紅葉の名所としても知られ、紅葉の季節になると多くの見学者が訪れる。開園時間は4月 - 9月は7:40 - 18:30、10月 - 3月までは8:10 - 17:30。駐車場・駐輪場完備。[60]

- 高崎公園
- 姉妹都市公園
- もてなし広場
  - 祭事などの会場によくつかわれる。高崎まつりでも路上の屋台等が設置され、観光客などでにぎわう。
- 上毛野はにわの里公園（保渡田古墳群）
- 箕郷梅林
- 烏川渓谷公園
- 三ツ寺公園
- 観音山公園
  - カッパピア跡地に整備され開園した市営公園。ドイツのケルナースティック社の遊具を設置している「ケルナー広場」をはじめ、「芝生広場」、「観音山公園プール」の設備がある。
- 市公式ゆるキャラ:『たか丸くん（高崎市）』

## スポーツ

### スポーツ団体・クラブ
高崎市に本拠地を置く主なスポーツチーム
野球・ソフトボール
- 群馬ダイヤモンドペガサス（ベースボール・チャレンジ・リーグ（ルートインBCリーグ）所属）
- ビックカメラ高崎ビークイーン（JDリーグ所属）
- 太陽誘電ソルフィーユ（JDリーグ所属）
- 高崎市役所ソフトボール部（平成20年・平成27年の2回、全日本総合男子ソフトボール選手権大会で優勝）[61][62]。

サッカー
- アルテ高崎（元日本フットボールリーグ所属・2011年解散）

### スポーツ施設

#### 野球場・ソフトボール場
- 高崎市城南野球場（高崎市下和田町2-12-1）
  - 映画タッチの撮影でも使用された。2014年より、ベースボール・チャレンジ・リーグに所属する群馬ダイヤモンドペガサスの本拠地となっている[63]。
- 貝沢野球場（高崎市貝沢町60）
- 金井原野球場（高崎市宮沢町1606）
- 和田橋野球場（高崎市八千代町1-7-1）
- 聖石橋野球場（高崎市石原町）
- 高浜野球場（高崎市高浜町180-1）
- 高崎市ソフトボール場（宇津木スタジアム。宇津木妙子・宇津木麗華）（高崎市井出町926-1）

#### テニスコート
- 清水善造メモリアルテニスコート（高崎市井出町903-1）
- 問屋町庭球場（高崎市問屋町4-8-6）
- 上並榎庭球場（高崎市上並榎町1590）
- 倉渕テニスコート（高崎市倉渕町岩氷601）
- 新町下河原テニスコート（高崎市新町881）
- 高浜テニスコート（高崎市高浜町180-1）

#### 競技場
- 浜川競技場（高崎市浜川町208）

#### プール
- 浜川プール（高崎市浜川町1575-1）
- 城南プール（高崎市下和田町2-11-1）
- 箕郷プール（高崎市箕郷町西明屋740）
- 群馬プール（高崎市台新田町321）
- 新町温水プール（高崎市新町3273-1）
- 吉井プール（高崎市吉井町馬庭1783-6）
- 観音山公園プール（高崎市石原町2740-2）

#### 体育館
- 高崎アリーナ（高崎市下和田町4丁目2番1） 
  - 中央体育館の老朽化のため、全国・世界レベルの大会が開催できるように設計された。元日本製粉跡地に2017年4月に開館した。
- 中央体育館（高崎市栄町11-1）
- 浜川体育館（高崎市浜川町208）
- 倉渕体育館（高崎市倉渕町岩氷601）
- 新町住民体育館（高崎市新町3161）
- さわやか交流館（高崎市箕郷町生原88）
- 群馬柔剣道場（高崎市棟高町982）
- 群馬体育館（高崎市足門町1449-1）
- 新町児童体育館（高崎市新町1497）
- 武道館（高崎市石原町3892-7）
- 榛名体育館（高崎市上里見町453）
- 吉井体育館（高崎市吉井町吉井285-2）
- 吉井運動公園体育館（高崎市吉井町池1618）

#### 弓道場
- 弓道場（高崎市浜川町1522）

#### 運動場
- 城南総合運動場（高崎市下和田町2-11）
- 群馬総合運動場（高崎市足門町1430）
- 倉渕グラウンド（高崎市倉渕町岩氷610）
- 榛名中央グラウンド（高崎市上里見町582）
- 上室田芝グラウンド（高崎市上室田町4707-1）
- 箕郷総合運動公園（高崎市箕郷町生原91）
- 新町烏川運動場（高崎市新町2871）
- 新町鉄南運動場（埼玉県児玉郡上里町大字勅使河原2456）
- 中川原グラウンド（高崎市中里見町1448-1）
- 吉井運動公園運動場（高崎市吉井町池1660）

## メディア
- ラジオ高崎（コミュニティFM局）
- FMぐんま高崎支局
- ジェイコム群馬
- 高崎前橋経済新聞
- 上毛新聞高崎支社

## 出身著名人

### 政治家
- 中曽根康弘 - 第71-73代内閣総理大臣。
- 福田赳夫 - 第67代内閣総理大臣。（旧金古町出身）
- 福田康夫 - 第91代内閣総理大臣。福田赳夫の長男。東京市出生。高崎市育ち。
- 大河内輝剛 - 元衆議院議員。高崎藩主・松平輝聴の次男。
- 篠原義政 - 元衆議院議員
- 下村博文 - 元衆議院議員、元文部科学大臣、元内閣官房副長官。東京11区選出（出身は旧倉渕村）。
- 田中喜代松 - 元衆議院議員
- 中島政希 - 元衆議院議員
- 宮部襄 - 元衆議院議員
- 武藤運十郎 - 元衆議院議員
- 最上英子 - 元衆議院議員、元参議院議員。日本初の女性代議士の1人。
- 最上政三 - 元衆議院議員。最上英子の夫。
- 柳沢剛 - 衆議院議員
- 蠟山政道 - 元衆議院議員、お茶の水女子大学第2代学長
- 上野公成 - 元参議院議員、元内閣官房副長官。
- 釜萢敏 - 参議院議員、日本医師会副会長
- 清水真人 - 参議院議員
- 高橋邦雄 - 元参議院議員、元群馬県副知事
- 竹腰徳蔵 - 元参議院議員
- 中曽根弘文 - 参議院議員、元外務大臣、元文部大臣。中曽根康弘の長男。
- 福田宏一 - 元参議院議員。福田赳夫の弟。
- 丸茂重貞 - 元参議院議員、元環境庁長官、元日本医師会常任理事
- 最上進 - 元参議院議員。最上英子の甥。
- 深井英五 - 元貴族院議員、第13代日本銀行総裁、枢密院顧問官
- 竹腰俊蔵 - 元群馬県知事（公選第4代）。竹腰徳蔵の弟。
- 橋爪洋介 - 第92代群馬県議会議長

### 実業家
- 新井隆二 (新井隆司）- ビックカメラ創業者
- 井上房一郎 - 井上工業 群馬交響楽団を始めとする地域文化の支援者として知られる。
- 茂木惣兵衛 - 野澤屋創業者
- 梁瀬長太郎 - ヤナセ創業者
- 山崎種二 - 山種証券、ヤマタネ創業者

### 芸能人
- 氷室京介 - ミュージシャン、元・BOØWY
- 布袋寅泰 - ミュージシャン、ギタリスト、元・BOØWY
- 松井常松 - ミュージシャンベーシスト、元・BOØWY
- 樋口豊 - ミュージシャン、BUCK-TICKのベーシスト
- ヤガミトール - ミュージシャン、BUCK-TICKのドラマー
- 松本賢一 -ミュージシャン、ベーシスト、ロードオブメジャー
- 多胡邦夫 - ミュージシャン、作曲家
- 吉田ゐさお - ミュージシャン、音楽プロデューサー
- akkin（鈴木玲史）- ミュージシャン、ギタリスト、元・ハートバザール、ONE OK ROCKのサウンドプロデューサー兼共同アレンジャー
- 国友愛佳 - タレント
- 大友花恋 - 女優、モデル、タレント
- 小林桂樹 - 俳優
- たかさきゆこ - 女優
- 竹内海南江 - タレント
- 中村次郎 - 気象キャスター
- 栗原由佳 - フリーアナウンサー
- 須藤ゆみ - フリーアナウンサー
- 樋口潮 - テレビプロデューサー
- 堀口としみ - タレント
- 吉田智美 - タレント
- 三遊亭小圓遊 - 落語家
- 林家つる子 - 落語家
- JOY - タレント、ファッションモデル
- 空風マイキ - タレント、レースクイーン
- 新井秀和 - NHKアナウンサー
- 芳川隆一 - NHK札幌放送局アナウンサー
- 関根和歌香 - 東海テレビアナウンサー
- 相内優香 - テレビ東京アナウンサー
- 竹上萌奈 - 関西テレビアナウンサー
- 麻美ゆま - 元AV女優、タレント
- 本多陽子 - 声優
- 富沢美智恵 - 声優
- 花風みらい - 元・宝塚歌劇団星組娘役　女優
- まるぴ - タレント
- 戸塚有輝 - 俳優

### 文化人
- 内村鑑三 - 宗教家。高崎藩士の子。
- 村上鬼城 - 俳人。江戸生まれ。
- 山口薫 - 洋画家、元東京藝術大学教授
- 土屋文明 - 歌人、国文学者。文化勲章受章者
- 江口恭平 - 文芸評論家、高崎市文化賞受賞
- 岡田怡川 - 教育評論家
- 久慈きみ代 - 国文学者、青森大学名誉教授
- 山田かまち - 画家
- 新井紀一 - 小説家
- 金井美恵子 - 小説家
- 川原礫 - ライトノベル作家
- 村上賢司 - 映画監督
- 小林義則 - 映画監督
- 今井雄五郎 - テレビドラマ監督
- 鶴岡政男 - 画家
- 分部順治 - 彫刻家
- 大河原遁 - 漫画家
- 新井キヒロ - 漫画家
- 門倉卍貴浩 - 漫画家、詩人
- 志村立美 - 画家
- 三浦弘行 - 将棋棋士
- 丸山修二 - アニメーター、元ゆめ太カンパニー所属
- 金子三勇士 - ピアニスト
- 村上早 - 銅版画家

### スポーツ選手
- 小柏剛 - プロサッカー選手
- 青木剛 - 元プロサッカー選手（元日本代表）
- 松下裕樹 - 元プロサッカー選手
- 山口素弘 - 元プロサッカー選手（元日本代表キャプテン）、サッカー指導者（JFA 公認S級コーチ）
- 吉永大志 - プロサッカー選手
- 栃天晃正嵩 - 元大相撲十両力士
- 佐野仙好 - 元プロ野球阪神タイガース外野手
- 清水将海 - 元プロ野球福岡ソフトバンクホークス捕手
- 下慎之介 - 東京ヤクルトスワローズ
- 吉川元浩 - 元プロ野球福岡ソフトバンクホークス選手
- 菊地和正 - 元プロ野球横浜DeNAベイスターズ投手
- 大廣翔治 - 元プロ野球東北楽天ゴールデンイーグルス選手
- 柘植世那 - 埼玉西武ライオンズ
- 富岡久貴 - 元プロ野球投手
- 丸山和郁 - 東京ヤクルトスワローズ
- 琴錦功宗 - 元大相撲関脇（現・朝日山親方）
- 小野雄貴 - ラグビー日野レッドドルフィンズ所属
- 侭田洋翔 - ラグビークボタスピアーズ所属
- 清水麻有 - 女子ラグビー選手
- 井上喜貴 - 陸上競技選手
- 絹川愛 - 陸上競技選手
- 清水善造 - テニス選手
- 相原信行 - 体操競技選手 （ローマ五輪金メダリスト）
- 相原豊 - 体操競技選手、相原信行の子 （バルセロナ五輪銅メダリスト）
- 内田翔 - 競泳選手、（200m自由形日本記録保持）
- 角皆優人 - スキー選手
- 高橋光宏 - 競輪選手、1994年 - 全日本選抜競輪、1995年 - オールスター競輪優勝
- 高橋憲幸 - 元プロ野球日本ハムファイターズ投手
- 堀口恭司 - 総合格闘家

### その他の出身者
- 江口文陽 - 農学者、東京農業大学第13代学長、高崎健康福祉大学教授

## 縁のある人物
- ブルーノ・タウト - 建築家。高崎の洗心亭に居住。
- 絲山秋子 - 小説家。東京都世田谷区出身、現在在住。
- 宇津木麗華 - ソフトボールビックカメラ高崎監督（シドニー五輪銀メダリスト）
- 上野由岐子 - ソフトボールビックカメラ高崎投手（北京五輪金メダリスト）
- 小渕恵三 - 政治家、元総理大臣、元官房長官。
- 小渕優子 - 政治家、小渕恵三の娘。
- 福田達夫 - 政治家
- 三宅雪子 - 政治家
- 山路典子 - ソフトボール太陽誘電監督（シドニー五輪銀メダリスト）
- 坂井寛子 - ソフトボール太陽誘電投手（北京五輪金メダリスト）
- 橋本環奈 - 女優。福岡市出身。2015年、映画撮影期間中約一ヶ月間居住[64]。本人曰く「高崎は第二の家」。
- 廣瀬芽 - ソフトボール太陽誘電内野手（北京五輪金メダリスト）
- 高崎たけまる - 成年漫画家
- 山崎正 - 作詞家（春日八郎『お富さん』、三橋美智也『前橋音頭』など、幼少期に東京から移住）
- 佐藤良明 - アメリカ文学・ポピュラー音楽研究者

## 市民表彰
高崎市市民栄誉賞
市の規定により「学術、芸術、スポーツその他の分野で活躍し、市民に夢と希望を与えるとともに、本市の名声を高めることに顕著な功績のあった個人又は団体」に高崎市市民栄誉賞を制定している。
高崎市善行青少年表彰受賞
人命救助・環境美化・社会福祉など、勇気ある行動をとった市内の団体や児童・生徒に対して表彰している。

## ロケ地・舞台となった作品

### テレビドラマ
- メタルヒーローシリーズ
  - 戦闘シーンで旧高崎金属工業（現在の東洋熱工業吉井工場）の廃工場が使用されている。
- 昭和四十六年 大久保清の犯罪 （TBS） (1983年)
- ファイト (テレビドラマ)
- ブスの瞳に恋してる（2006年）
  - ヒロイン太田美幸の故郷が高崎市の設定。
- BOSS
- MR.BRAIN
- 海賊戦隊ゴーカイジャー
- 仮面ライダーオーズ/OOO
- 仮面ライダーフォーゼ
- 僕とスターの99日（2011年）
  - 榛名湖畔で並木航平（西島秀俊）が弁当を食べた。
- ATARU（2012年）
- サインー法医学者 柚木貴志の事件ー(2019年)
  - 高崎市総合保健センターが、柚木(大森南朋)たちの職場として使われた。(外観とロビーのみ)
- 旅するサンドイッチ（2022年）
  - 高崎市内が舞台になっており、富岡賢治市長が市長役で特別出演している。
- 大病院占拠（2023年）
  - 高崎市総合保健センター・高崎市立図書館が主な舞台として使われた。
- こむぎの満腹記（2023年）
  - ほぼ全編が高崎ロケで撮影。高崎市内の飲食店が多数登場した。

### バラエティ
- 空から日本を見てみよう 「群馬県」（2010年11月4日放送）
- 空から日本を見てみよう 「ライバル都市対決 前橋VS高崎」（2011年8月11日放送）
- ちい散歩
- 所さんの学校では教えてくれないそこんトコロ!
- 中井正広のブラックバラエティ

### 映画
- ここに泉あり （1955年）
- キングコング対ゴジラ （1962年8月11日公開）
  - 劇中で展開される100万ボルト電流作戦の舞台。また、ゴジラが白衣大観音の横を通過する場面も撮影されたが、本編ではカットされた。
- ビー・バップ・ハイスクール 高校与太郎音頭（1988年8月6日公開）
- 半落ち （2004年1月10日公開）
  - 市庁舎が群馬県警の建物として登場した。
- かまち （2004年3月13日公開）
- 珈琲時光 （2004年9月11日公開）
- リンダ リンダ リンダ （2005年7月18日公開）
- 神童 監督:萩生田宏治（2007年4月21日公開）
- 包帯クラブ （2007年9月15日公開）
  - 映画で市庁舎が登場した。
- 相棒 -劇場版- 絶体絶命! 42.195km 東京ビッグシティマラソン （2008年5月1日公開）
  - 市内各所でマラソン時の撮影が行われた。
- 君に届け （2010年9月25日公開）
- ばかもの （2010年12月18日公開）
- あしたのジョー （2011年2月11日公開）
- SP 革命篇 （2011年3月12日公開）
  - 麻田雄三を追う尾形総一郎と井上薫が戦った総理大臣官邸への地下通路として、阿久津水処理センターが使用された。
- 漫才ギャング （2011年3月19日公開）
- これでいいのだ!!映画★赤塚不二夫 （2011年4月30日公開）
- ALWAYS 三丁目の夕日'64 （2012年1月21日公開）
- 遺体 明日への十日間 （2013年2月23日公開）
- 高崎グラフィティ。 （2018年8月18日公開）

### 漫画
- はちみつとクローバー
  - 市庁舎が登場した。
- なお、監修：石ノ森章太郎、作画：井上大助による高崎の歴史を振り返った漫画『TAKASAKI DREAMING まんが 高崎の歴史』が存在する（非売品で高崎市立図書館で閲覧可能）。「仮面ライダー」「サイボーグ009」などといった石ノ森キャラクターが多数登場し、ストーリーに華を添えている。

### アニメーション
- 菜なれ花なれ
  - 高崎アリーナや高崎中央銀座商店街などが登場する。

### ノンフィクション
- 昭和四十六年.群馬の春 筑波昭 草思社 1982年

## 進行中の計画
政令指定都市への移行
松浦幸雄前市長は2007年（平成19年）4月22日執行高崎市長選挙選挙公報（高崎市選挙管理委員会）にて以下のような文面を載せている。
以下、高崎市長選挙選挙公報より抜粋。
- 合併により群馬県最大の人口を要する37万都市となった高崎市への求心力が飛躍的に高まっています。松浦幸雄は、このチャンスを生かし、高崎市がこれからも持続して発展していくための基礎を固め、さいたま市、新潟市と肩を並べる政令指定都市を目指した都市づくりを進めます。

以上、高崎市長選挙選挙公報より抜粋。
このことから、松浦幸雄前市長は市長選でのマニフェストの一つとして政令指定都市を目指した政策を進めるということを示した。
高崎都市圏の総人口は約57万人のため、都市圏内のみでの合併では、政令指定都市への移行は不可能だと思えるため、周辺の県内都市圏、特に前橋市との合併、および伊勢崎市との合併が必要だと言われている。県内の社団法人「理想の都市建設研究会」では、県央政令市の実現に向けて、というテーマの下、現実的な試算や将来の財政状況を踏まえた高崎市、前橋市、伊勢崎市の県央三市の合併推進を提唱している。（因みに県央三市の合併が成立した場合、総人口はおよそ90万人となる。）将来の他県との都市間競争を見据え、県内でどれだけまとまりを持ち、弾力的、かつ継続的に発展していくかが焦点といえる。
2007年（平成19年）10月30日、高崎市と前橋市の相互協力などについての両市長間会議終了時に開いた記者会見で、前橋市の高木政夫市長が高崎市との合併も視野に入れた政令指定都市移行を考えているとの発言をした。これまでも合併に前向きだった松浦幸雄市長は、その際、「将来は政令指定都市を目指している」と改めて明言した。高崎市は中核市への移行を計画しており、合併への議論が具体化するのはその後になる可能性が大きい。前橋、高崎両市の人口を合わせると、68万1949人（2007年10月現在）になり、さらに高崎市との合併推進運動が盛んに行われている玉村町との人口を合わせと、74万4702人（2007年10月1日現在）となり、政令市へ移行を果たした静岡市の人口を抜くことになる。しかし2007年（平成19年）11月19日のNIRA（総合研究開発機構）の対談シリーズで松浦・高崎市長は「前橋との合併は極めて困難である」と語っている。
なお、現在の富岡賢治市長は政令指定都市移行については特に見解は示していない。
新駅設置構想
- 信越本線（高崎 - 横川間）
  - 市議会において信越本線の北高崎駅と群馬八幡駅間に新駅の「豊岡駅（仮称。兵庫県にも豊岡駅があるため、正式駅名は変更予定）」の設置を求める意見が出された。
- 高崎線・八高線・湘南新宿ライン
  - 高崎駅と倉賀野駅間に新駅（「下之城駅（仮称）」）の設置構想がある。

JR高崎線新町駅周辺連立体交差化事業
現在、高崎線の新町駅周辺の踏切による慢性的な交通渋滞などを解消するために、周辺を立体交差化する計画が研究されている。
都市集客施設建設構想
高崎駅東口の栄町に位置する場所に、新しい都市集客施設「高崎パブリックセンター（仮称）」を建設する計画が浮上した。この計画は、現在老朽化が指摘されている中央体育館とビックカメラ、その周辺の駐車場などを含める広大な敷地を再開発し、大型集客施設を建設するもので、平成27年着工を目指し現在計画が進められている。
高崎競馬場再開発・高崎操車場再開発に関することは高崎市の再開発を参照。